# Xylophanes

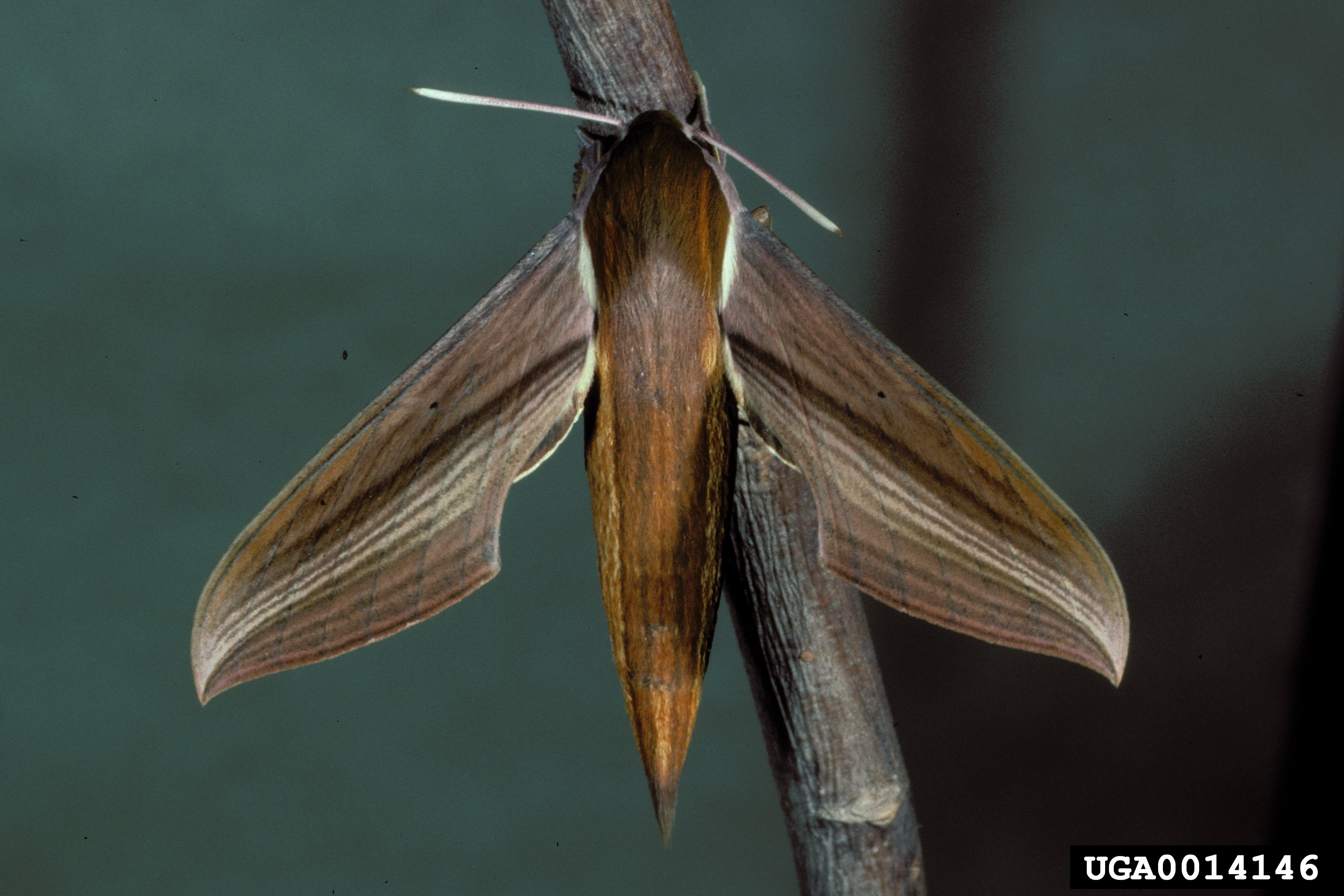
Xylophanes tersa

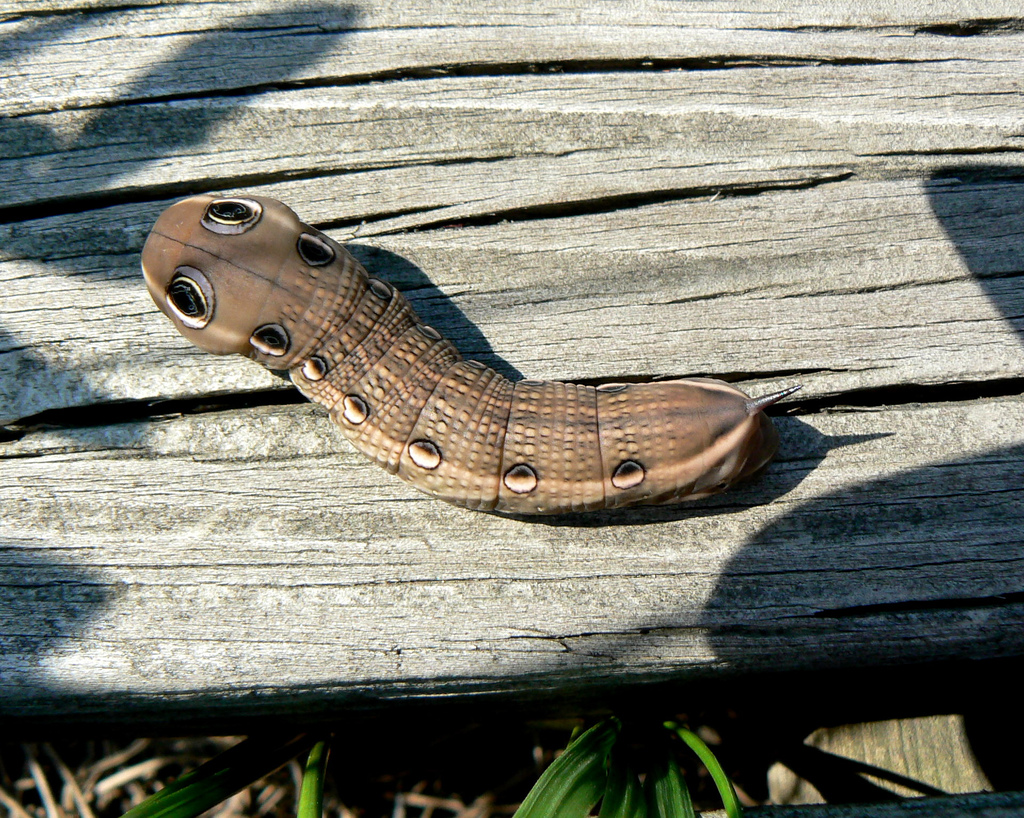
Raupe von Xylophanes tersa

Xylophanes ist eine Gattung von Schmetterlingen aus der Familie der Schwärmer (Sphingidae).

## Merkmale
Die Falter haben einen stromlinienförmigen Körperbau mit langen, dünnen Körpern und schmalen Flügeln. Die Fühler sind lang, sehr schmal und am Ende scharf hakenförmig gekrümmt. Die Gattung ist auf Grund der Morphologie ihrer Genitalien vermutlich am nächsten mit der Gattung Hyles verwandt.
Das erste Hinterleibssegment der Raupen ist stark verdickt, nach vorne zum Kopf verjüngt sich der Körper stark von dort. Alle bisher bekannten Raupen haben ein Paar Augenflecken auf den Seiten des ersten Hinterleibssegments, viele Arten haben weitere Augenfleckpaare auf den anderen Hinterleibssegmenten. Alle haben ein gut entwickeltes Analhorn. Die Puppen sind deutlich gezeichnet und haben einen breiten Kremaster.

## Vorkommen und Lebensweise
Sechs Arten der Gattung sind aus Nordamerika nachgewiesen, von denen drei sich dort auch fortpflanzen. Nahezu alle bekannten Nahrungspflanzen der Raupen stammen aus der Familie der Rötegewächse (Rubiaceae). Die Puppen bewegen sich sehr aktiv, wenn man sie stört. Die meisten Arten verpuppen sich in locker gesponnenen Kokons, in die auch Pflanzenteile u. ä. eingearbeitet werden. Der Kokon von Xylophanes falco ist groß und sehr kräftig.

## Systematik
Weltweit sind 87 Arten der Gattung bekannt:
- Xylophanes acrus Rothschild & Jordan, 1910
- Xylophanes adalia (Druce, 1881)
- Xylophanes aglaor (Boisduval, 1875)
- Xylophanes amadis (Stoll, 1782)
- Xylophanes anubus (Cramer, 1777)
- Xylophanes aristor (Boisduval, 1870)
- Xylophanes belti (Druce, 1878)
- Xylophanes ceratomioides (Grote & Robinson, 1867)
- Xylophanes chiron (Drury, 1773)
- Xylophanes clarki Ramsden, 1921
- Xylophanes colinae Haxaire, 1994
- Xylophanes columbiana Clark, 1935
- Xylophanes cosmius Rothschild & Jordan, 1906
- Xylophanes crotonis (Walker, 1856)
- Xylophanes cyrene (Druce, 1881)
- Xylophanes damocrita (Druce, 1894)
- Xylophanes depuiseti (Boisduval, 1875)
- Xylophanes docilis (Butler, 1875)
- Xylophanes dolius (Rothschild & Jordan, 1906)
- Xylophanes elara (Druce, 1878)
- Xylophanes epaphus (Boisduval, 1875)
- Xylophanes eumedon (Boisduval, 1875)
- Xylophanes falco (Walker, 1856)
- Xylophanes fernandezi Chacin, Clavijo & De Marmels, 1996
- Xylophanes ferotinus Gehlen, 1930
- Xylophanes fosteri Rothschild & Jordan, 1906
- Xylophanes fusimacula (R Felder, 1874)
- Xylophanes germen (Schaus, 1890)
- Xylophanes godmani (Druce, 1882)
- Xylophanes guianensis (Rothschild, 1894)
- Xylophanes gundlachii (Herric-Schaffer, 1863)
- Xylophanes hannemanni Closs, 1917
- Xylophanes haxairei Cadiou, 1985
- Xylophanes hydrata Rothschild & Jordan, 1903
- Xylophanes indistincta Closs, 1915
- Xylophanes irrorata (Grote, 1865)
- Xylophanes isaon (Boisduval, 1875)
- Xylophanes jamaicensis Clark, 1935
- Xylophanes jordani Clark, 1916
- Xylophanes josephinae Clark, 1920
- Xylophanes juanita Rothschild & Jordan, 1903
- Xylophanes kaempferi Clark, 1931
- Xylophanes katharinae Clark, 1931
- Xylophanes kiefferi Cadiou, 1995
- Xylophanes libya (Druce, 1878)
- Xylophanes lichyi Kitching & Cadiou, 2000
- Xylophanes loelia (Druce, 1878)
- Xylophanes macasensis Clark, 1922
- Xylophanes maculator (Boisduval, 1875)
- Xylophanes marginalis Clark, 1917
- Xylophanes media Rothschild & Jordan, 1903
- Xylophanes meridanus Rothschild & Jordan, 1910
- Xylophanes mirabilis Clark, 1916
- Xylophanes mossi Clark, 1917
- Xylophanes mulleri Clark, 1920
- Xylophanes nabuchodonosor Oberthur, 1904
- Xylophanes neoptolemus (Cramer, 1780)
- Xylophanes norfolki Kernbach, 1962
- Xylophanes obscurus Rothschild & Jordan, 1910
- Xylophanes ockendeni Rothschild, 1904
- Xylophanes pistacina (Boisduval, 1875)
- Xylophanes ploetzi (Moschler, 1876)
- Xylophanes pluto (Fabricius, 1777)
- Xylophanes porcus (Hubner, 1823)
- Xylophanes pyrrhus Rothschild & Jordan, 1906
- Xylophanes resta Rothschild & Jordan, 1903
- Xylophanes rhodina Rothschild & Jordan, 1903
- Xylophanes rhodocera (Walker, 1856)
- Xylophanes rhodochlora Rothschild & Jordan, 1903
- Xylophanes rhodotus Rothschild, 1904
- Xylophanes robinsonii (Grote, 1865)
- Xylophanes rothschildi (Dognin, 1895)
- Xylophanes rufescens (Rothschild, 1894)
- Xylophanes sarae Haxaire, 1989
- Xylophanes schausi (Rothschild, 1894)
- Xylophanes schreiteri Clark, 1923
- Xylophanes schwartzi Haxaire, 1992
- Xylophanes staudingeri (Rothschild, 1894)
- Xylophanes suana (Druce, 1889)
- Xylophanes tersa (Linnaeus, 1771)
- Xylophanes thyelia (Linnaeus, 1758)
- Xylophanes titana (Druce, 1878)
- Xylophanes turbata (Edwards, 1887)
- Xylophanes tyndarus (Boisduval, 1875)
- Xylophanes undata Rothschild & Jordan, 1903
- Xylophanes xylobotes (Burmeister, 1878)
- Xylophanes zurcheri (Druce, 1894)

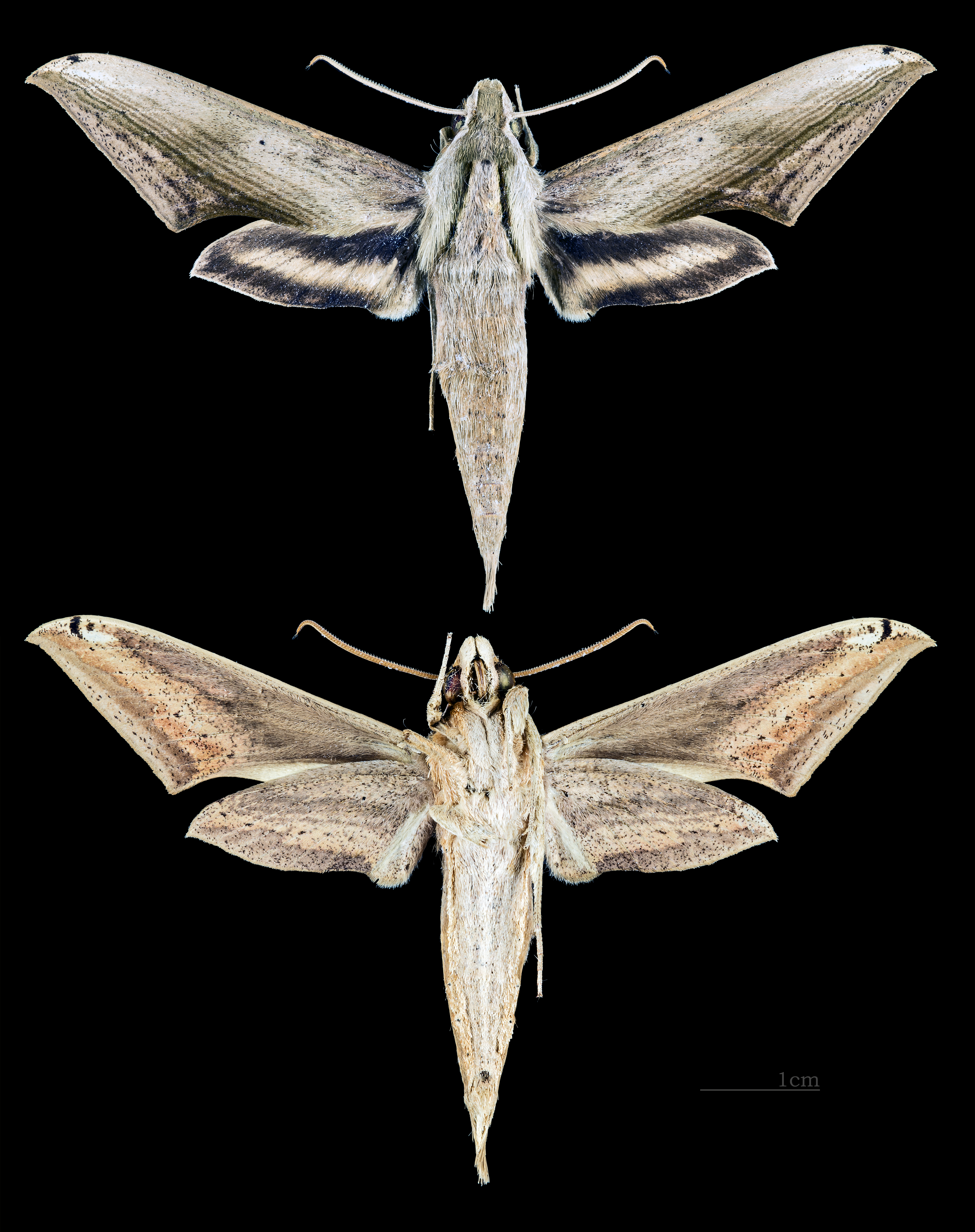
Xylophanes aglaor
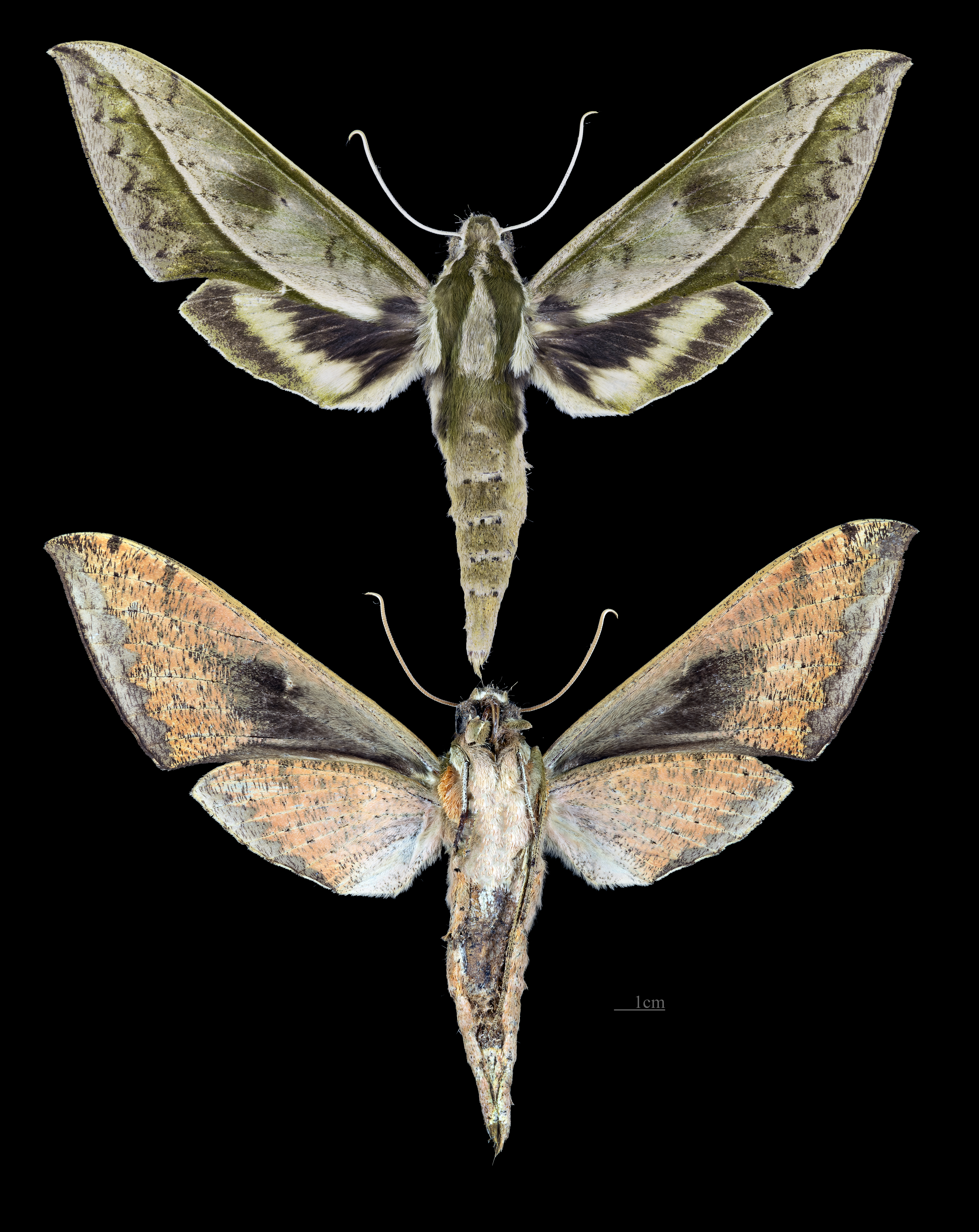
Xylophanes amadis
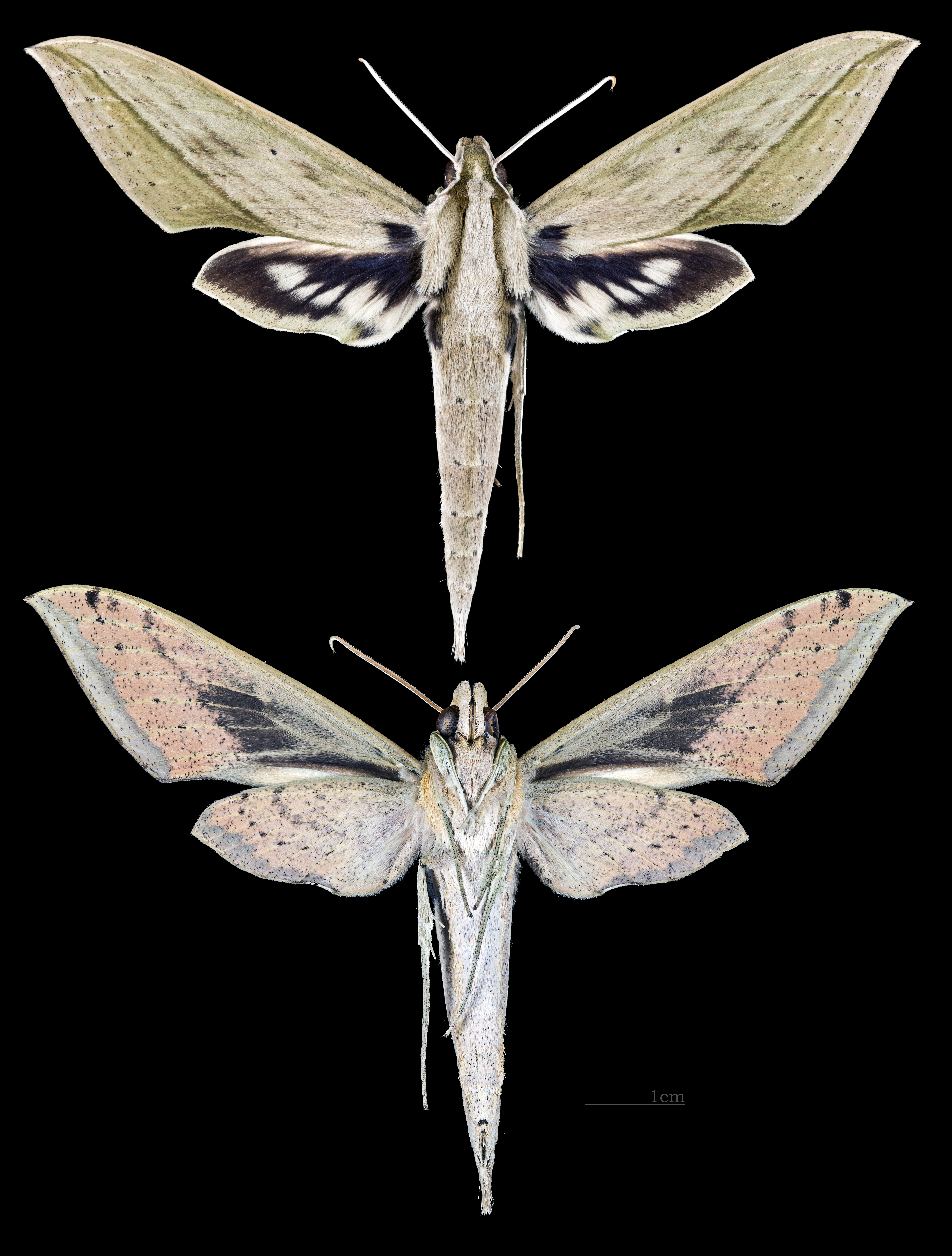
Xylophanes anubus
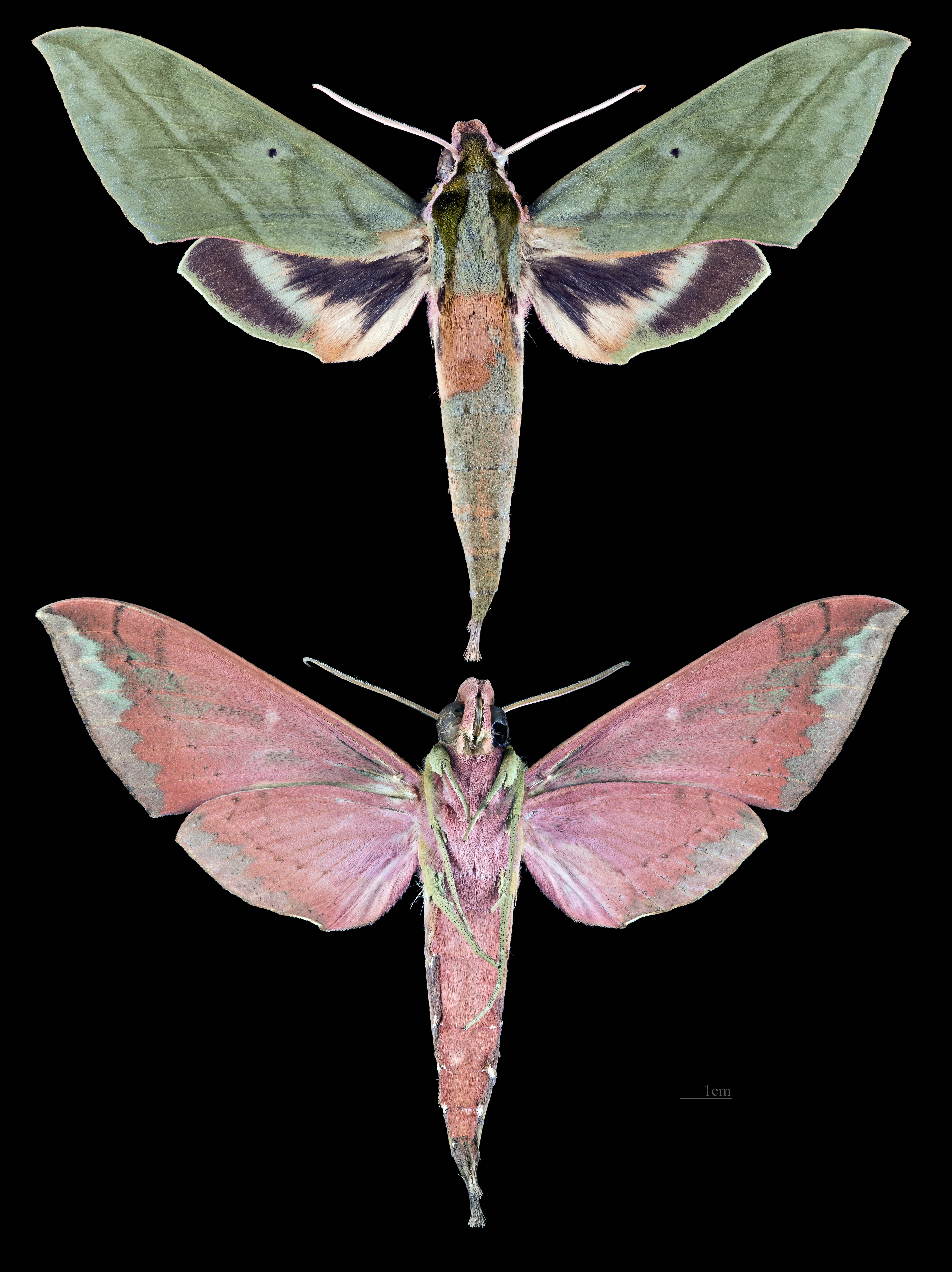
Xylophanes belti
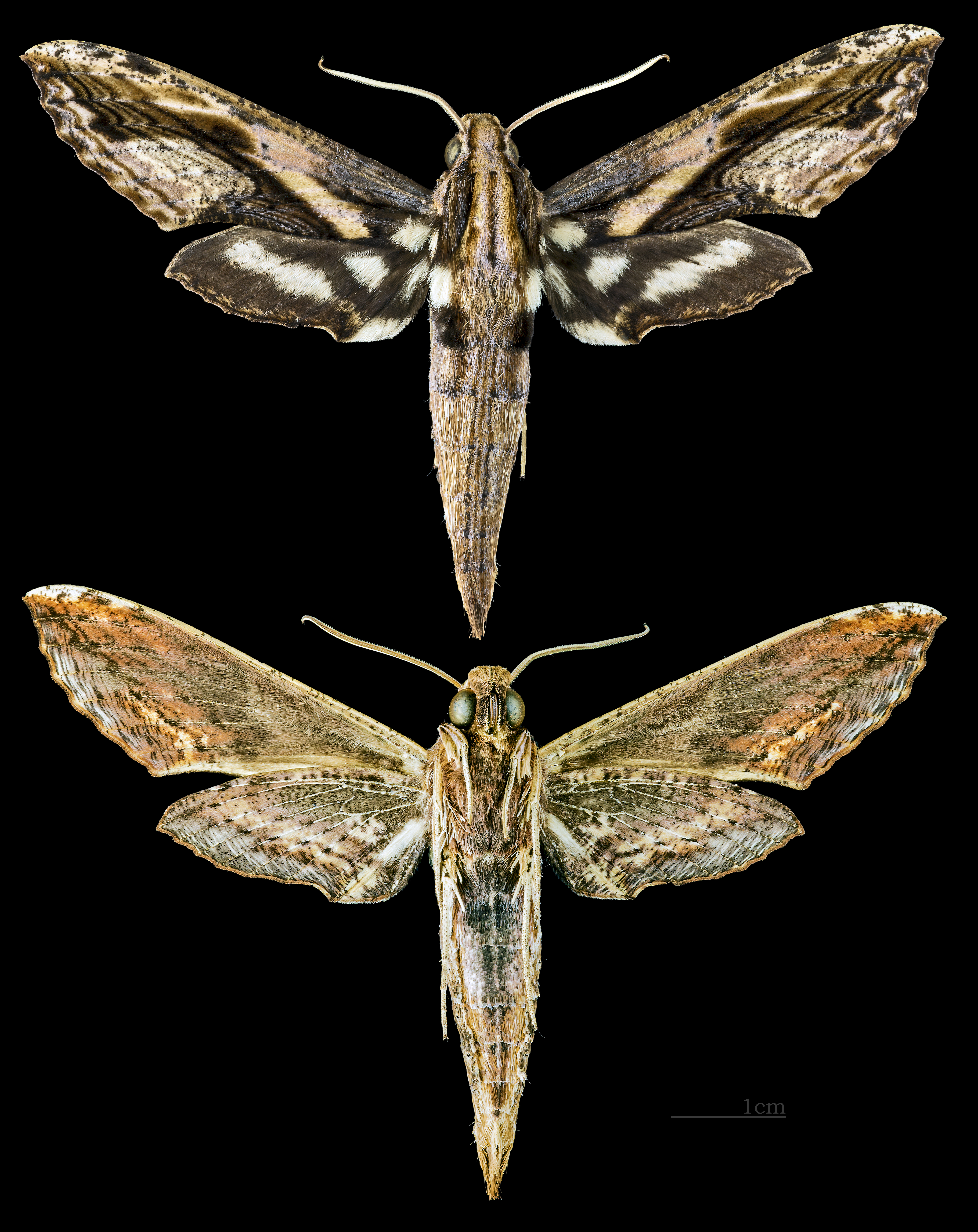
Xylophanes ceratomioides
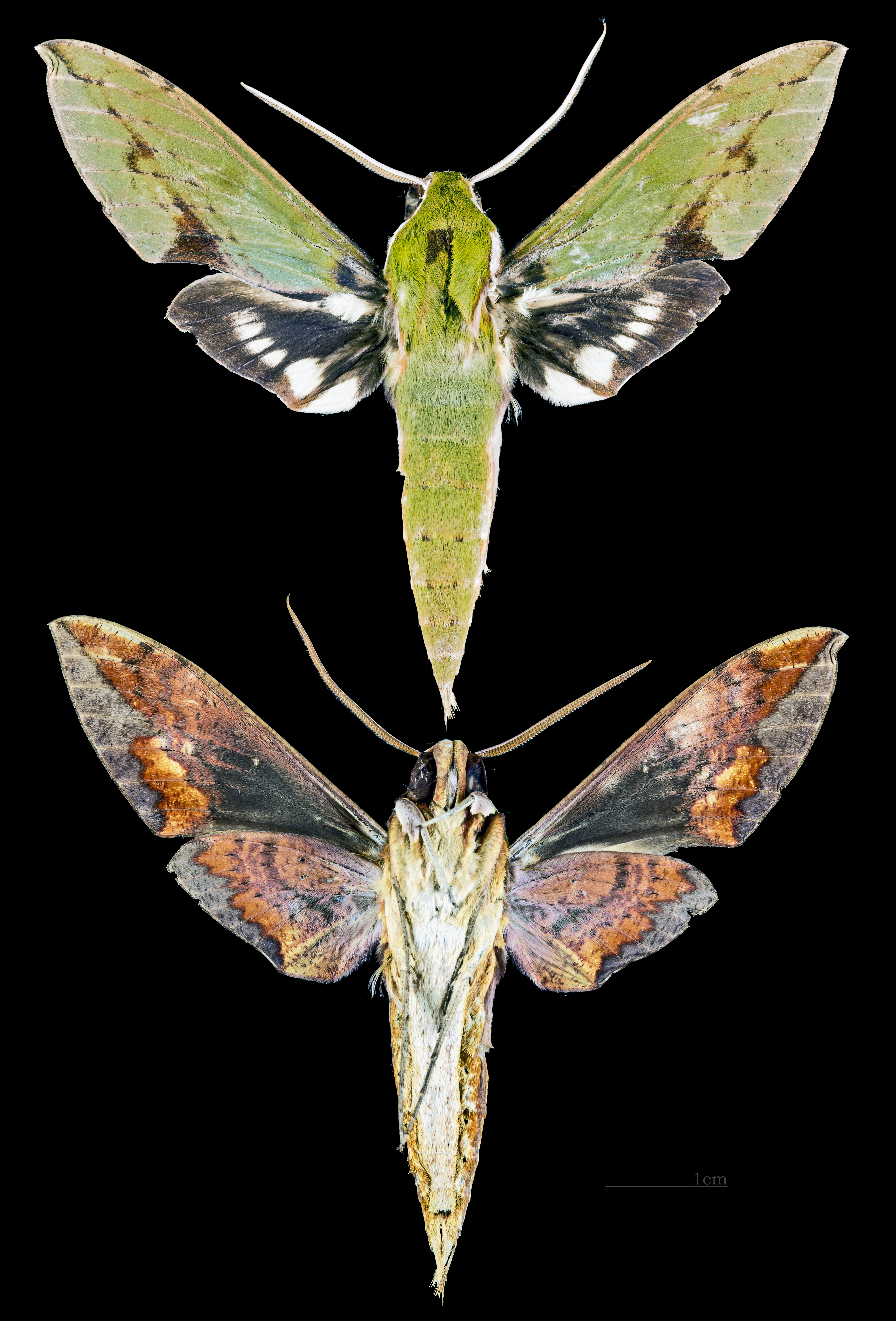
Xylophanes chiron
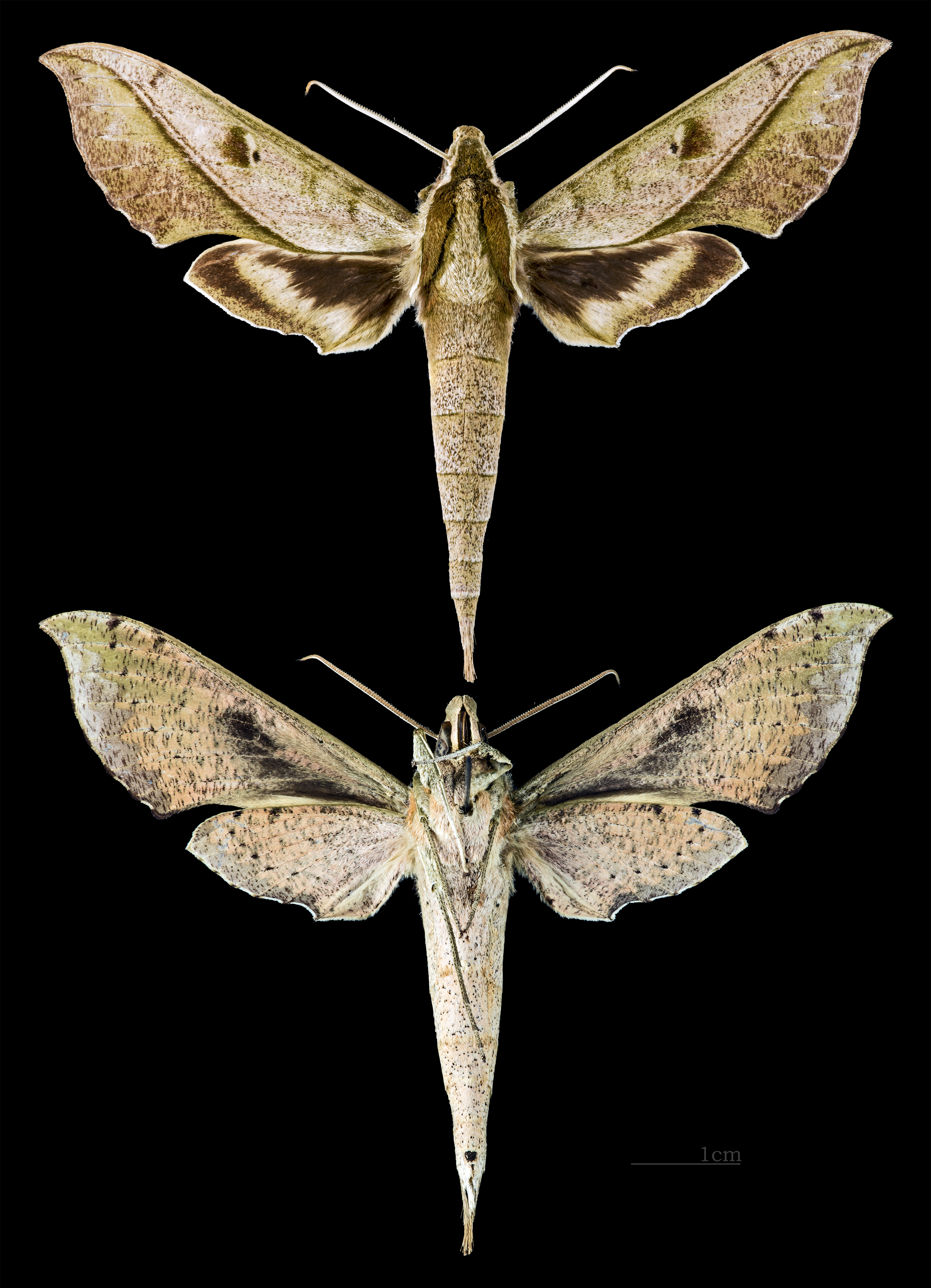
Xylophanes cosmius
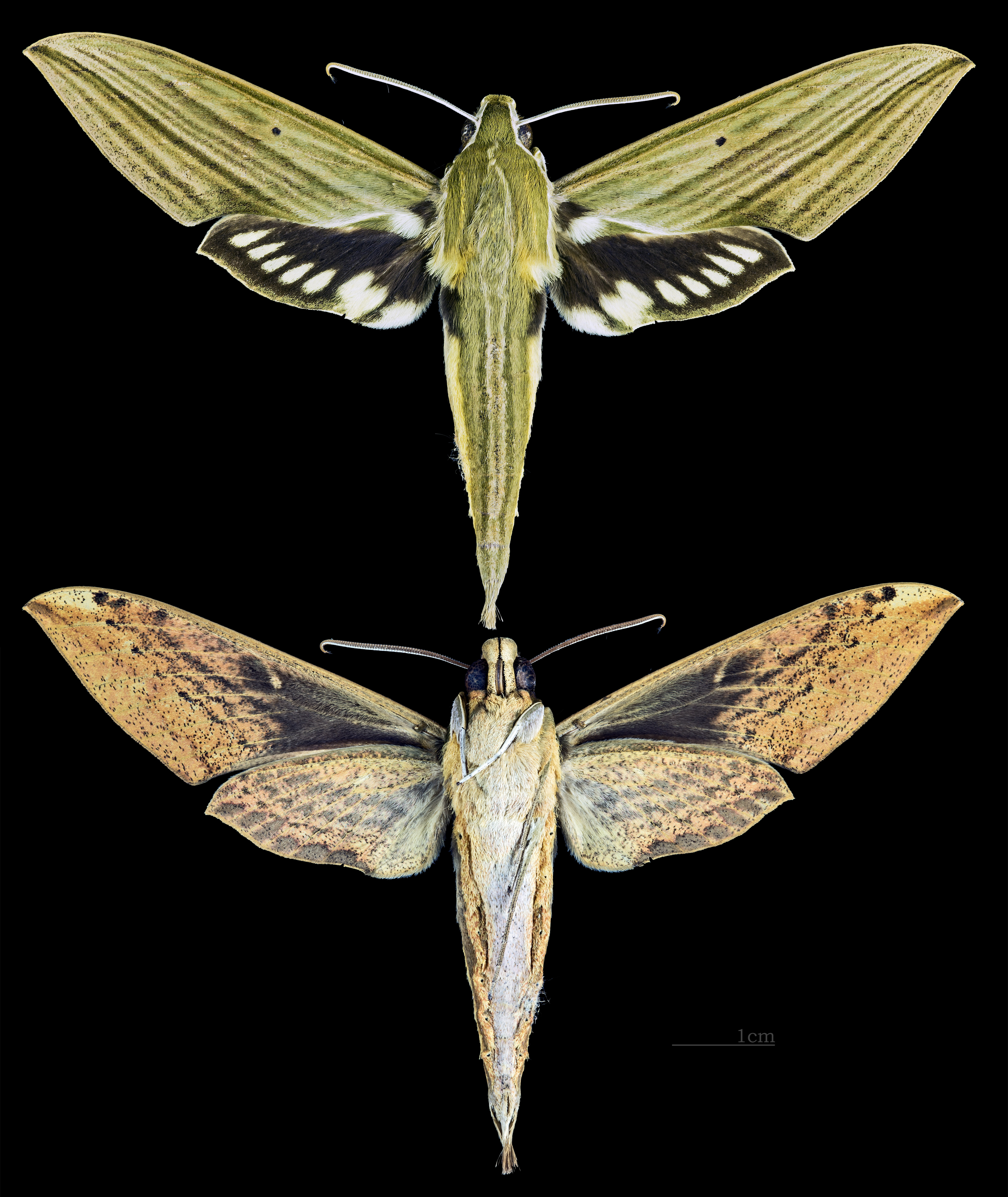
Xylophanes crotonis
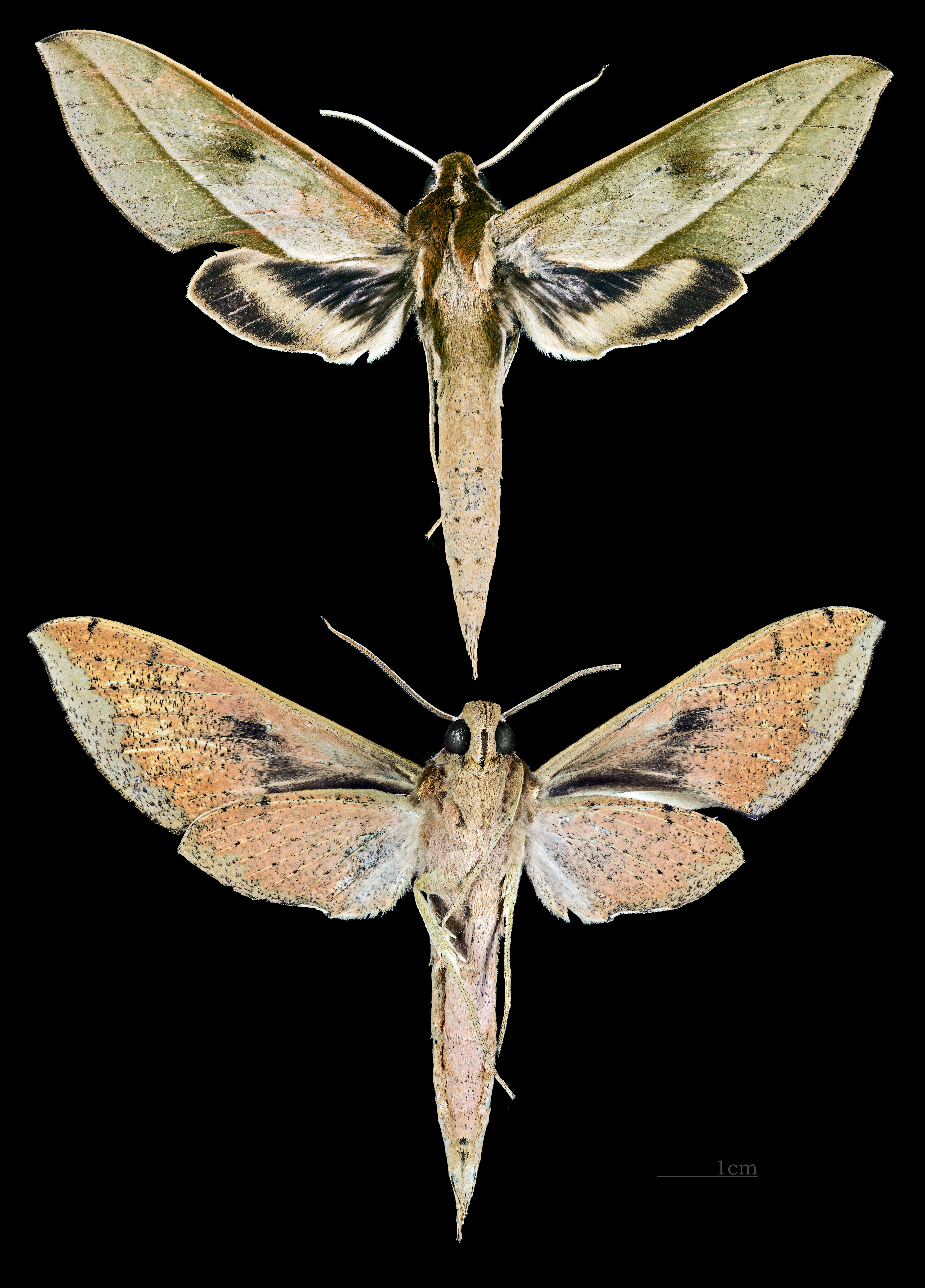
Xylophanes cyrene
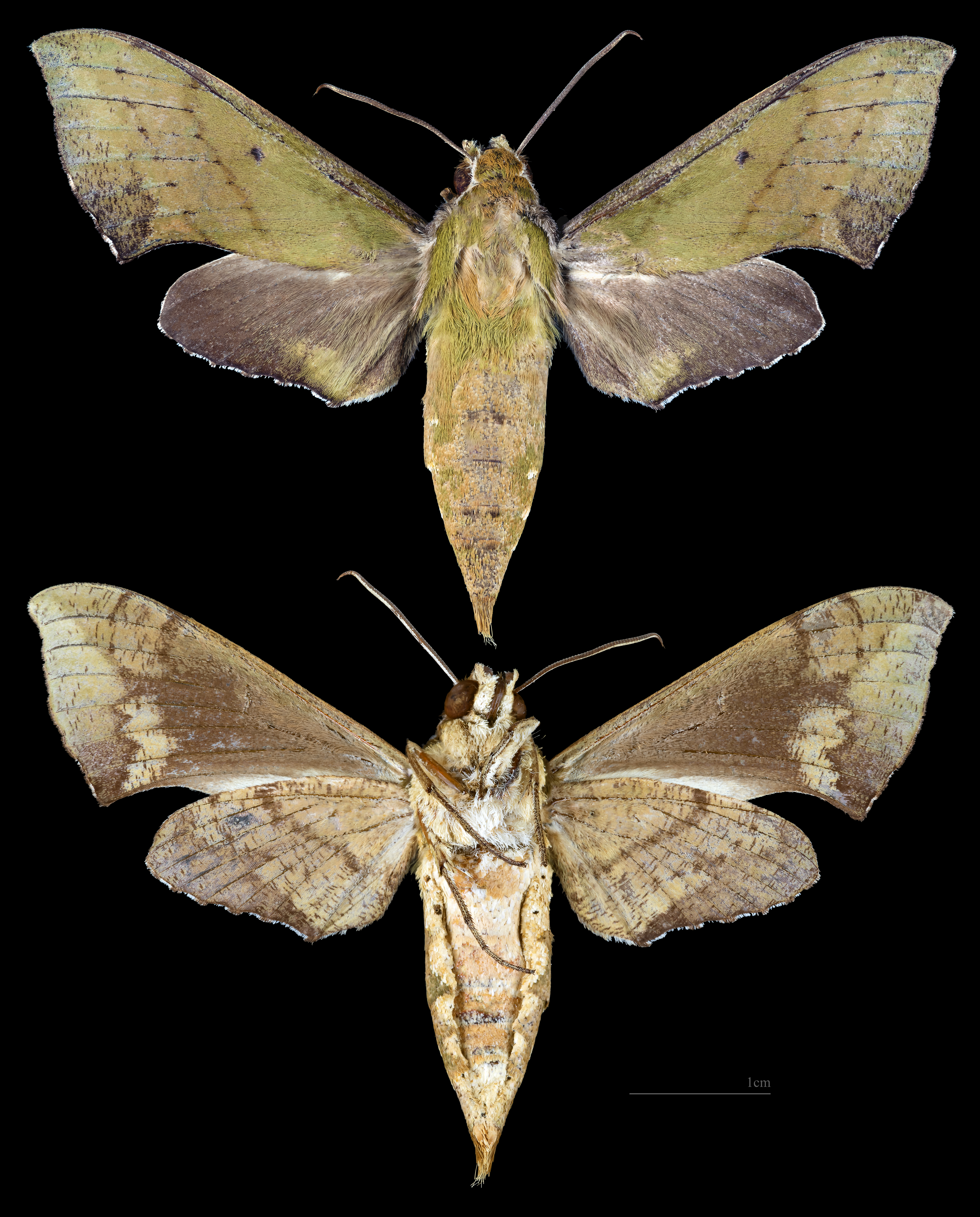
Xylophanes depuiseti
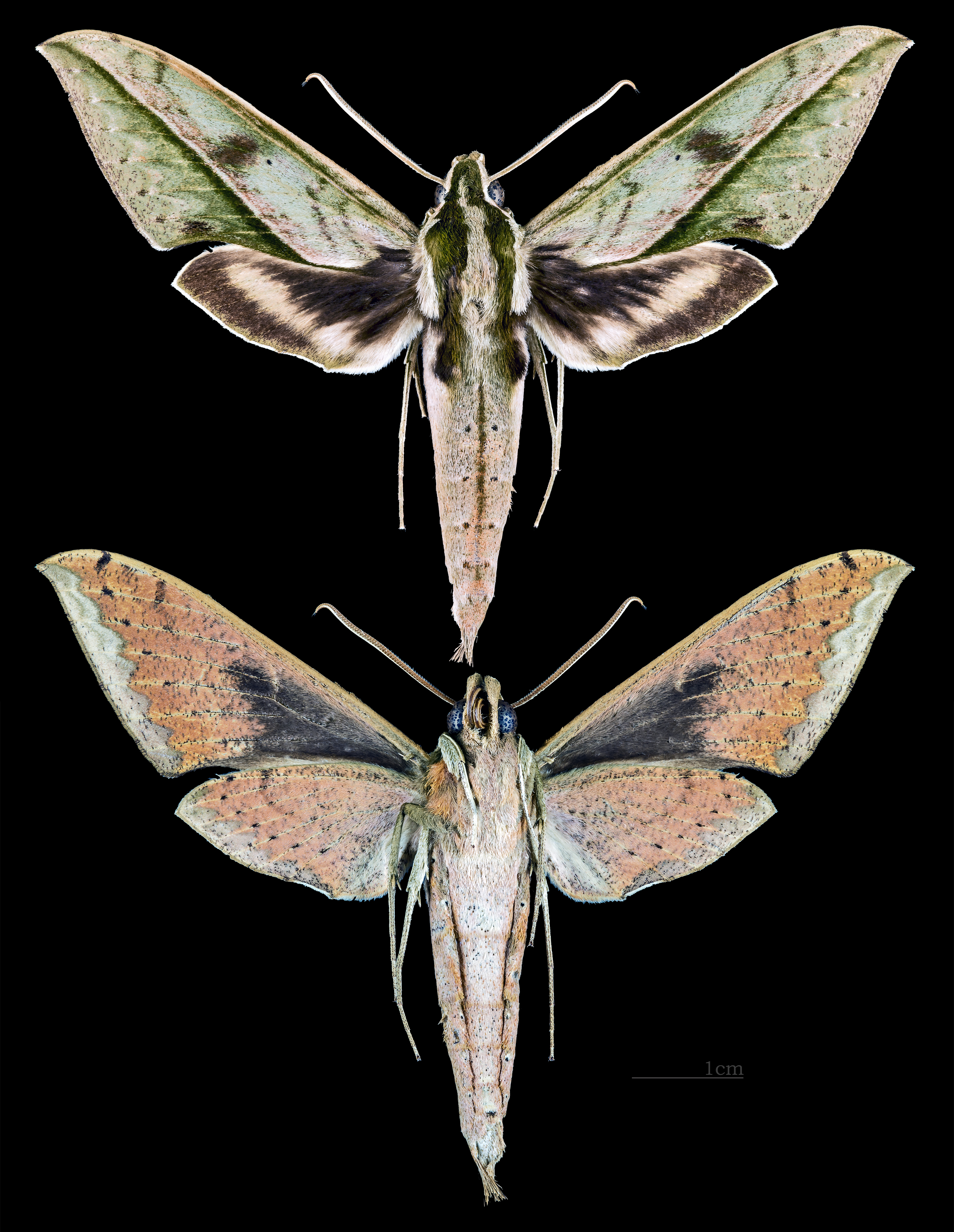
Xylophanes docilis
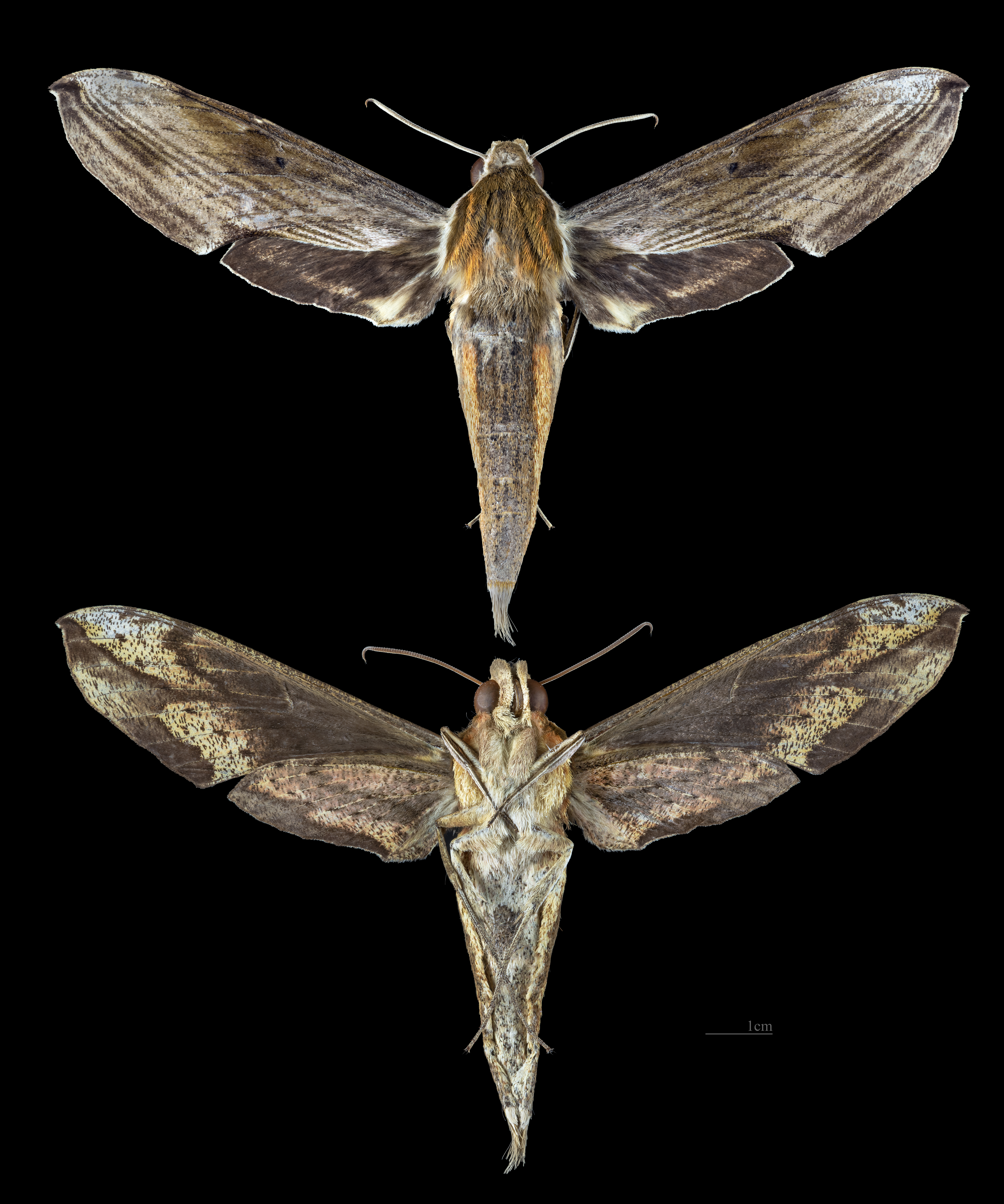
Xylophanes dolius
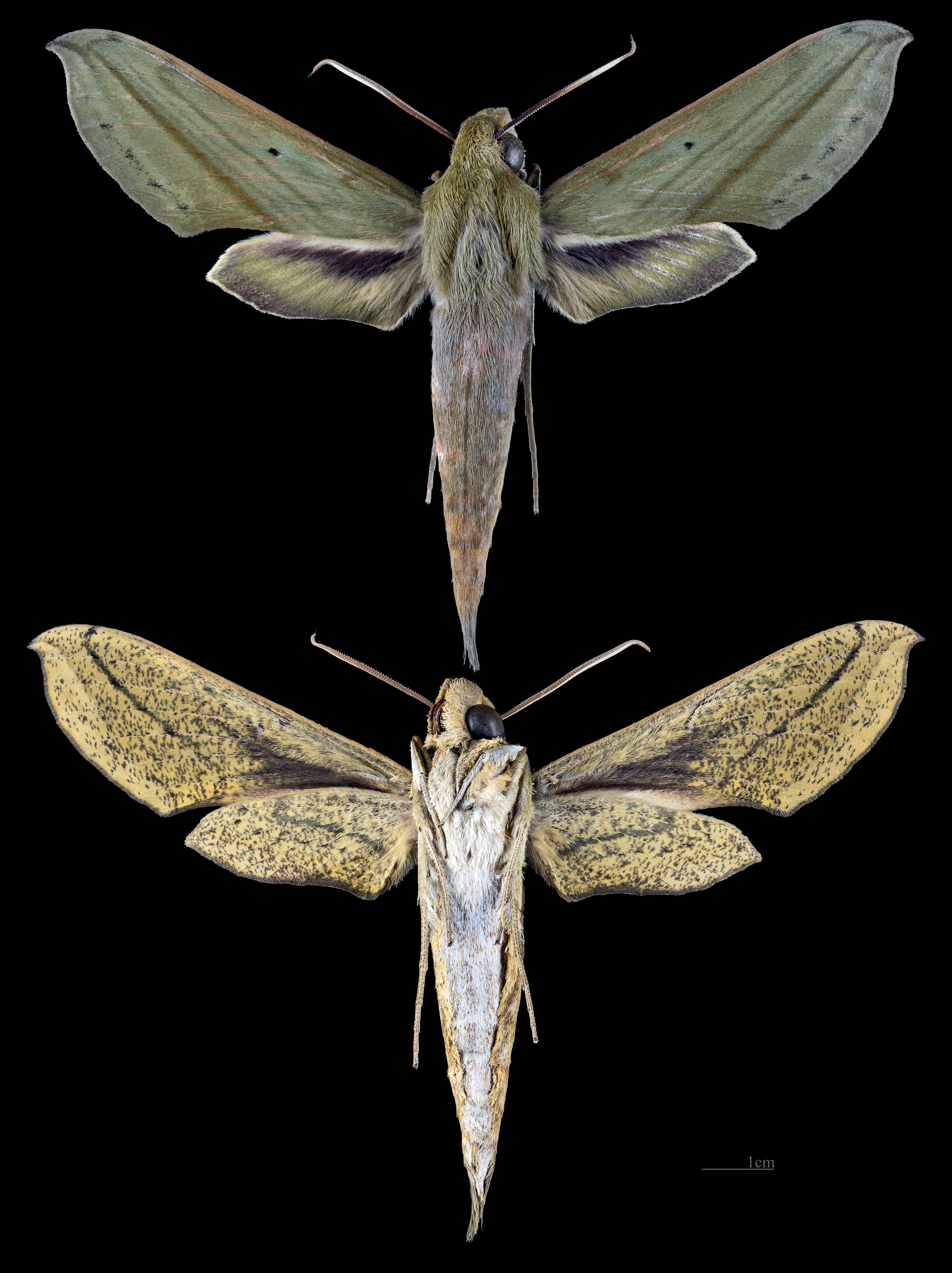
Xylophanes elara
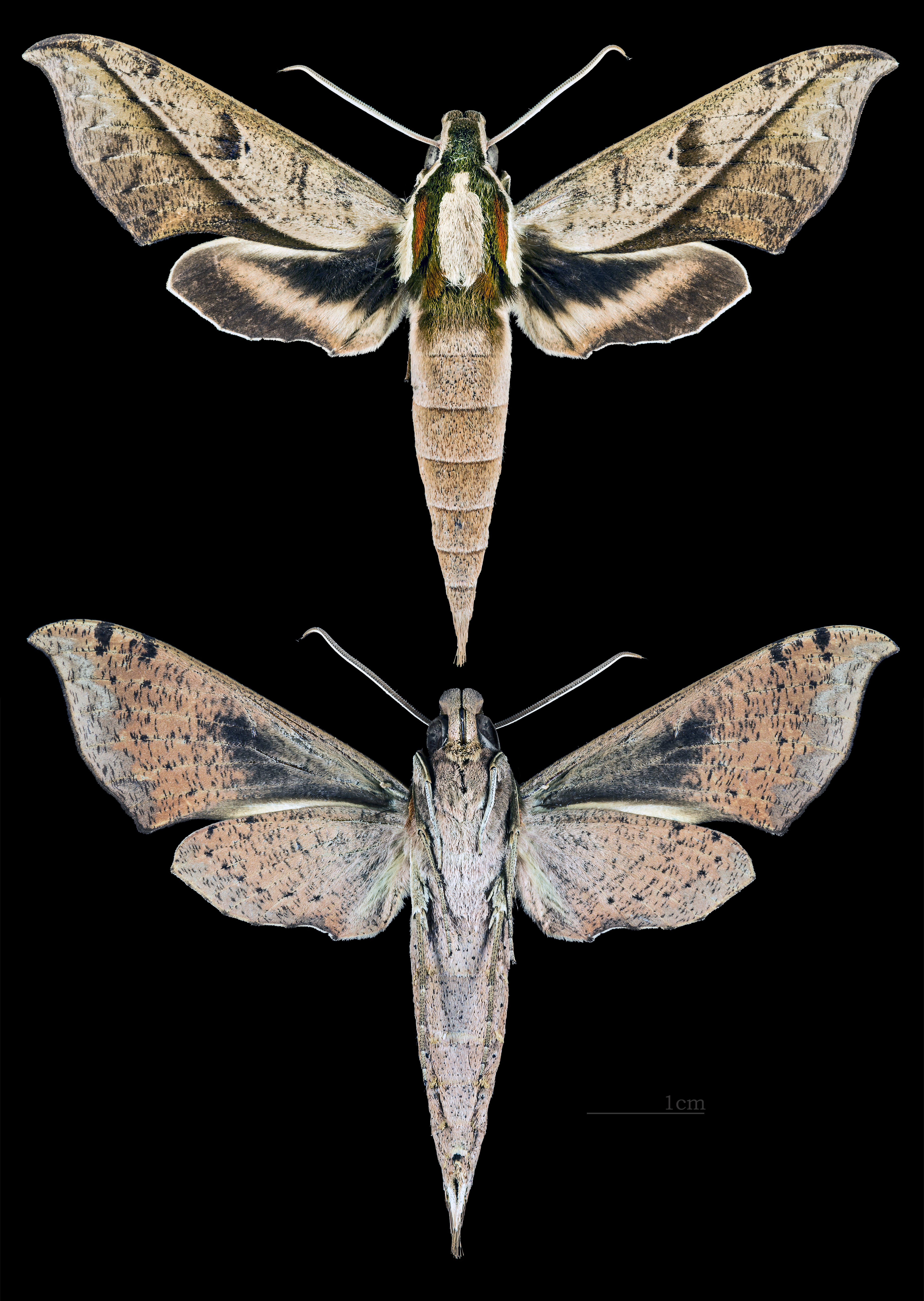
Xylophanes epaphus
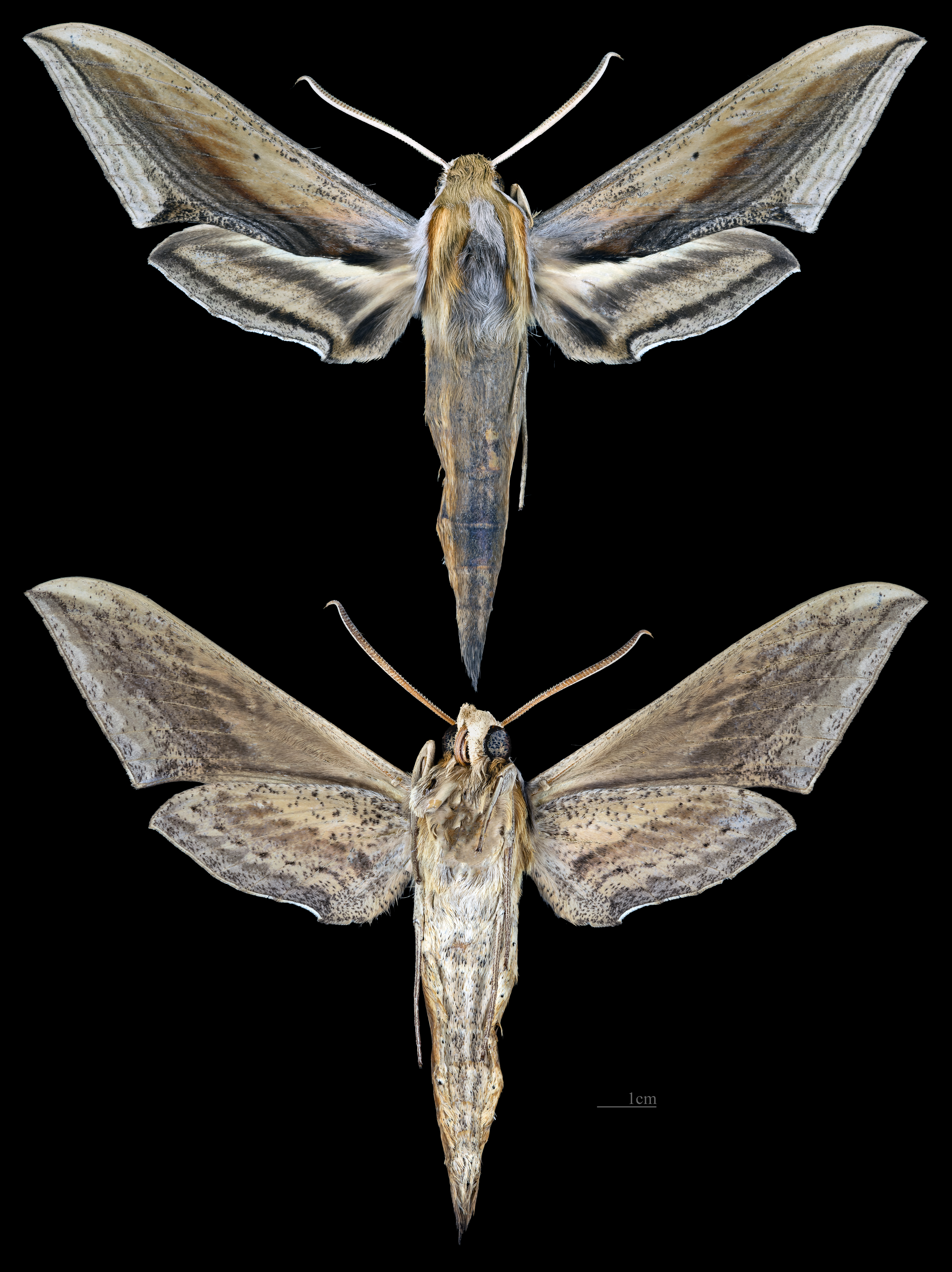
Xylophanes falco
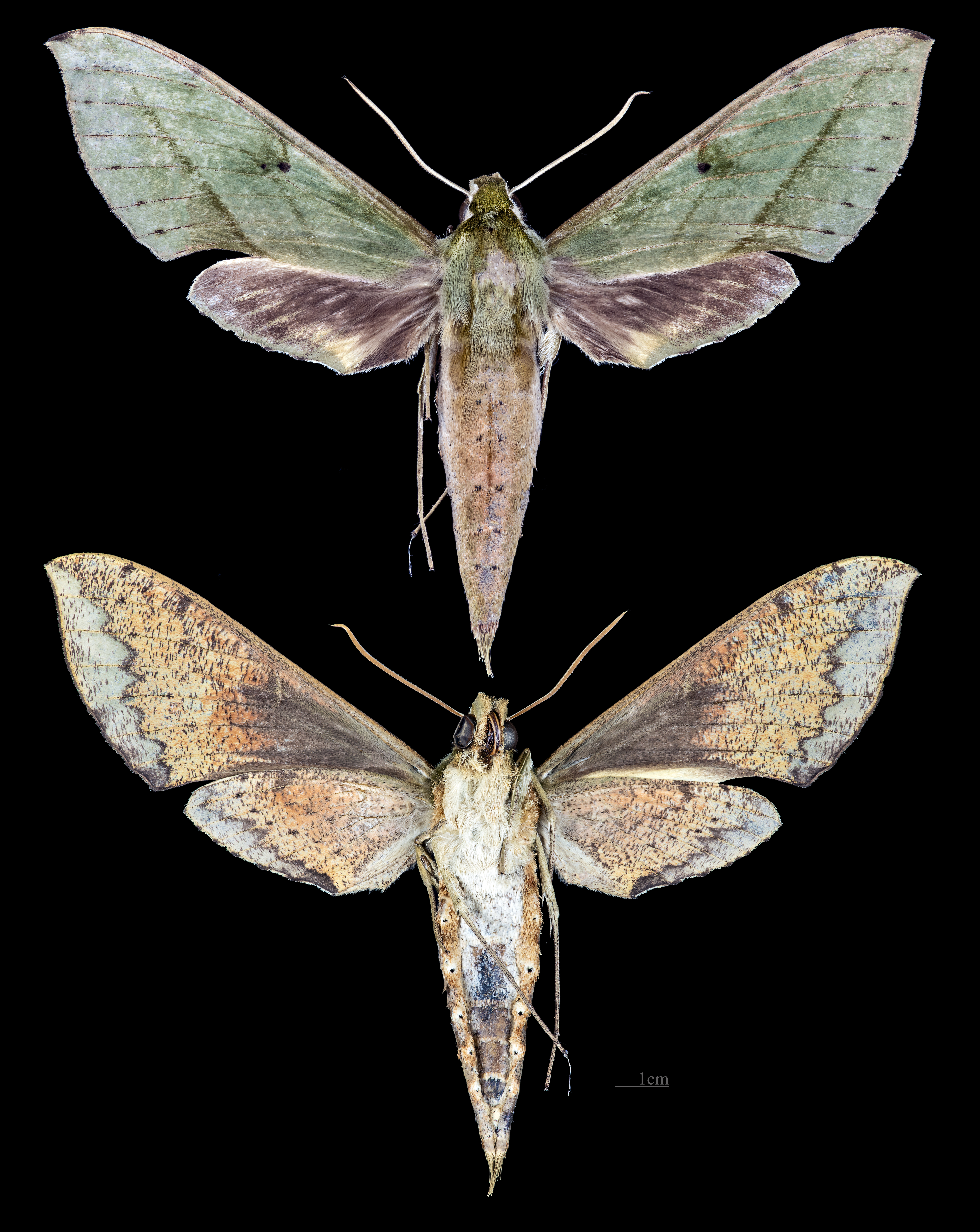
Xylophanes fassli
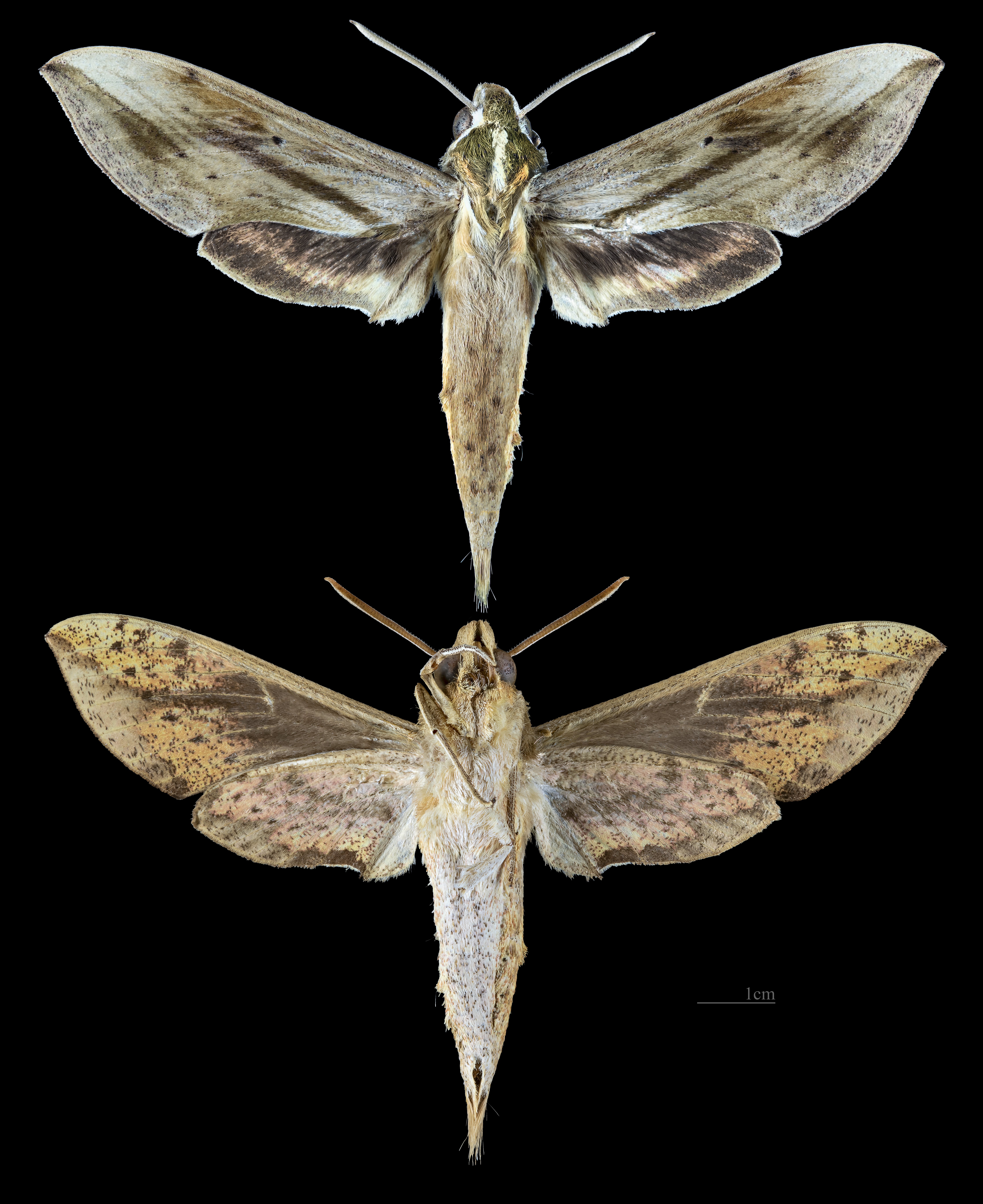
Xylophanes fosteri
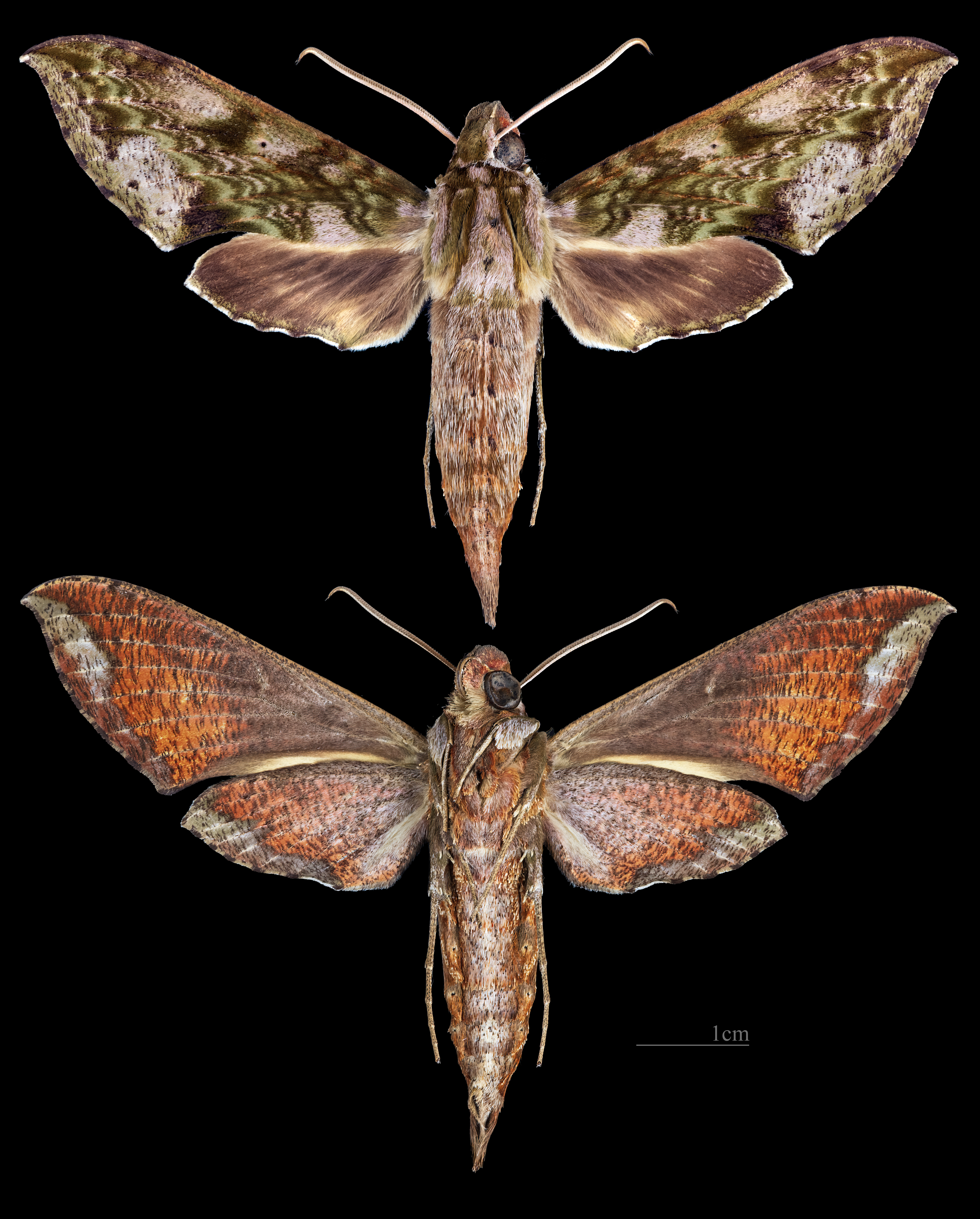
Xylophanes fusimacula
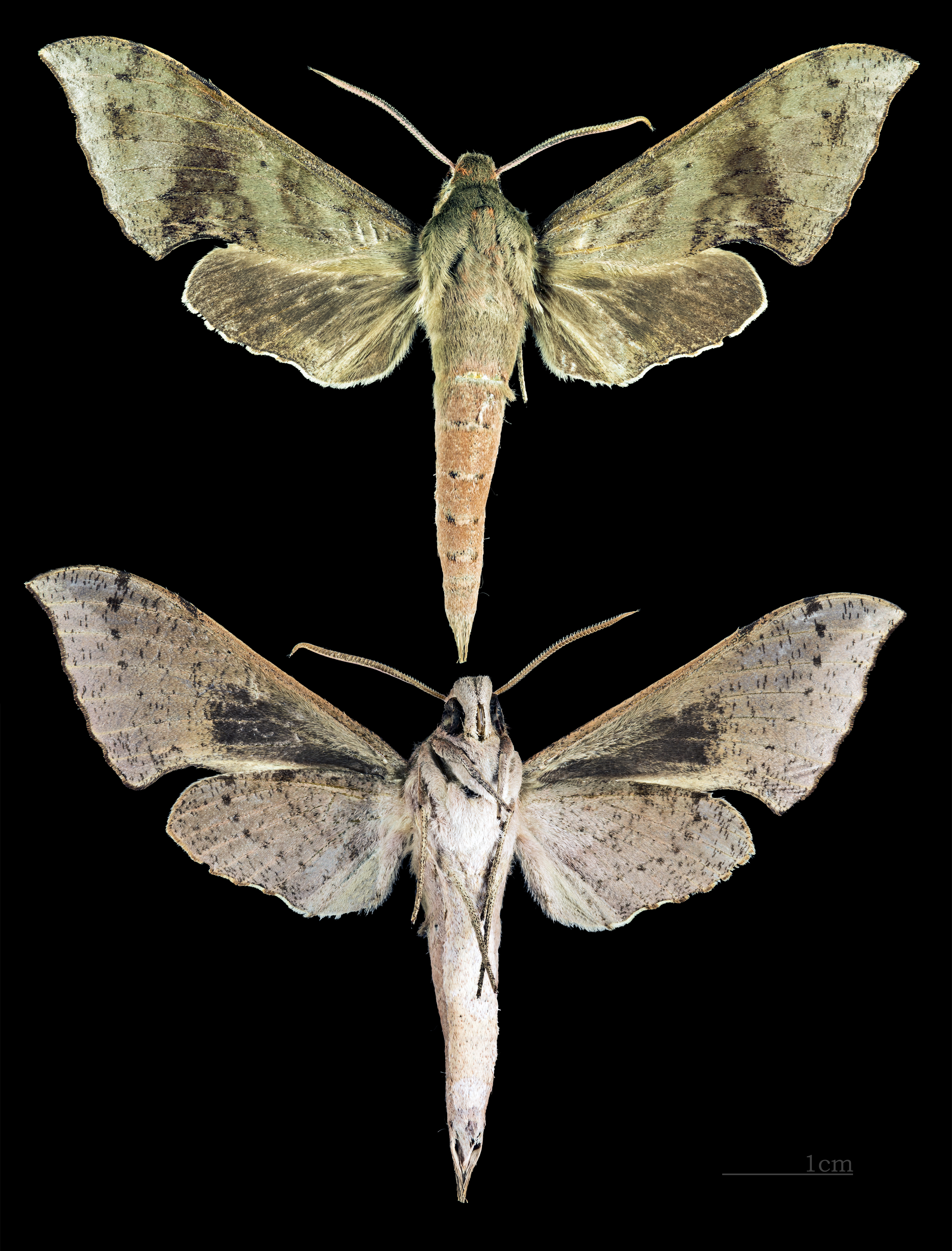
Xylophanes germen
Xylophanes guianensis
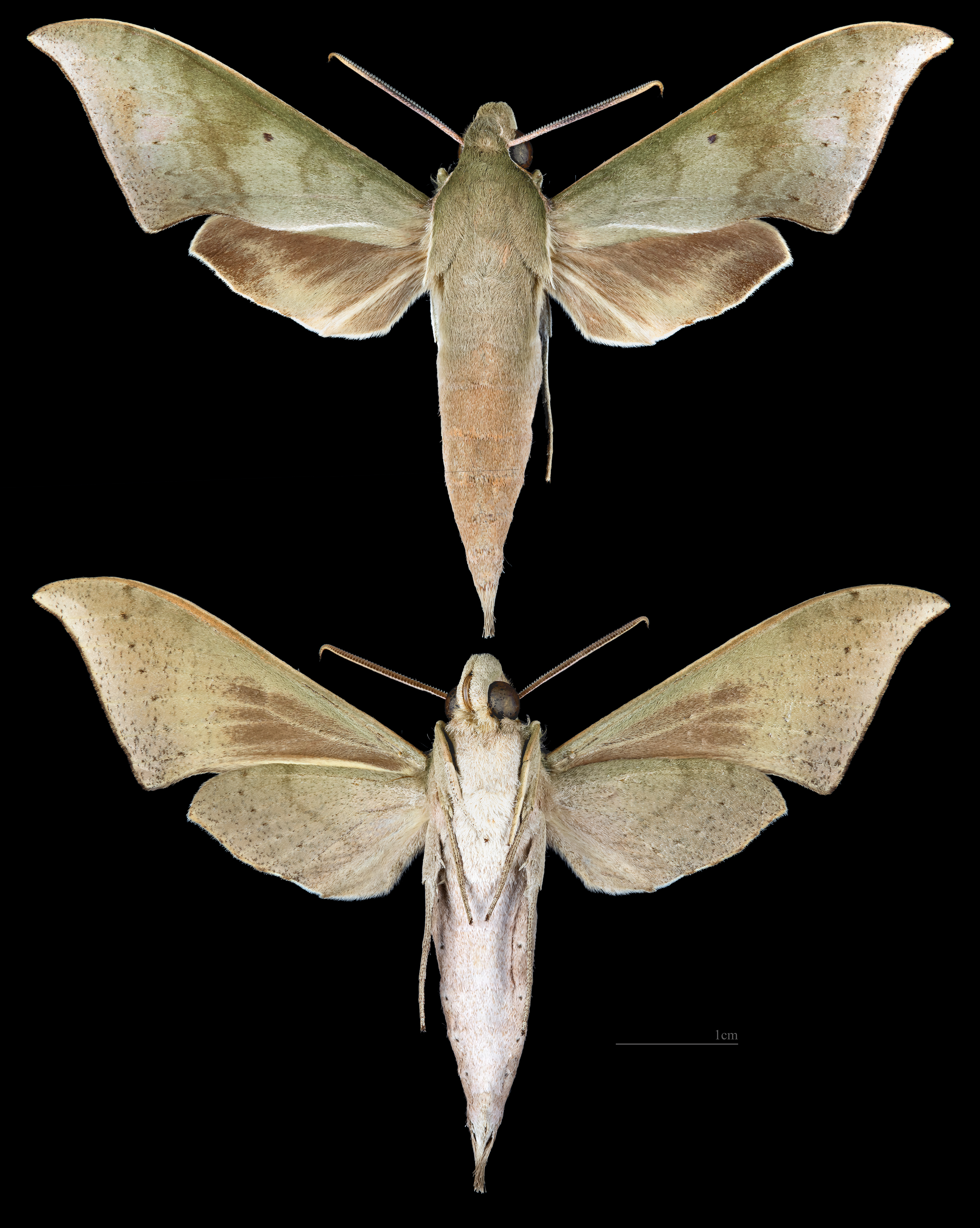
Xylophanes hannemanni
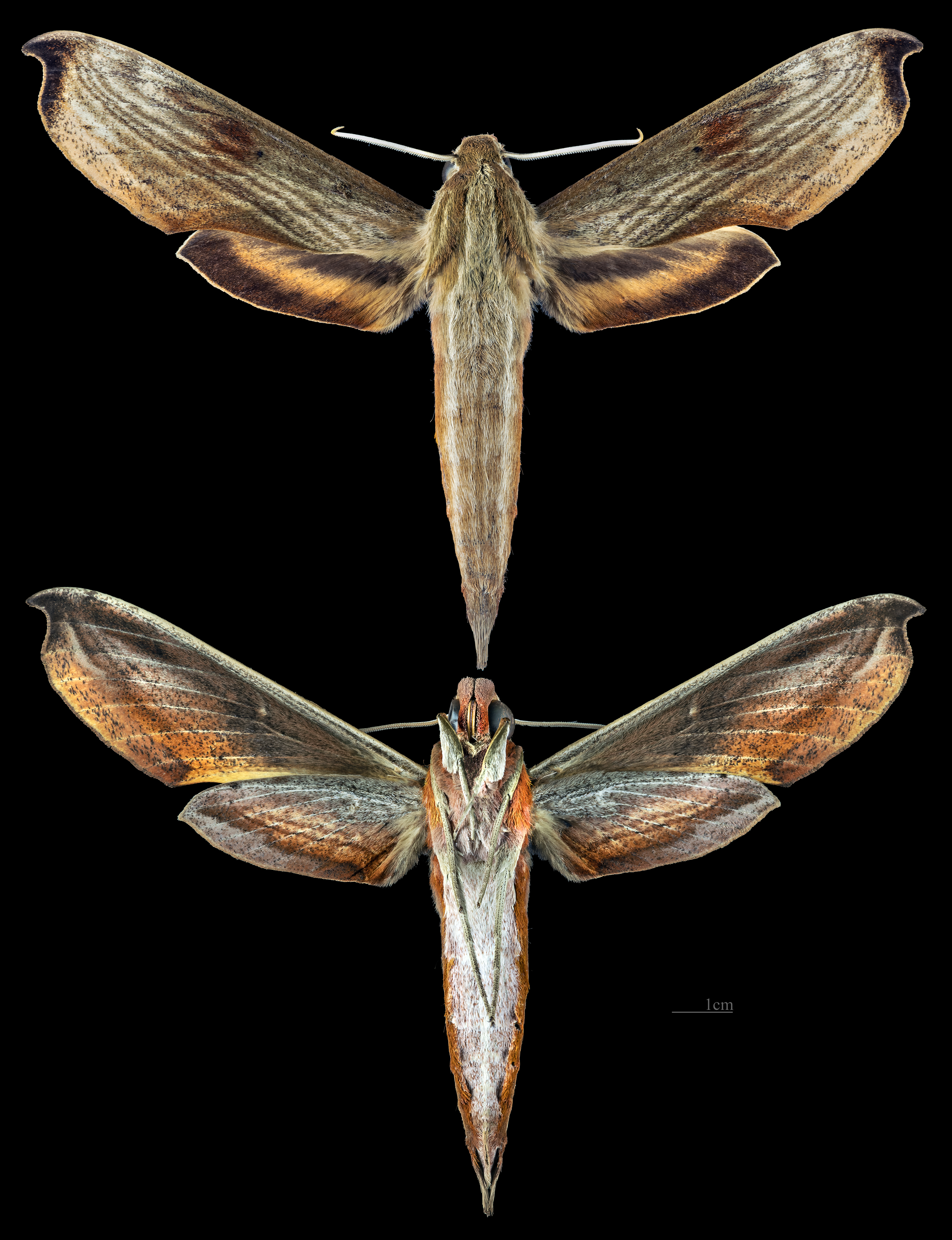
Xylophanes haxairei
Xylophanes hydrata
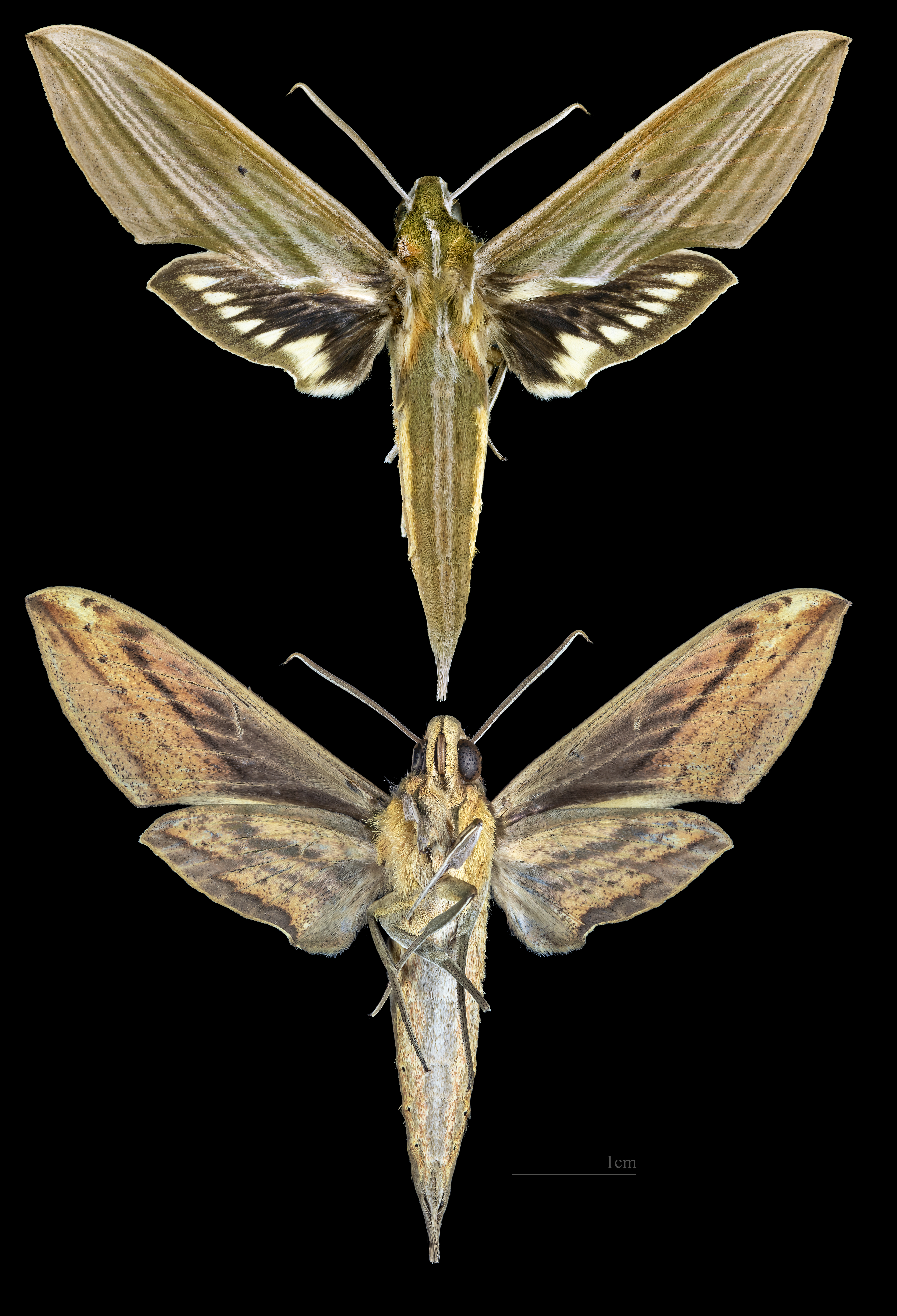
Xylophanes indistincta
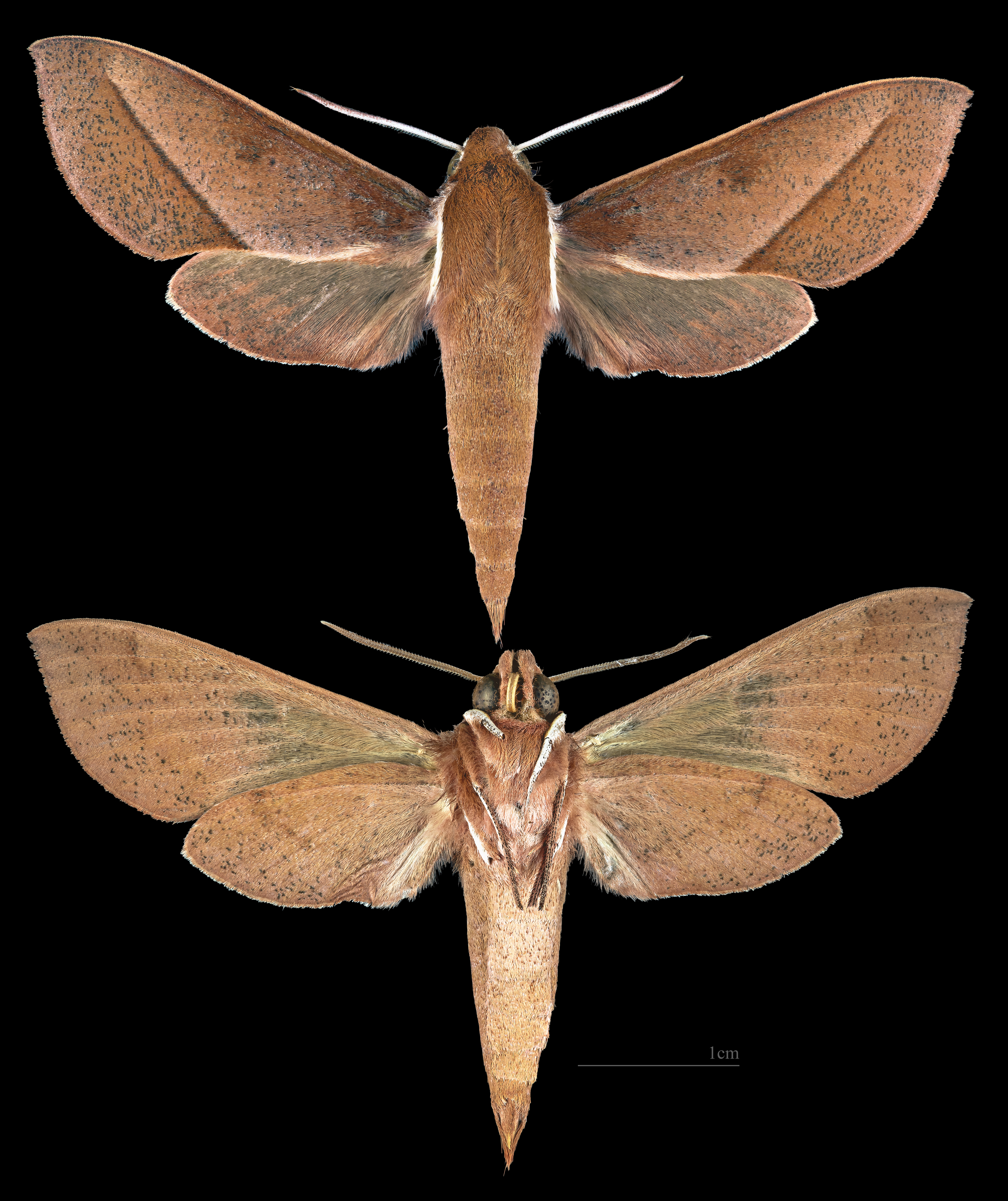
Xylophanes irrorata
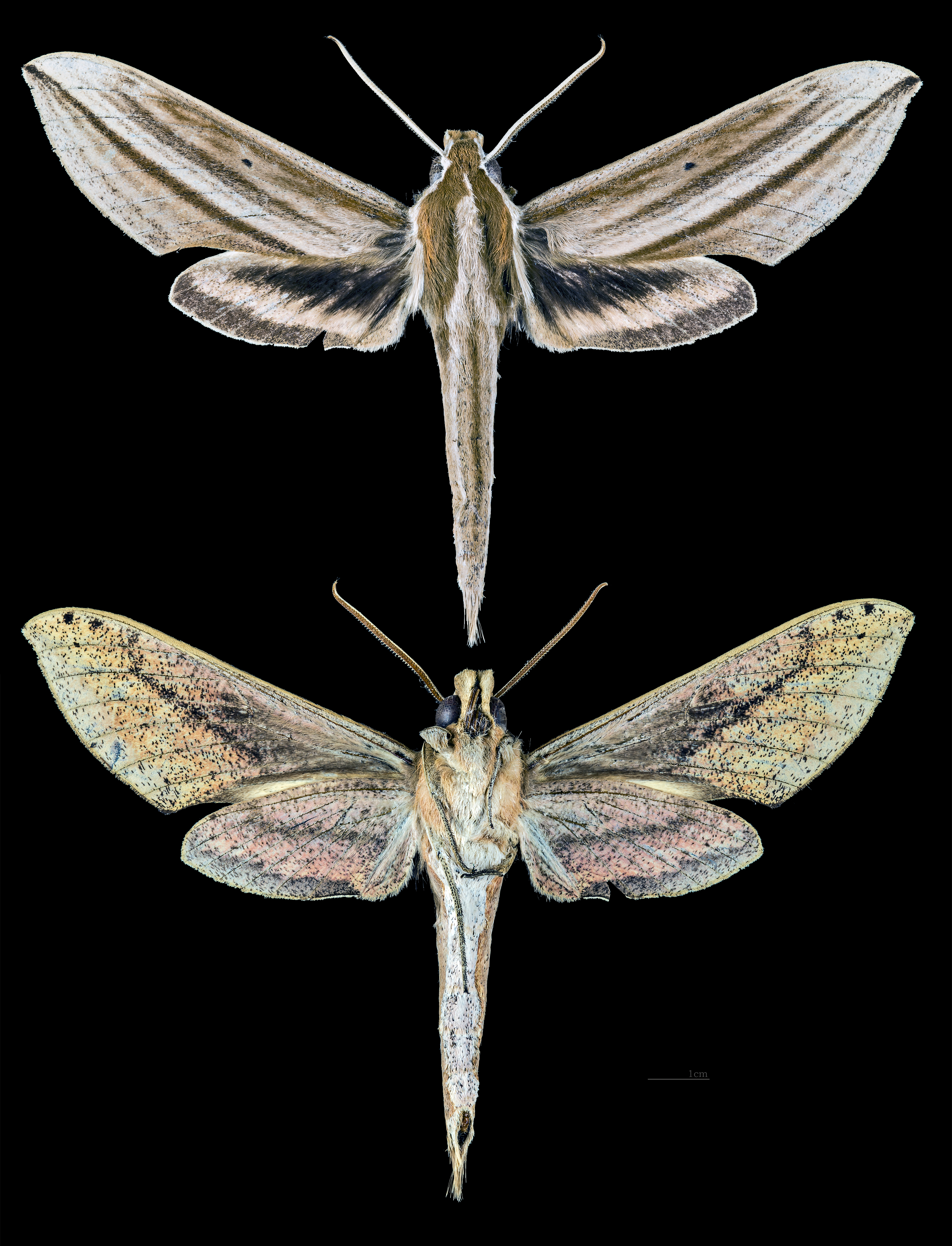
Xylophanes isaon
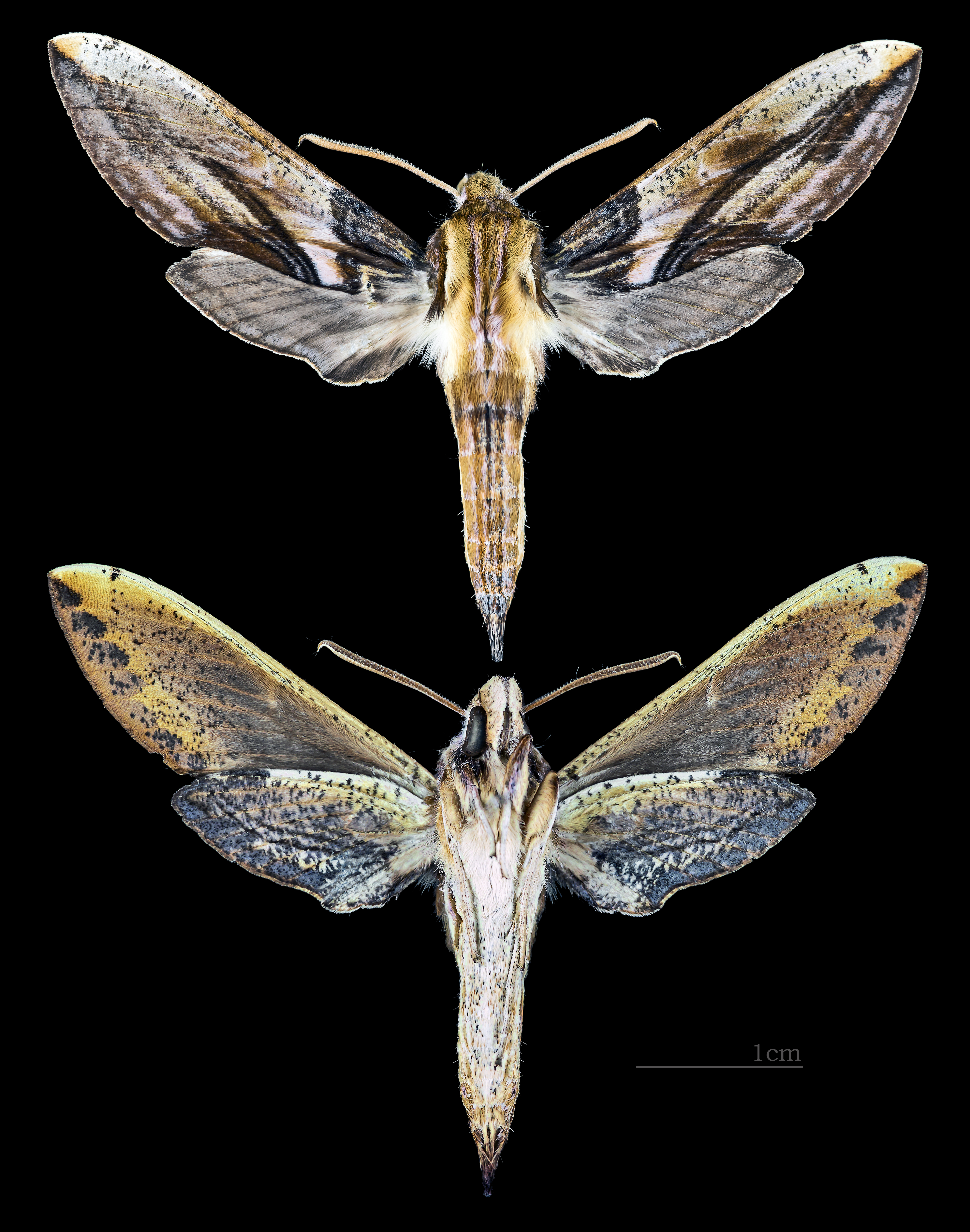
Xylophanes jordani
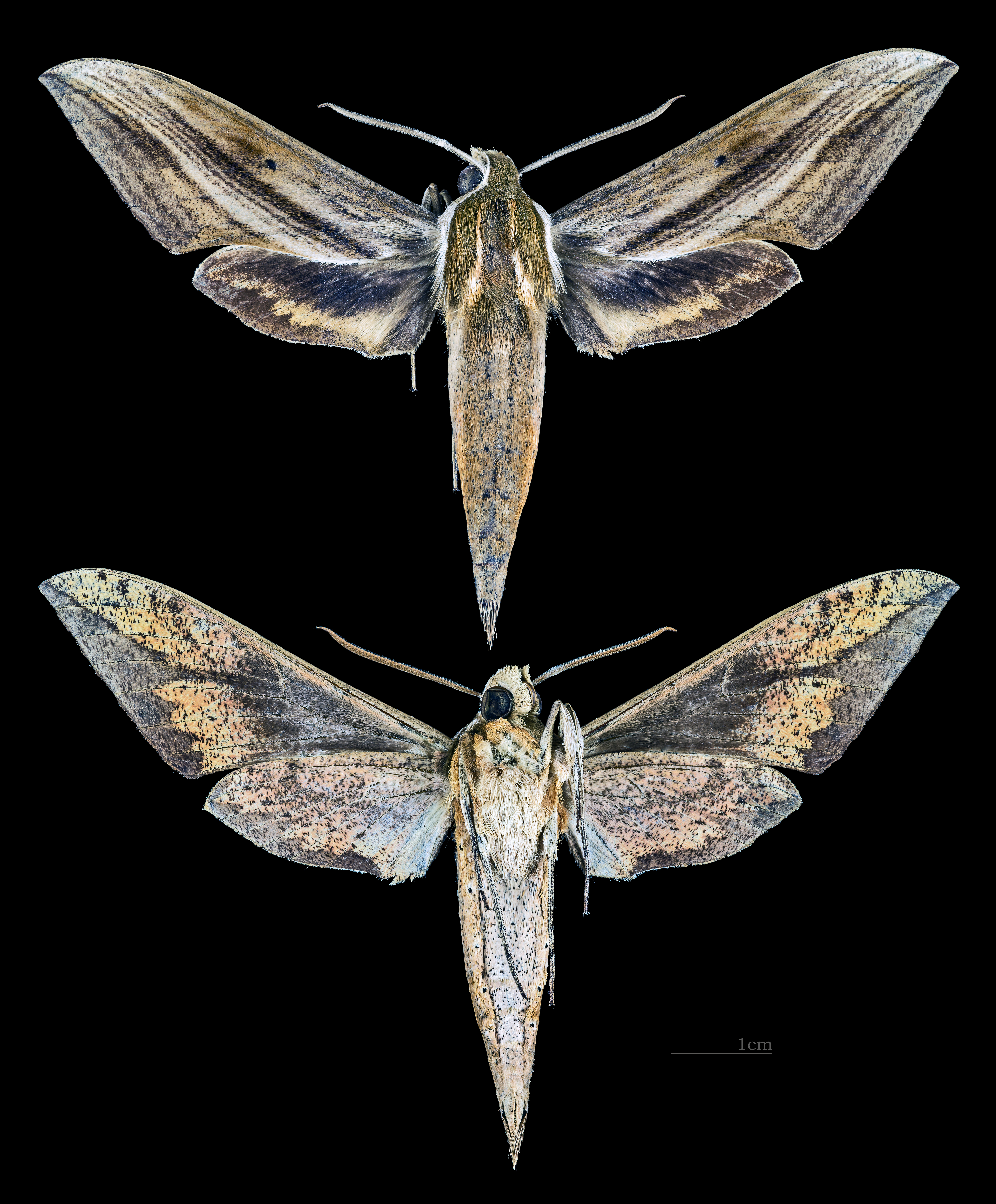
Xylophanes josephinae
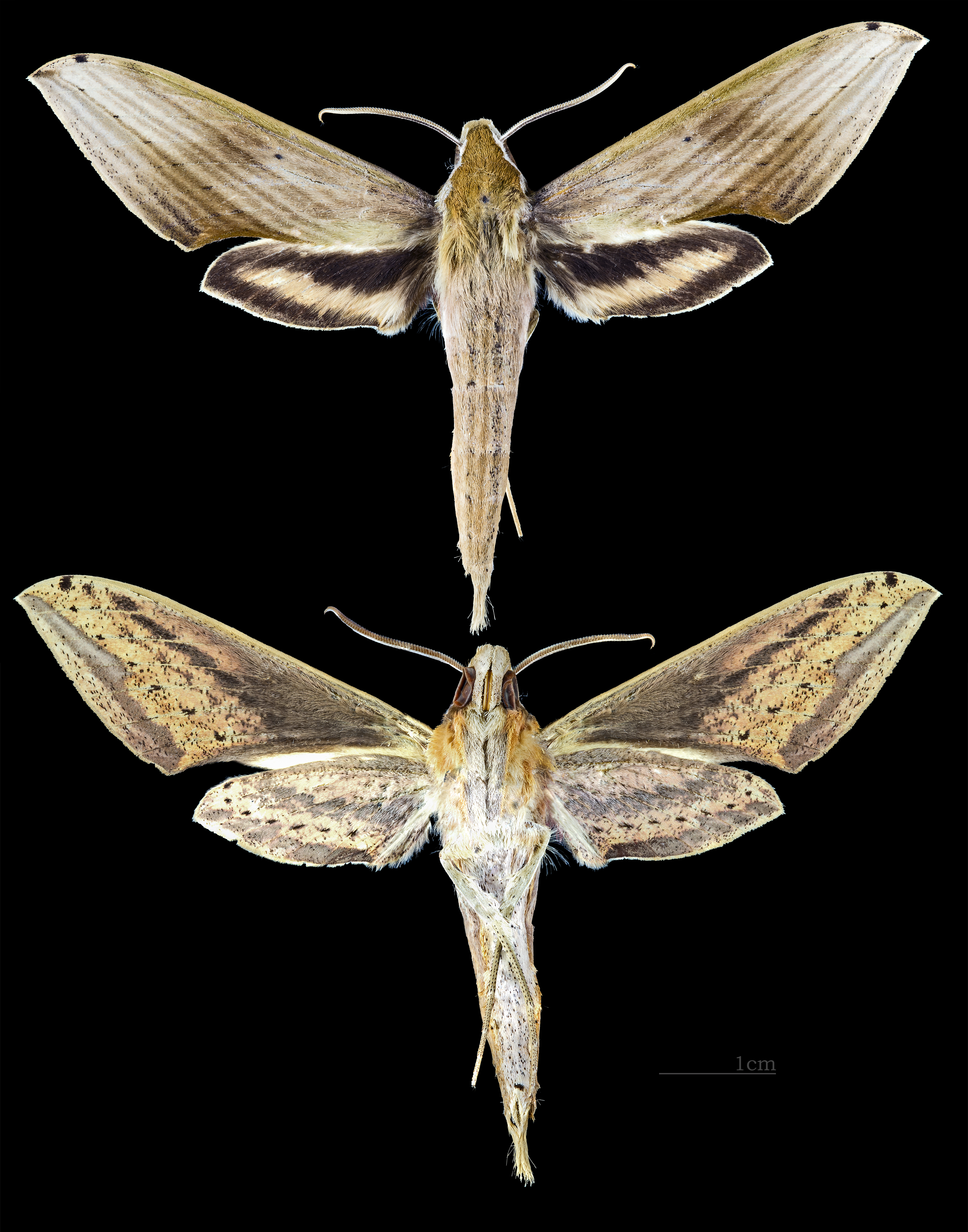
Xylophanes libya
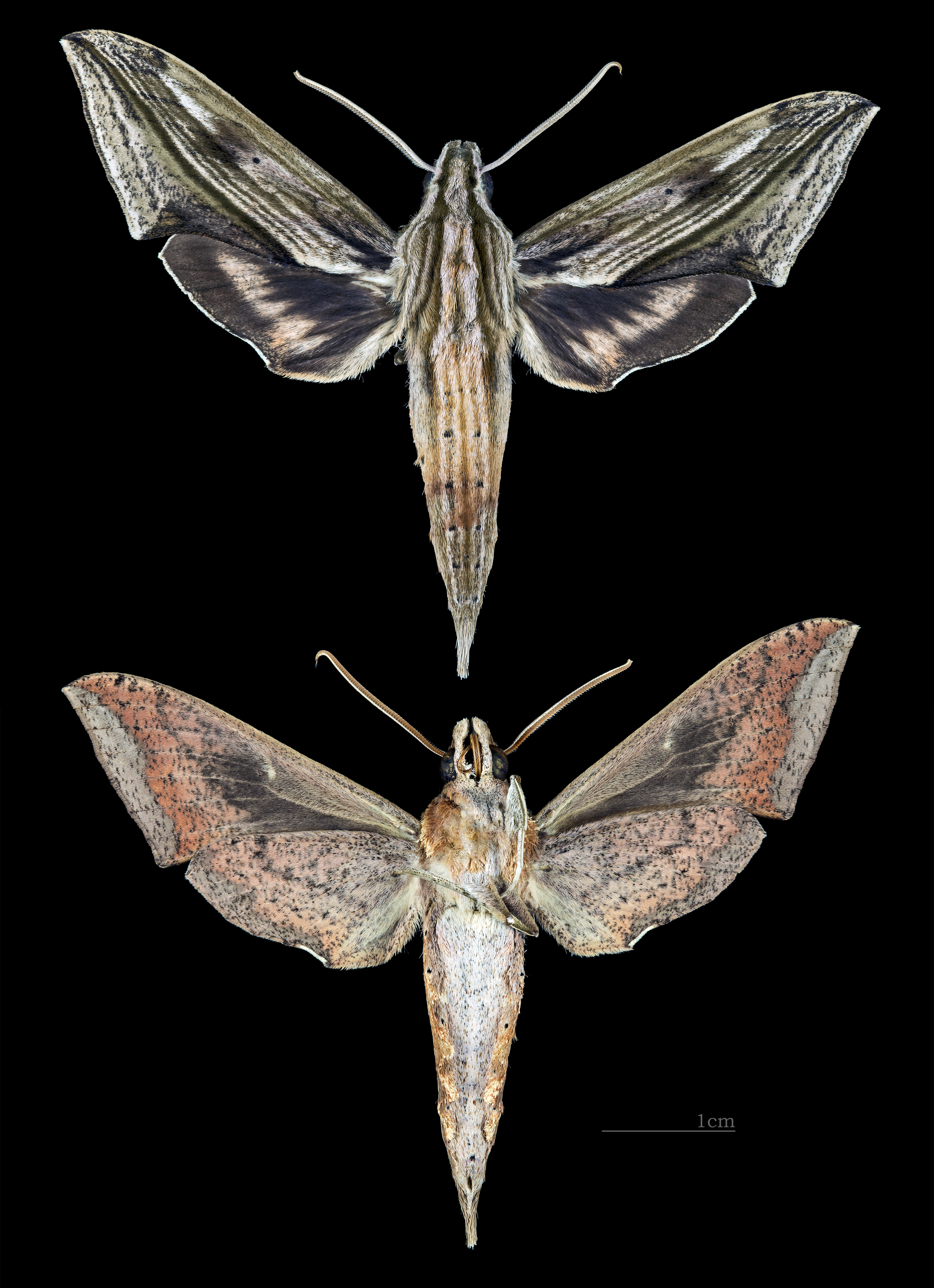
Xylophanes lichyi
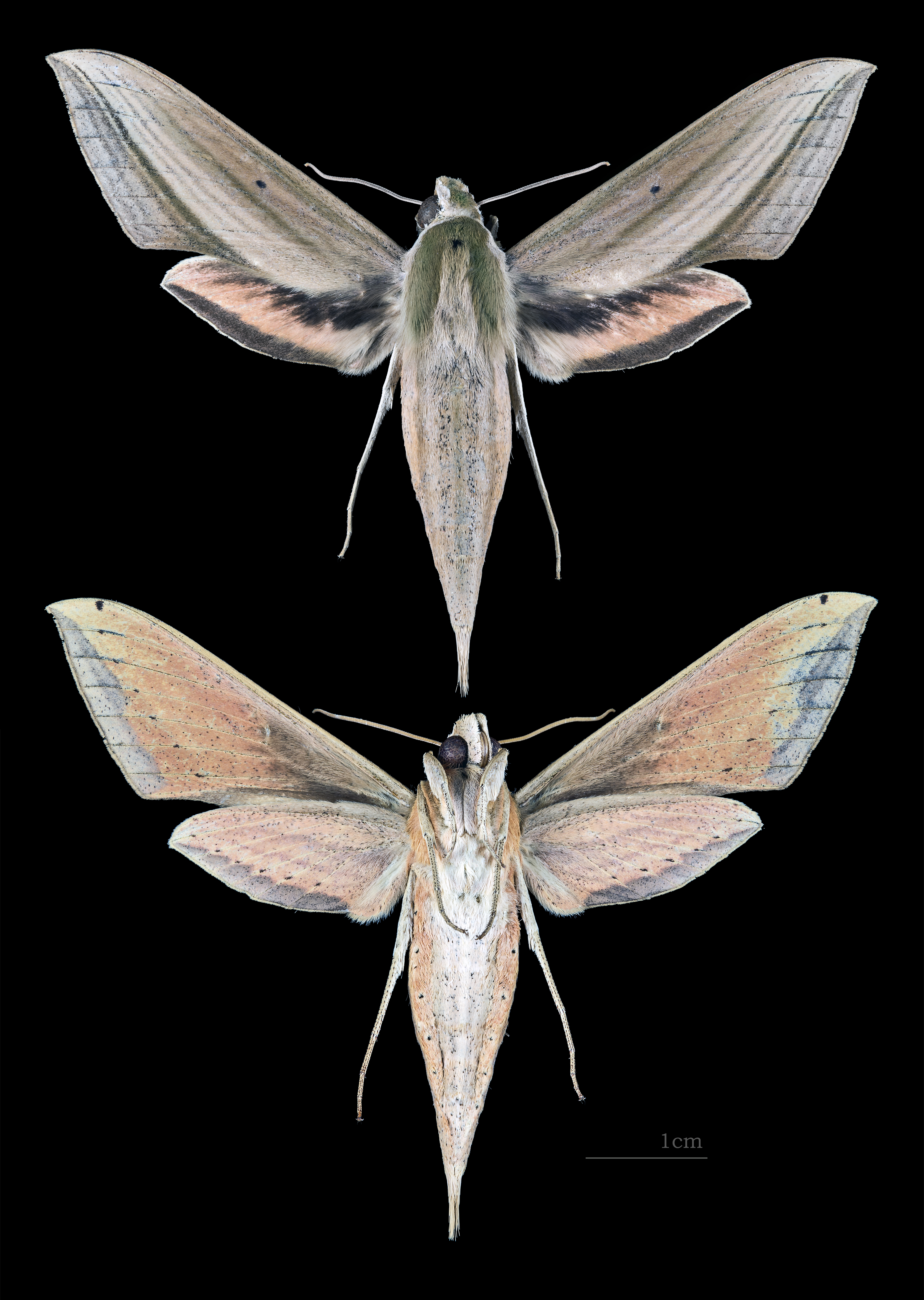
Xylophanes loelia
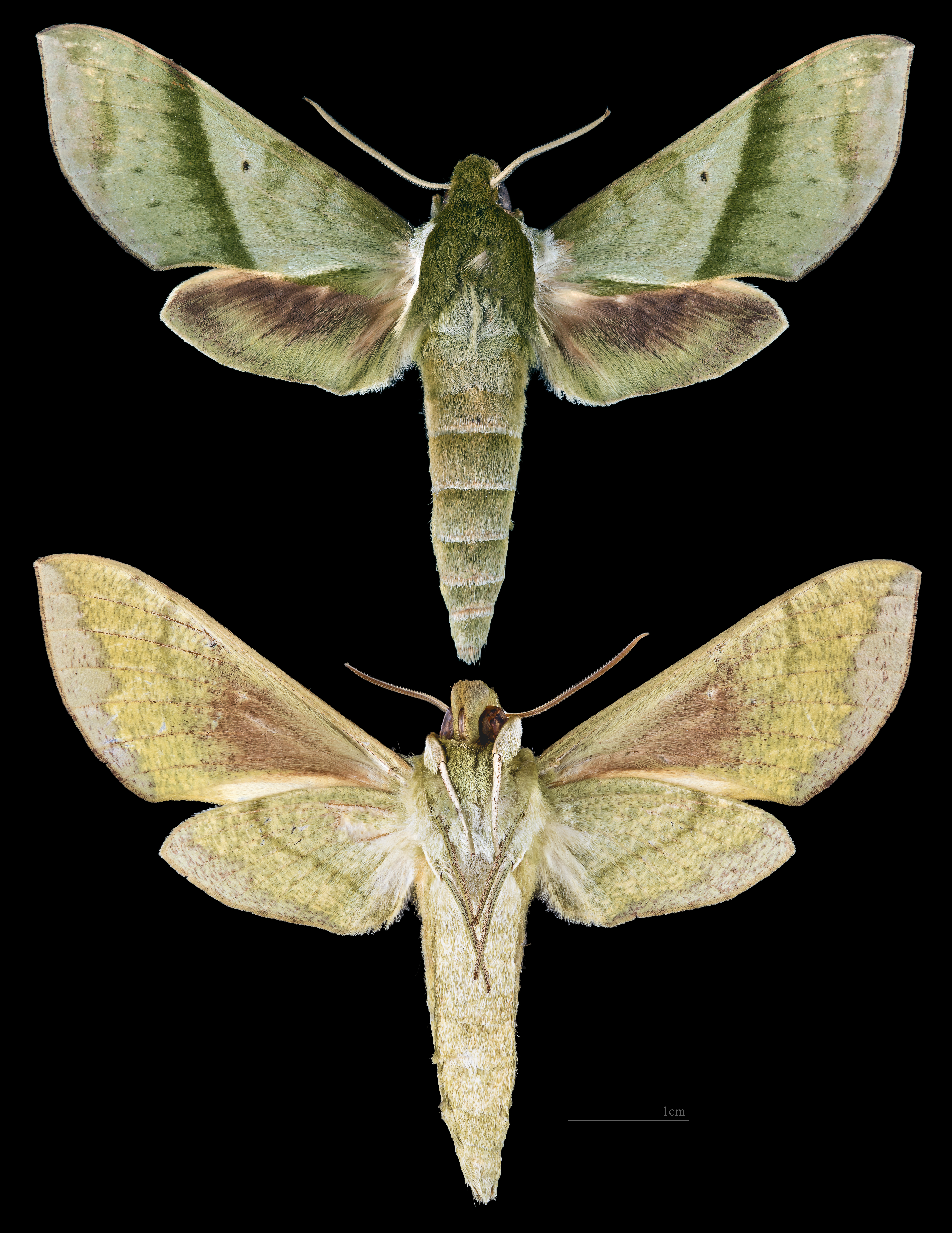
Xylophanes marginalis
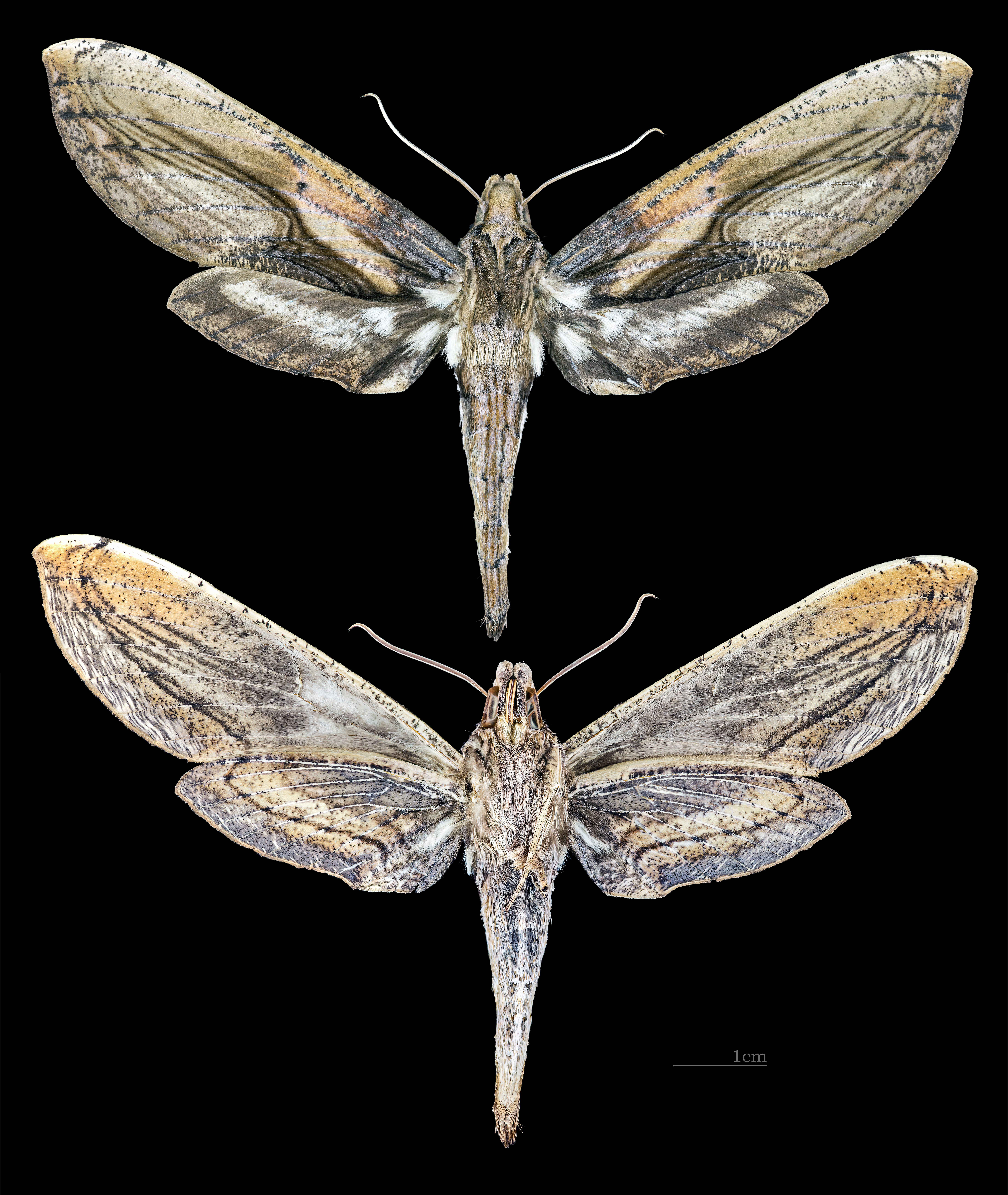
Xylophanes media
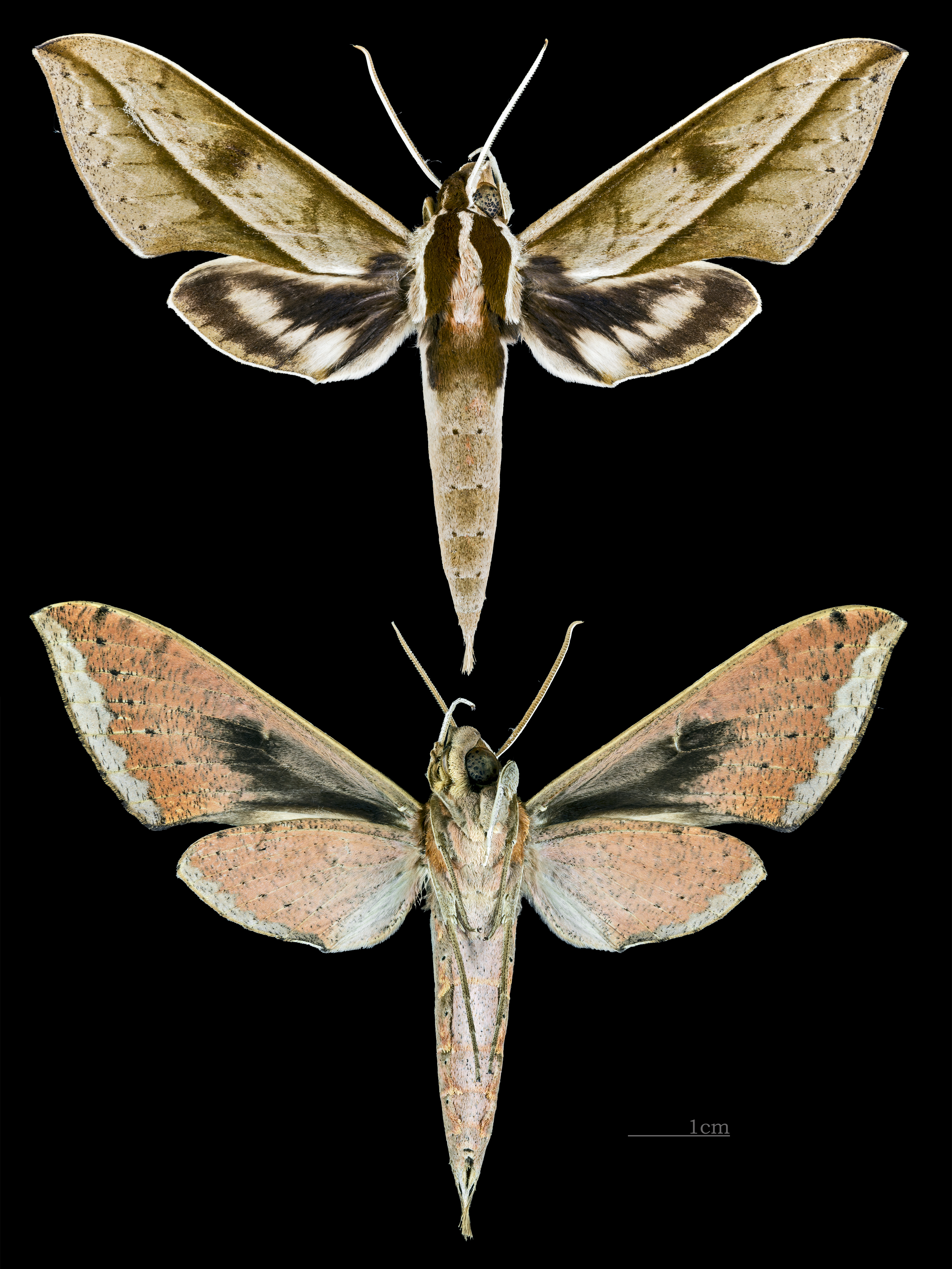
Xylophanes meridanus
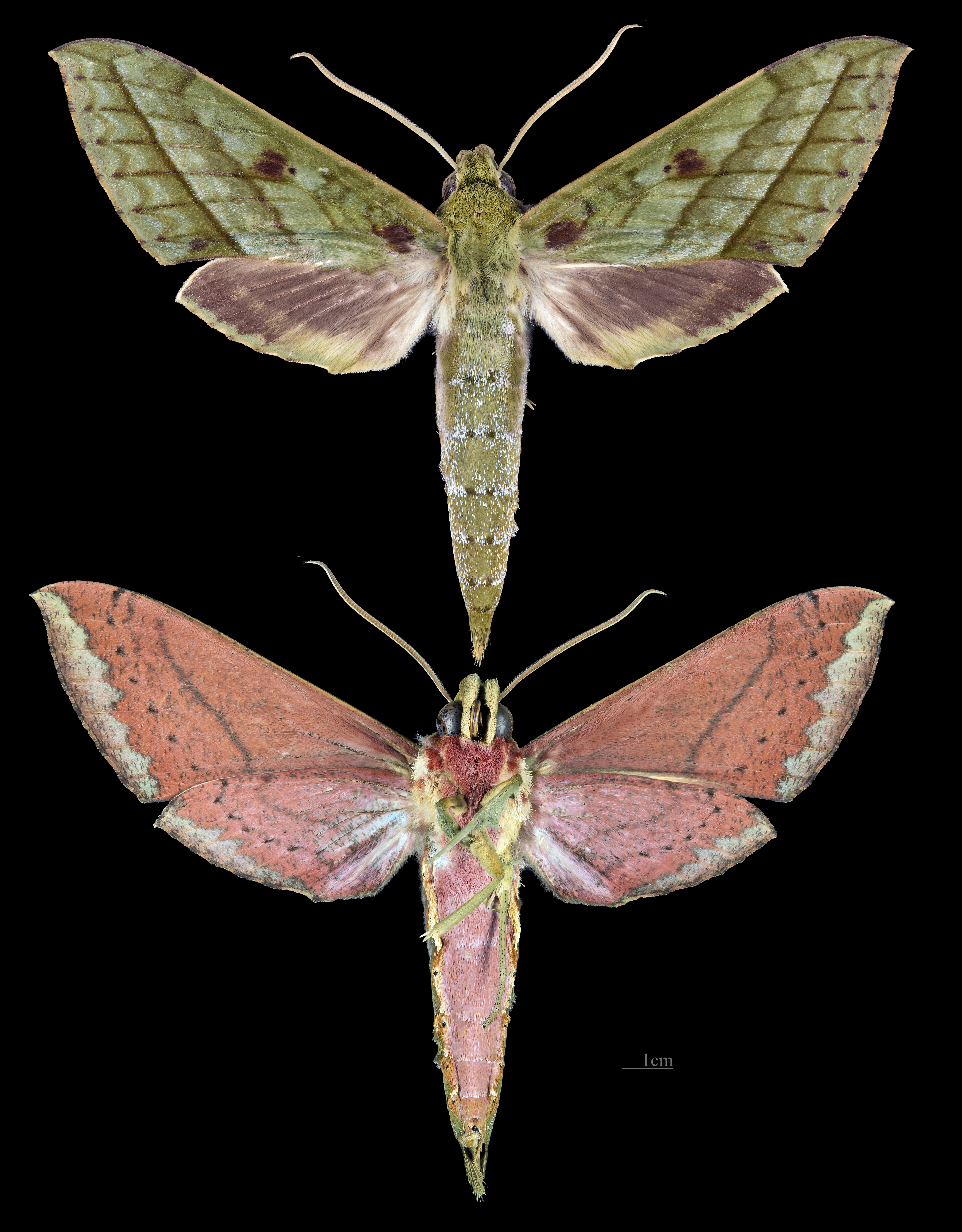
Xylophanes mirabilis
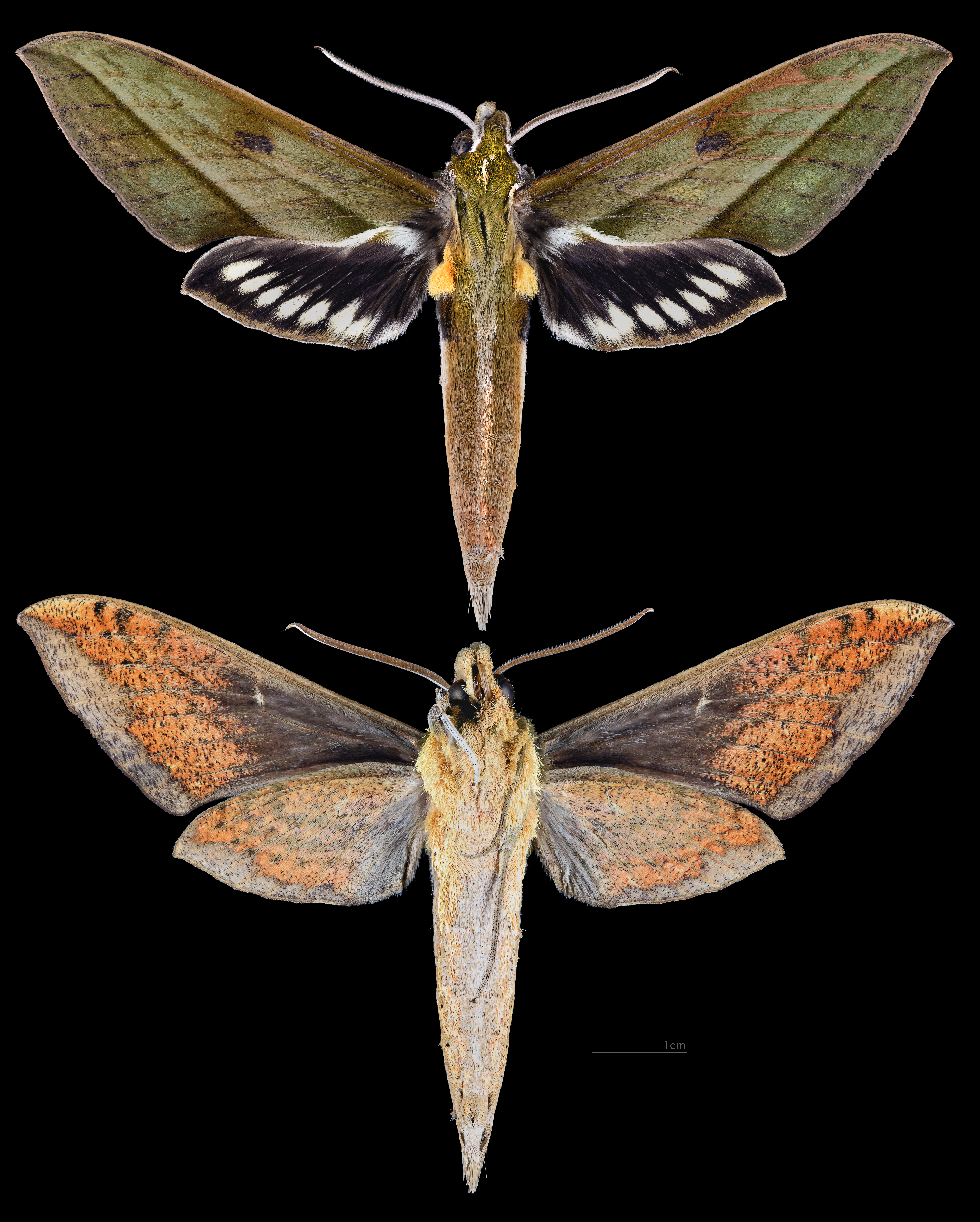
Xylophanes nabuchodonosor
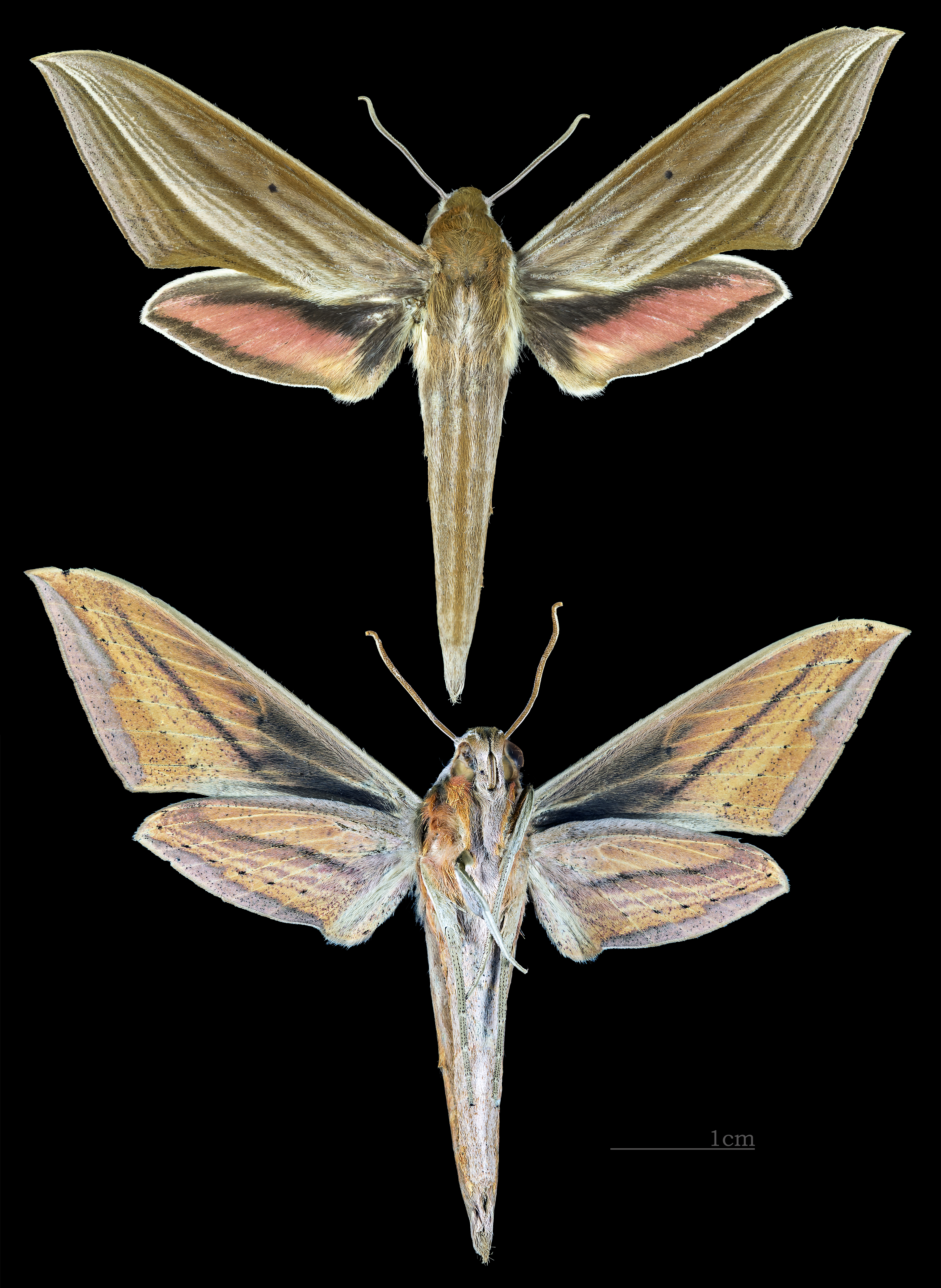
Xylophanes neoptolemus
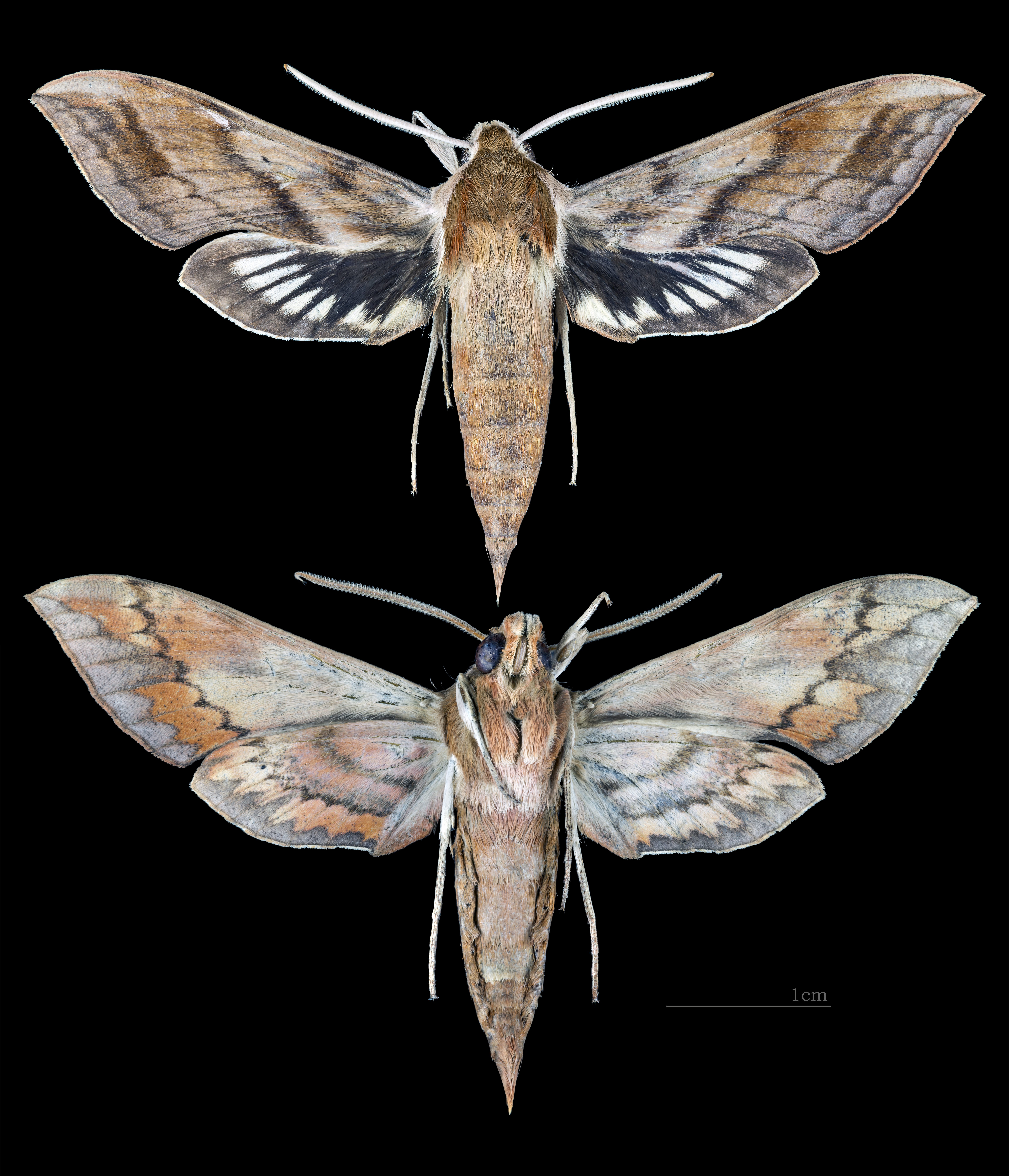
Xylophanes norfolki
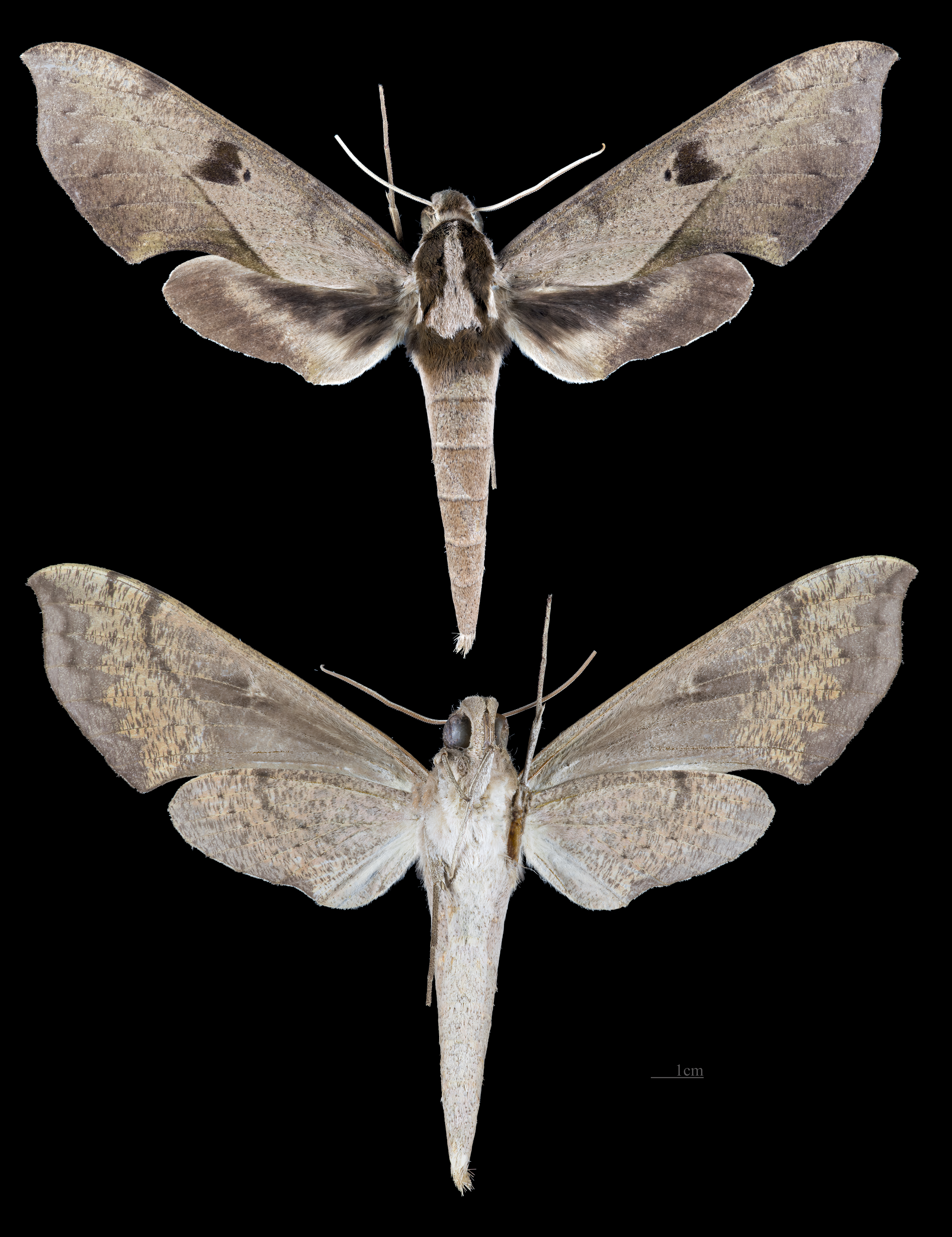
Xylophanes obscurus
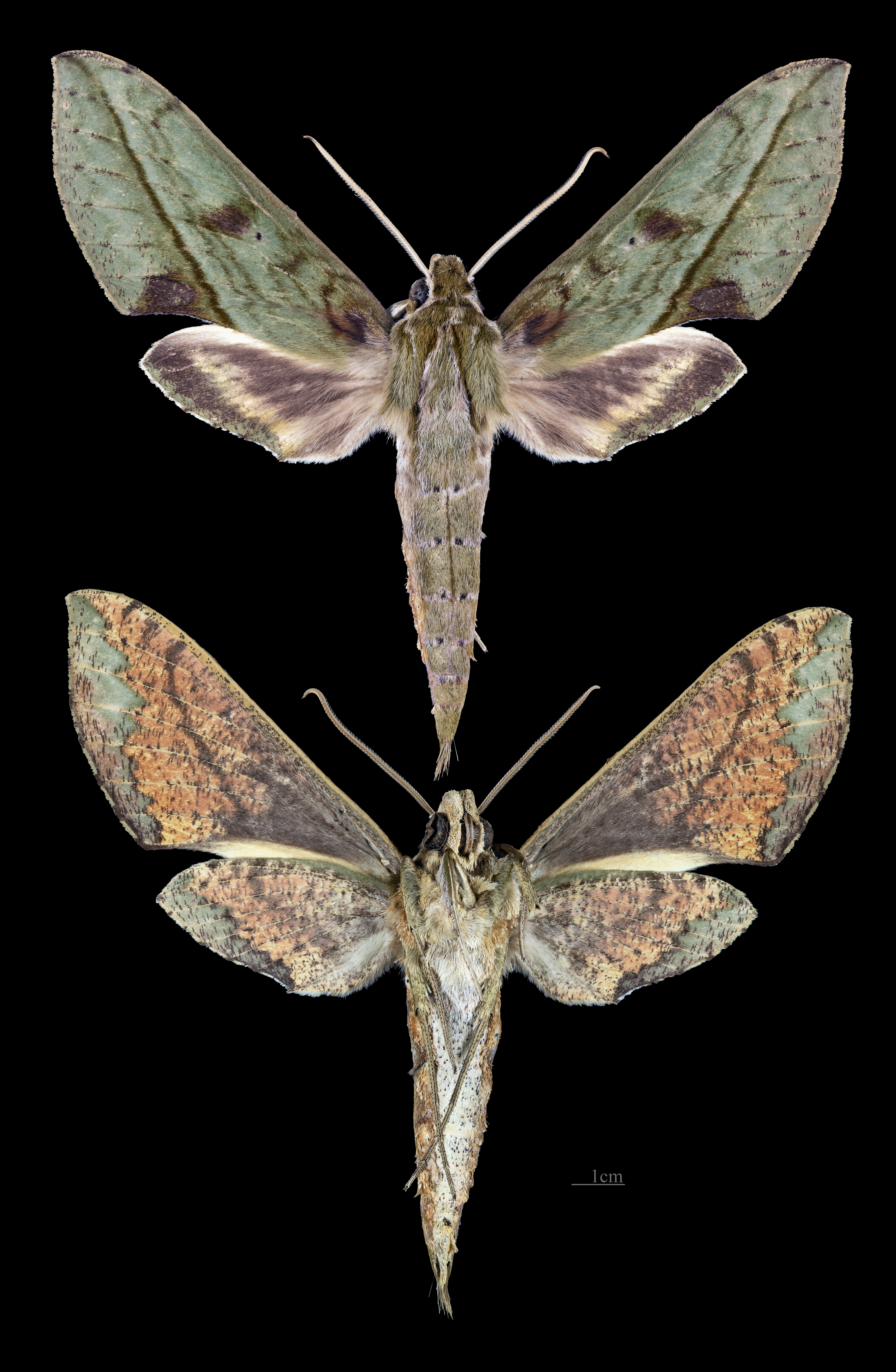
Xylophanes ockendeni
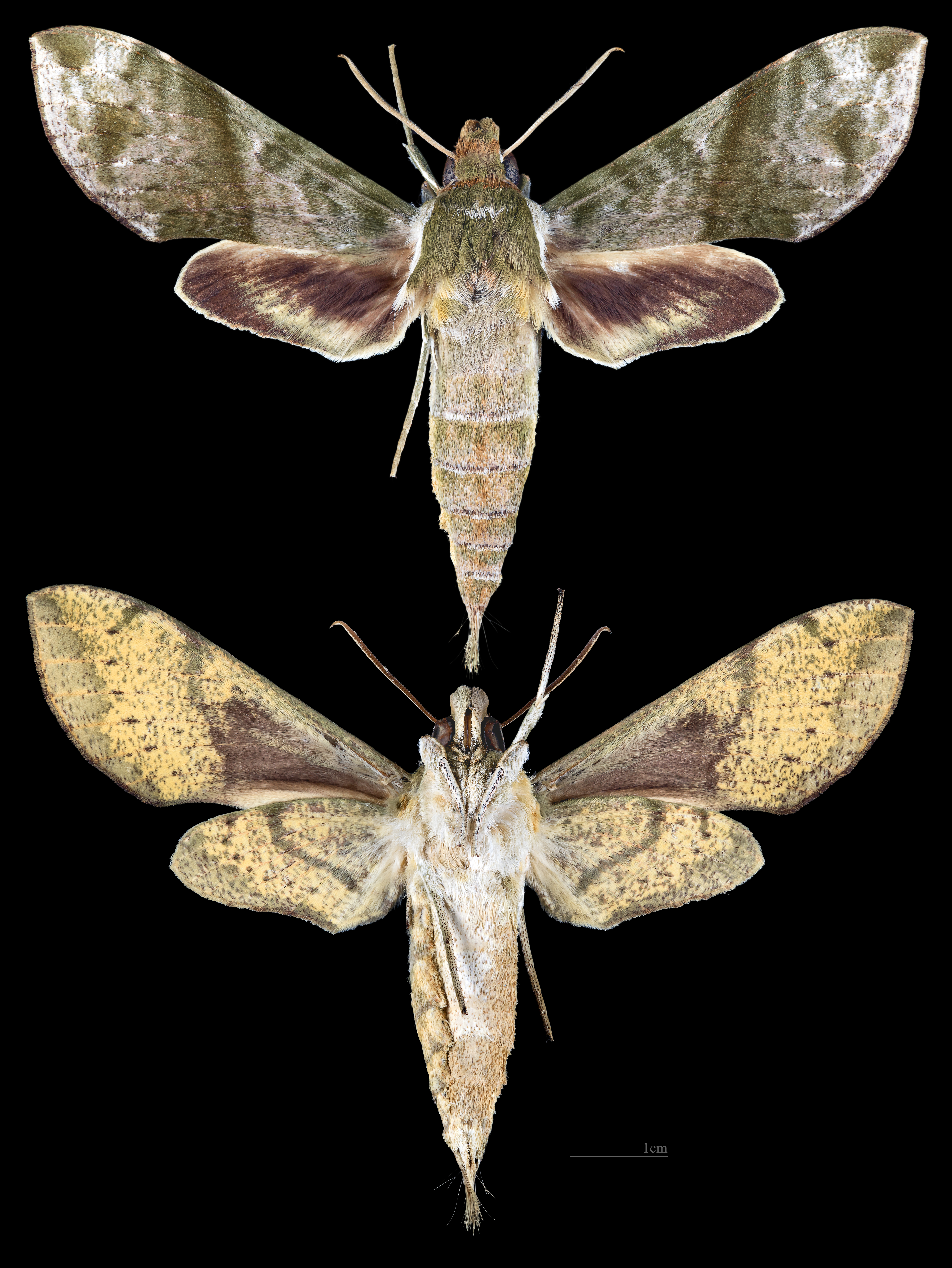
Xylophanes pistacina
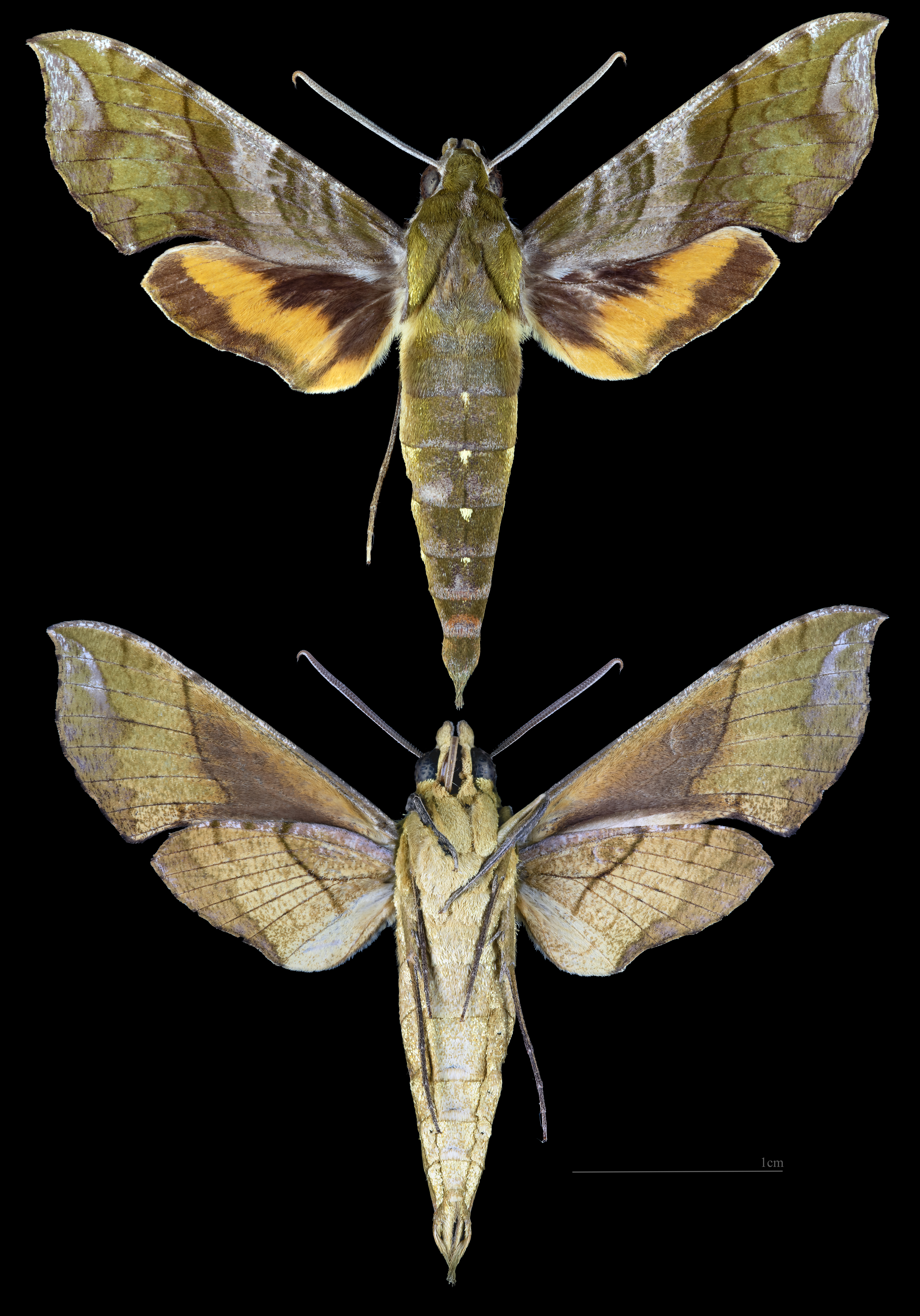
Xylophanes pluto
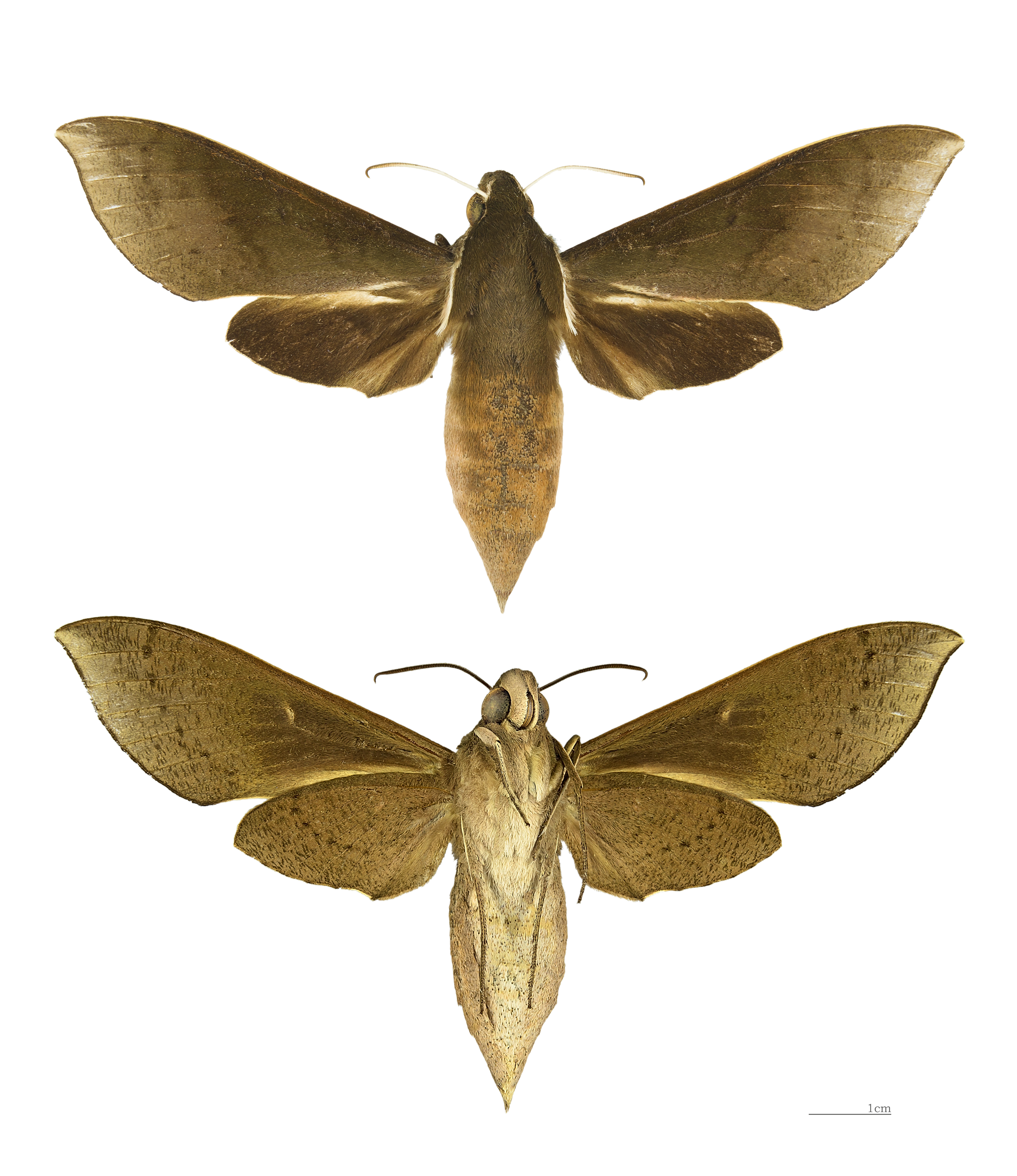
Xylophanes porcus
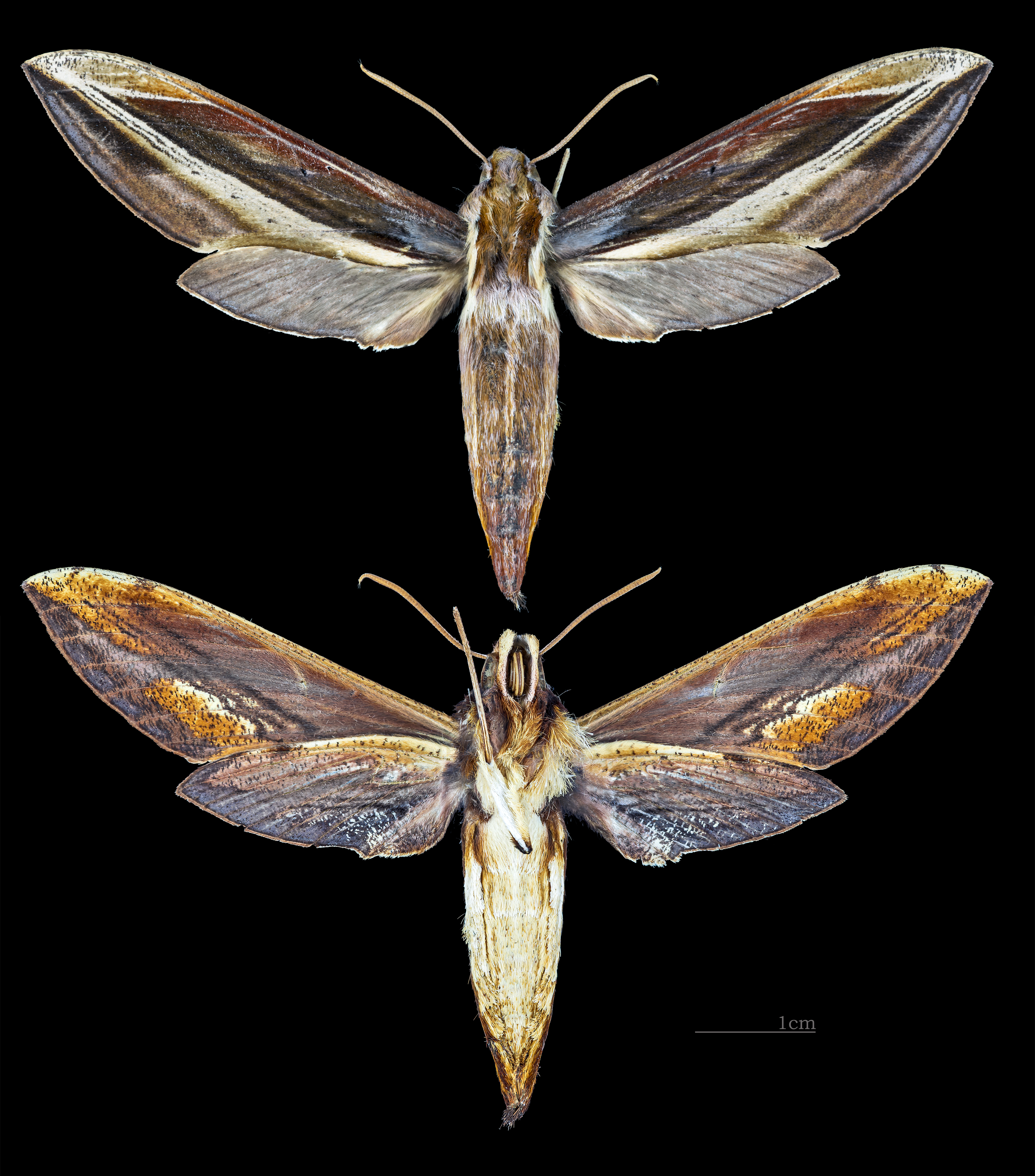
Xylophanes pyrrhus
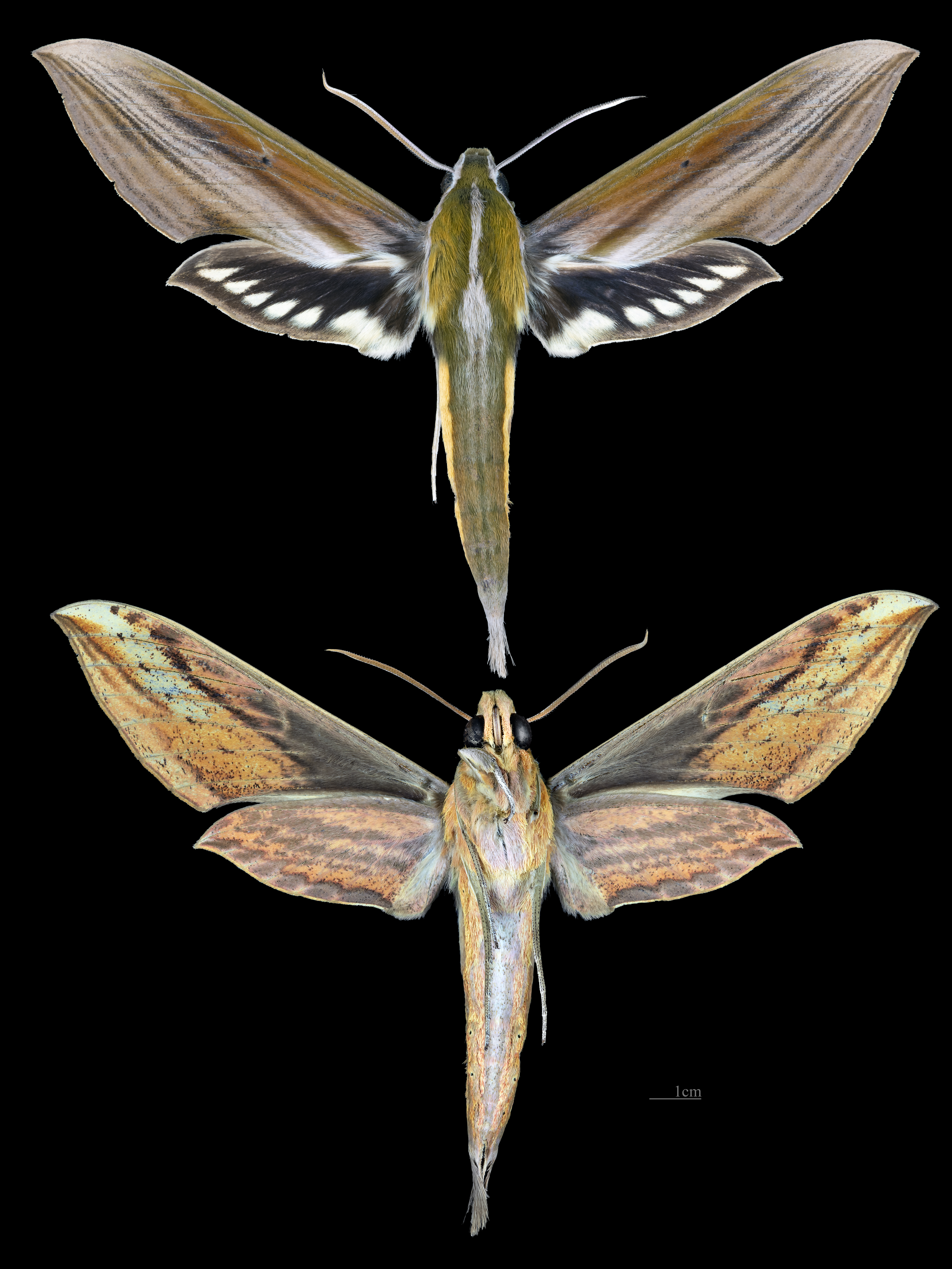
Xylophanes resta
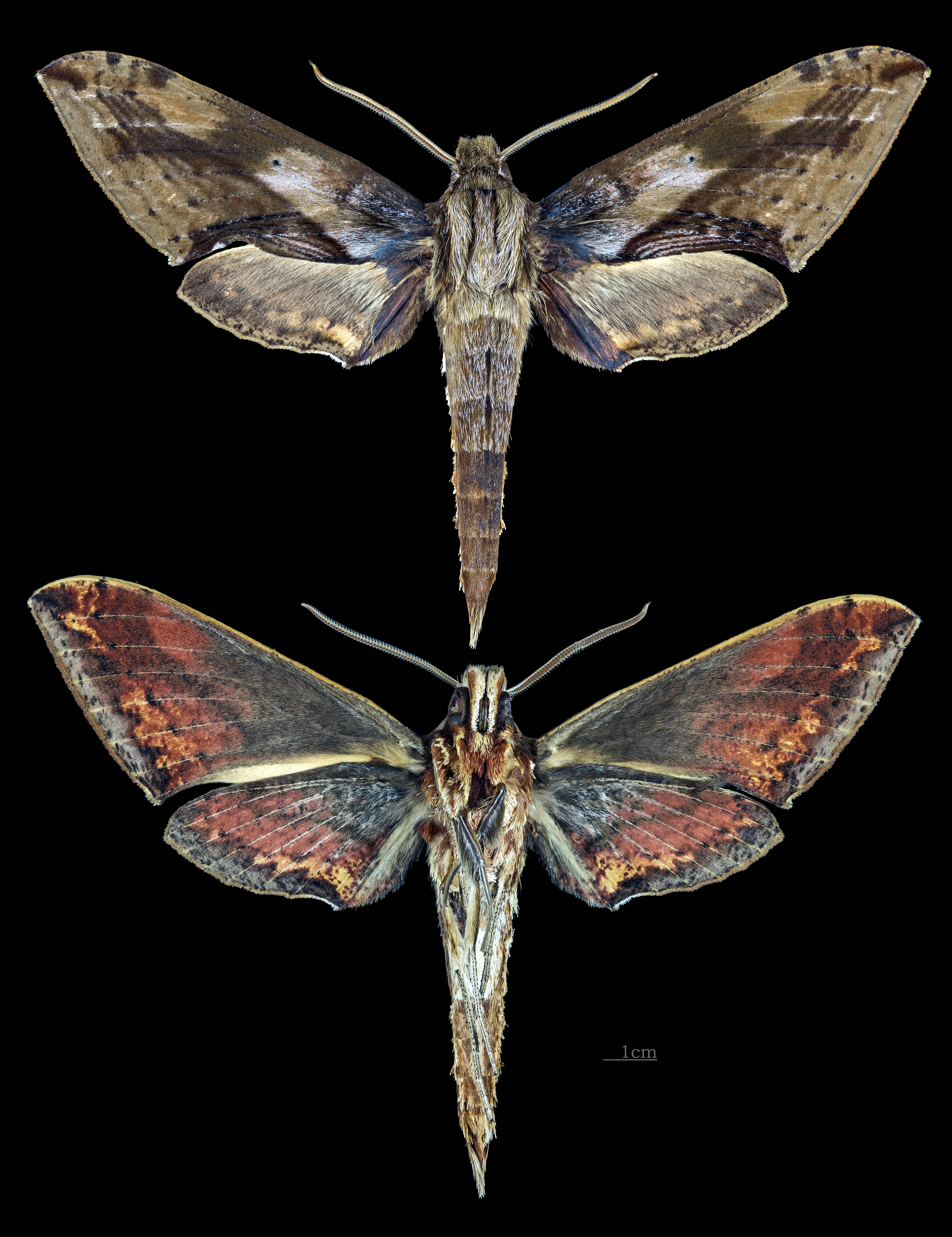
Xylophanes rhodina
Xylophanes rhodochlora
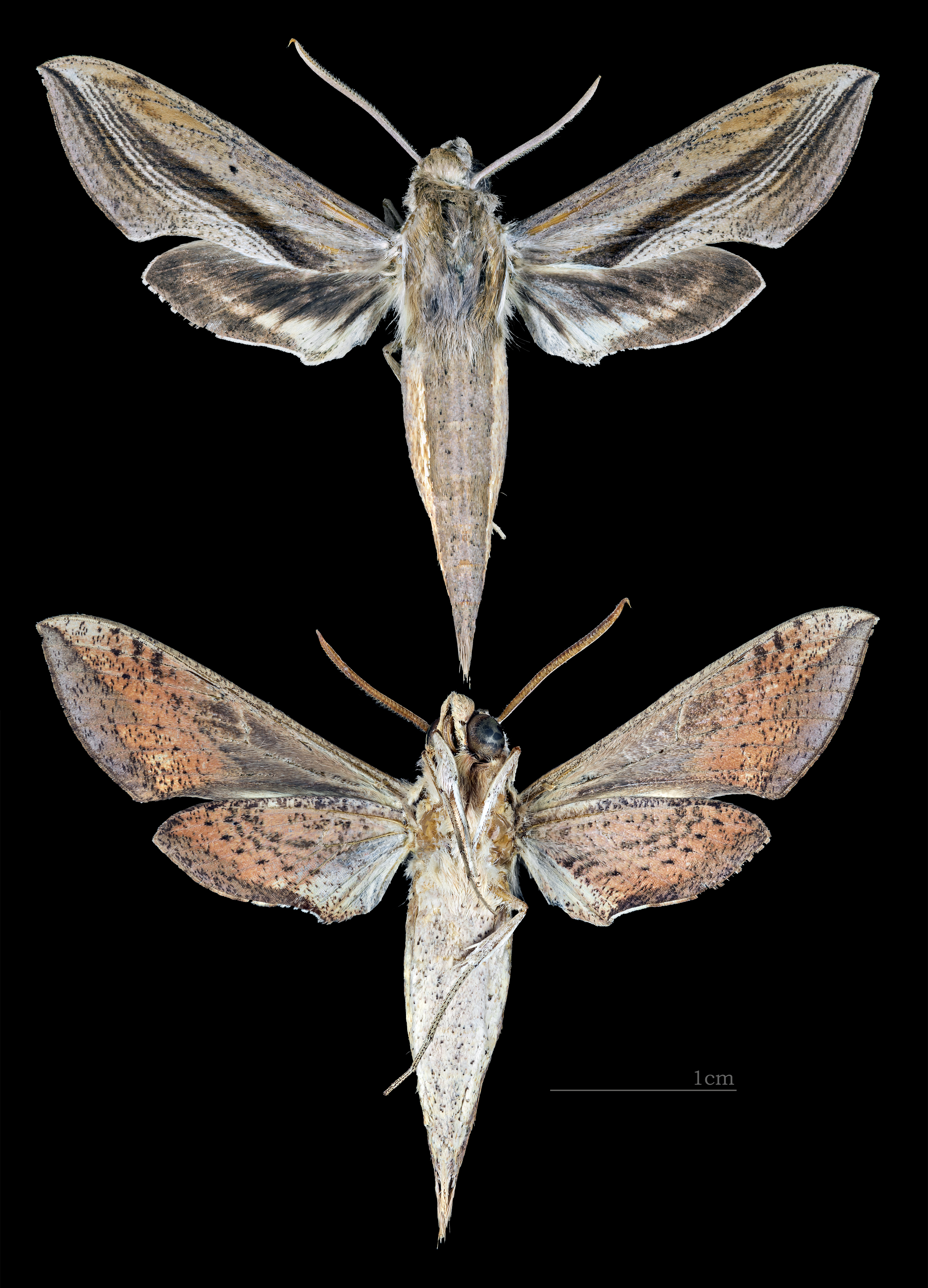
Xylophanes robinsonii
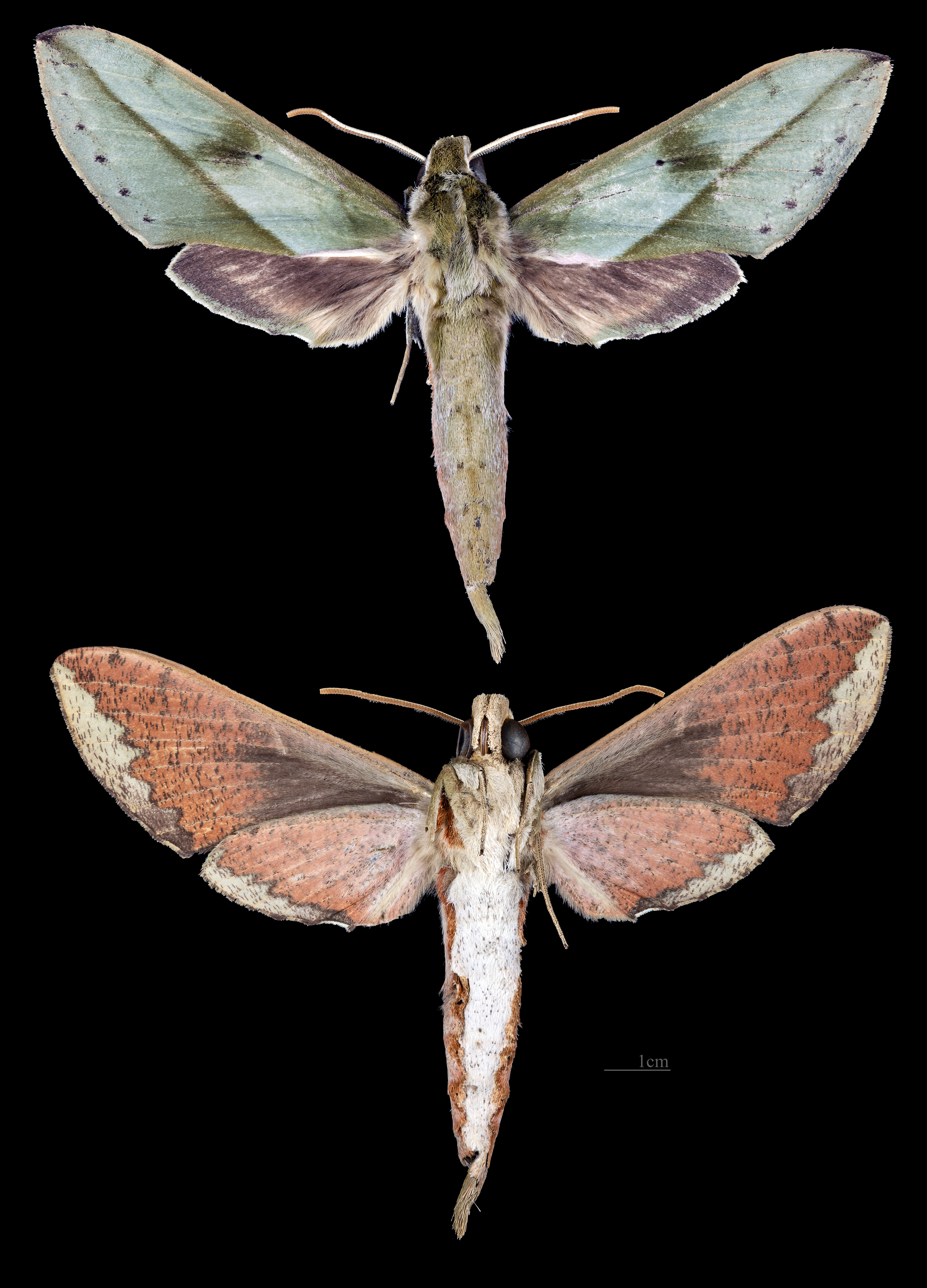
Xylophanes rothschildi
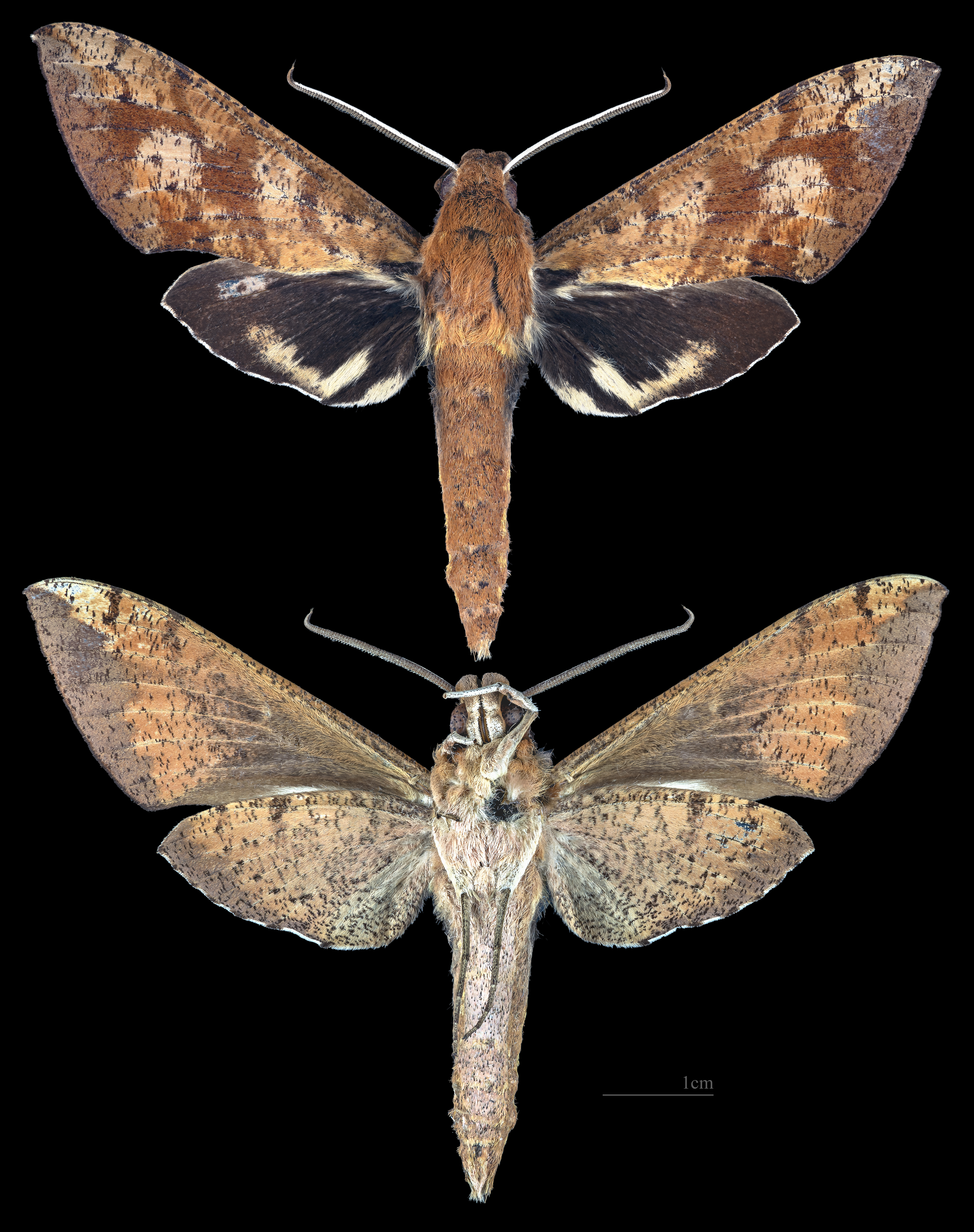
Xylophanes rufescens
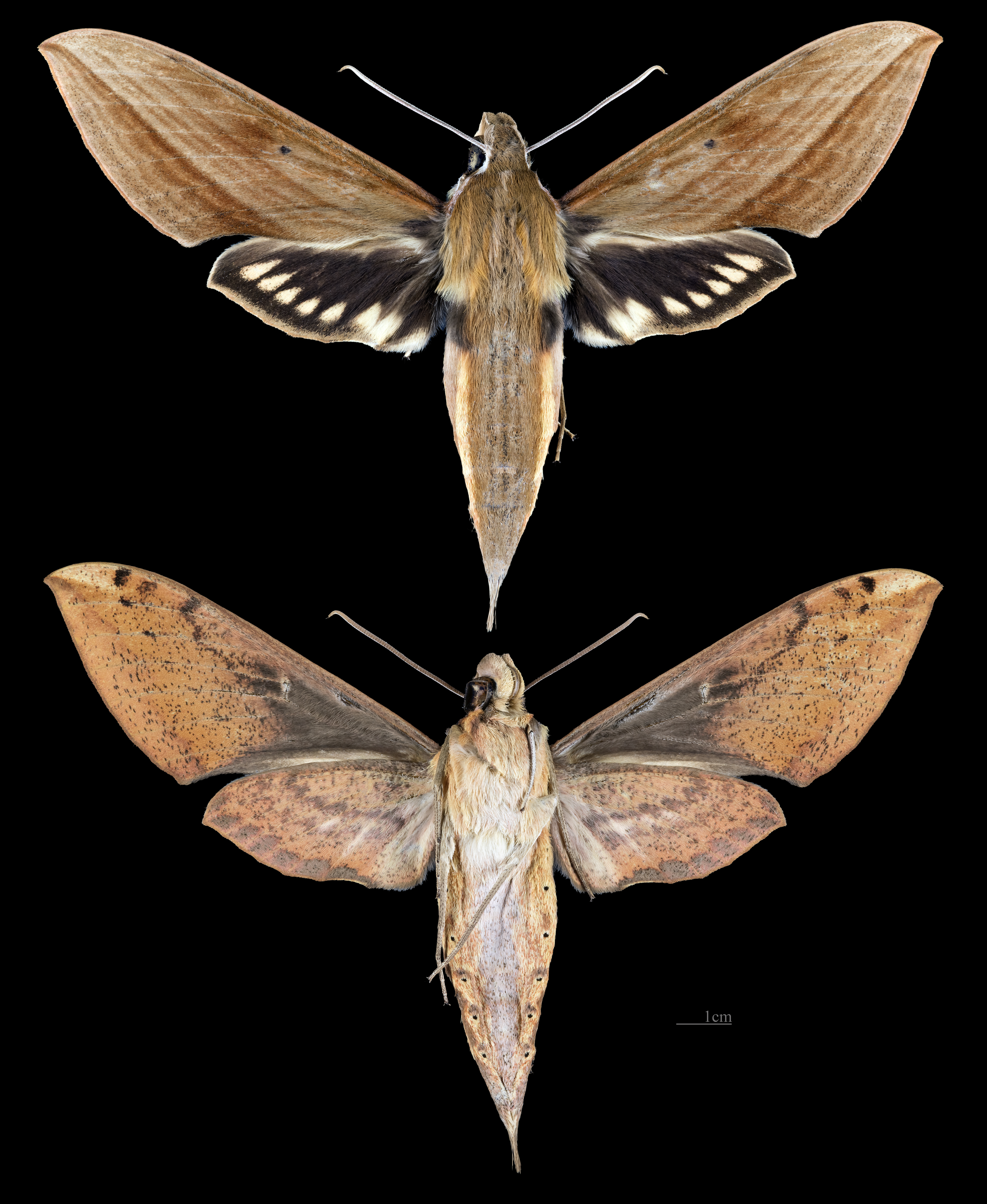
Xylophanes sarae
Xylophanes schausi
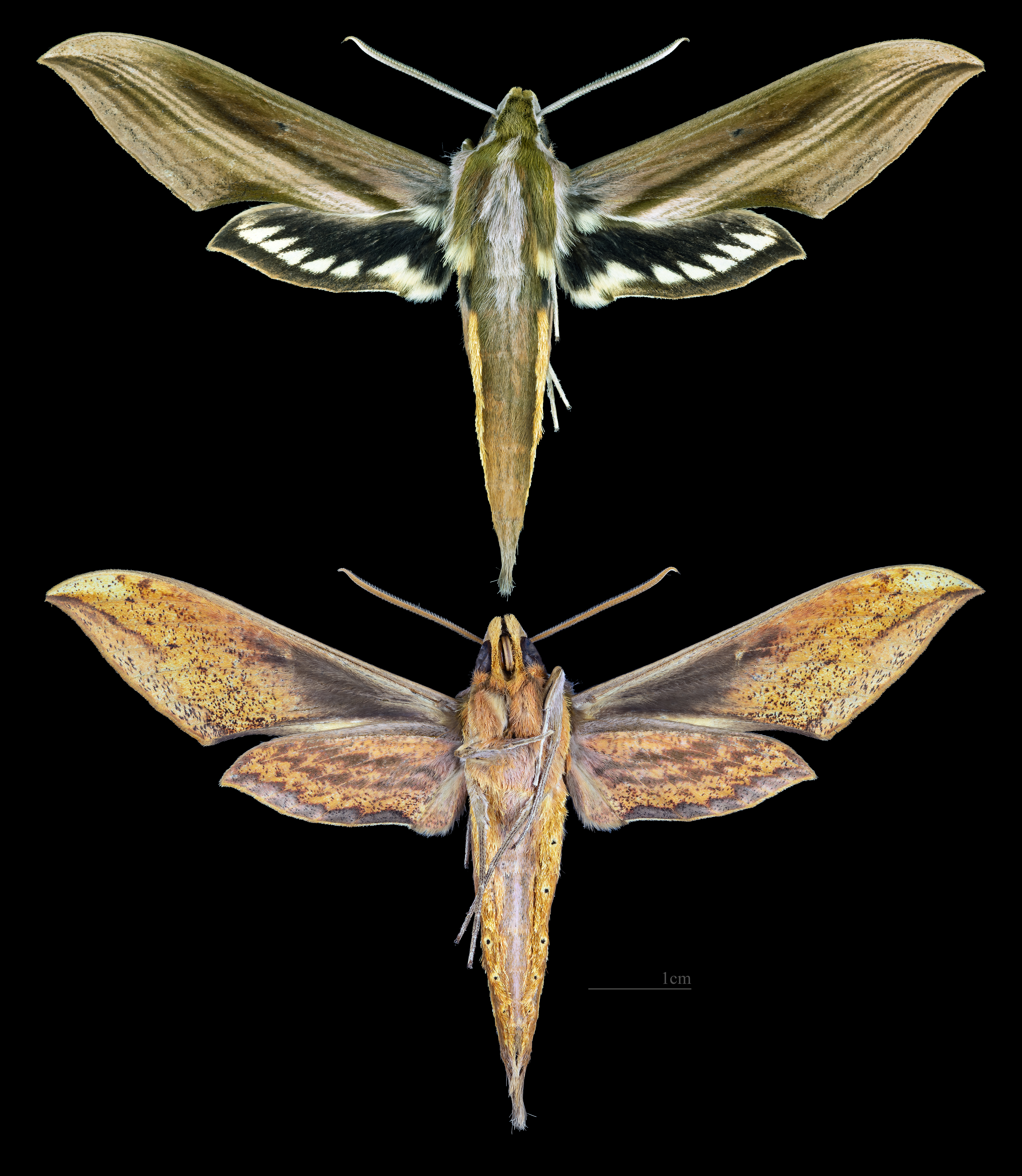
Xylophanes schreiteri
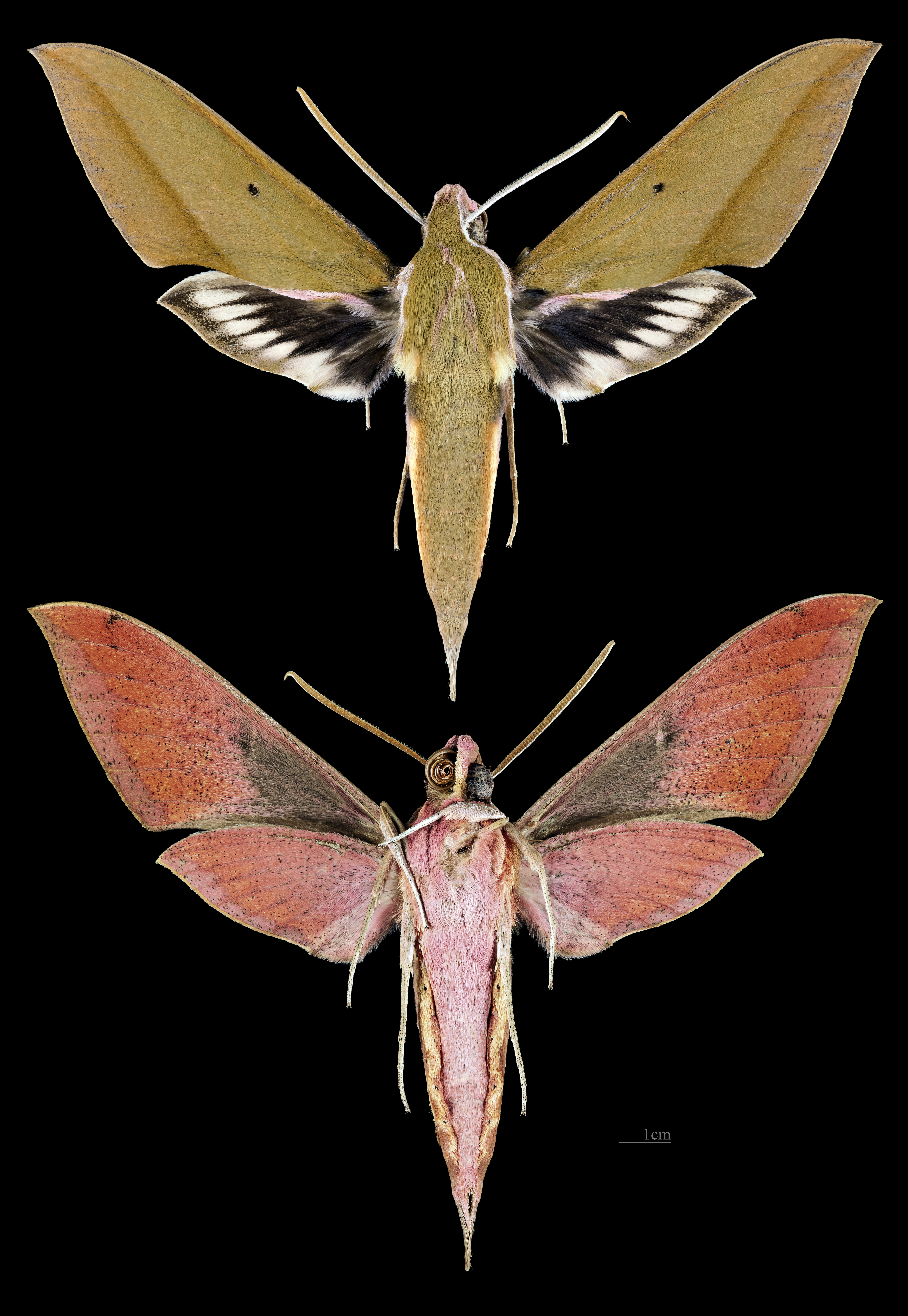
Xylophanes schwartzi
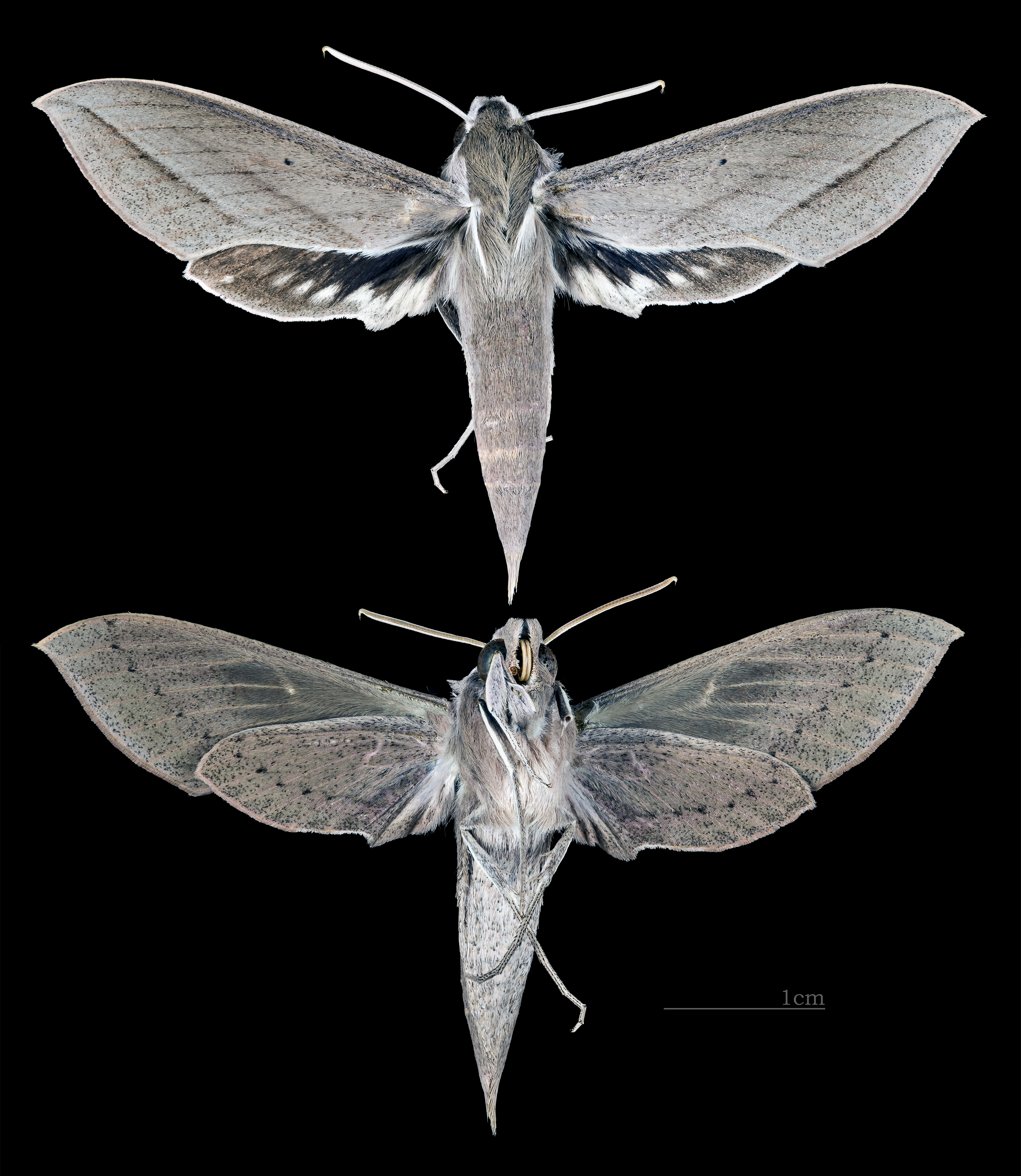
Xylophanes suana
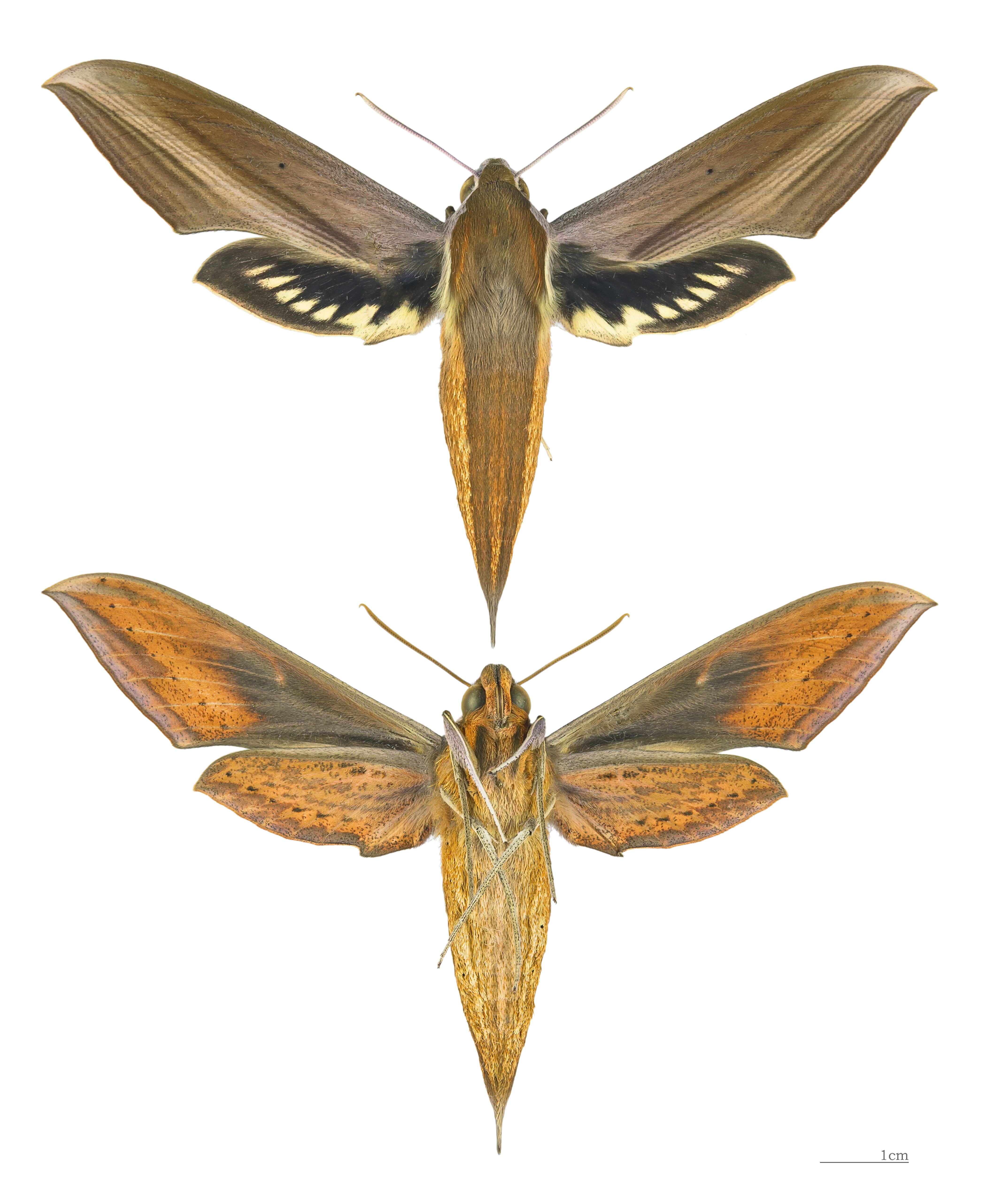
Xylophanes tersa
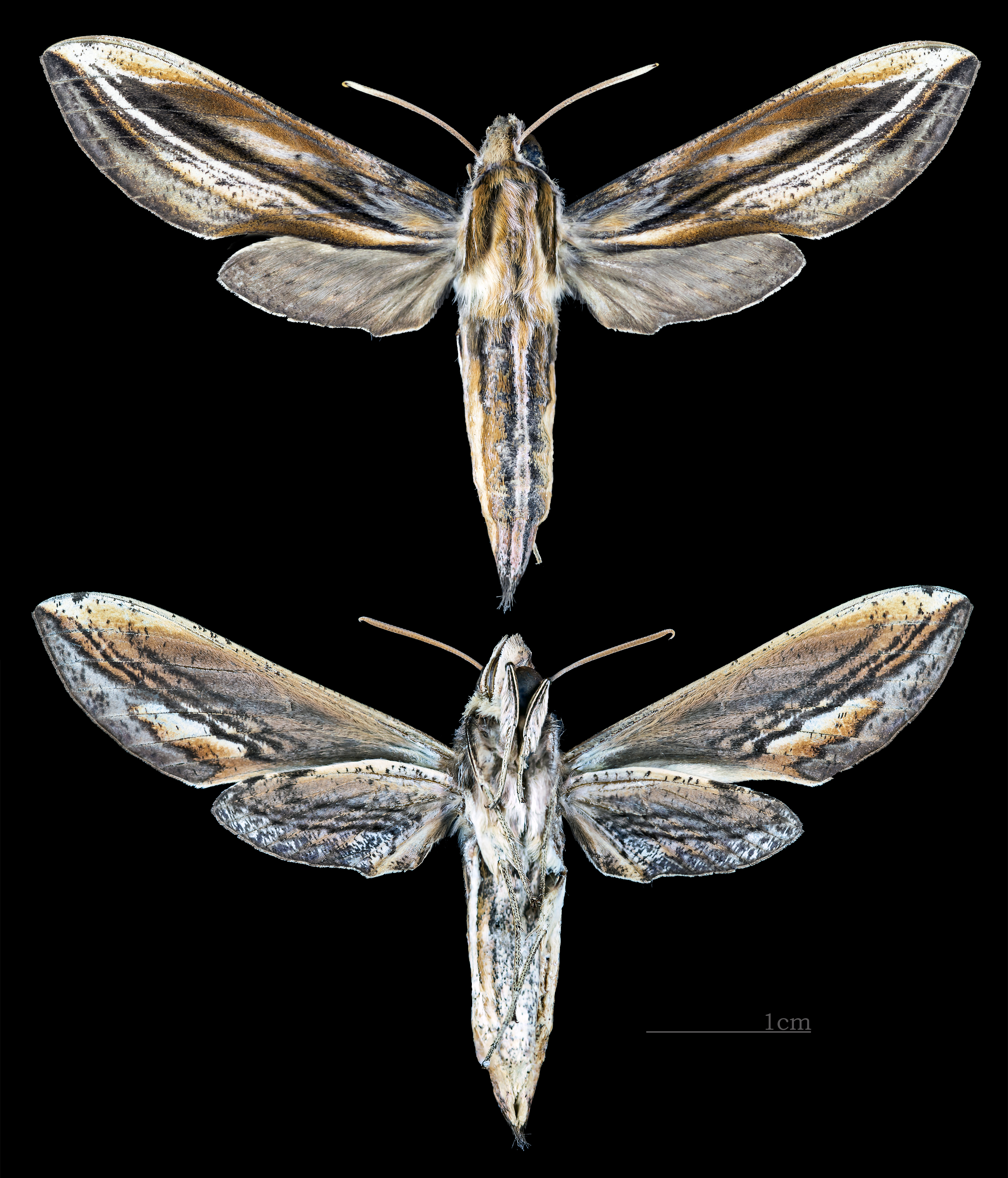
Xylophanes thyelia
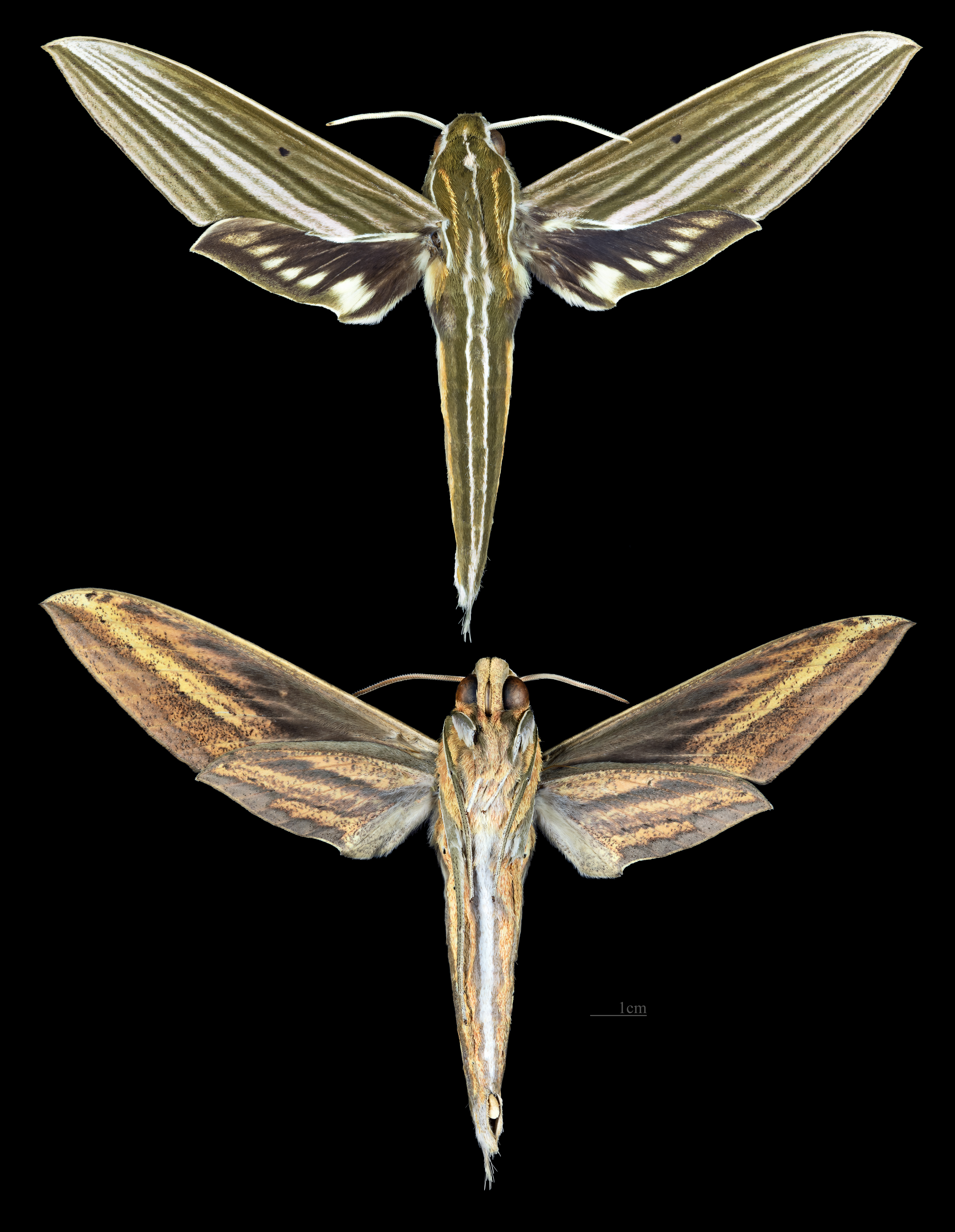
Xylophanes titana
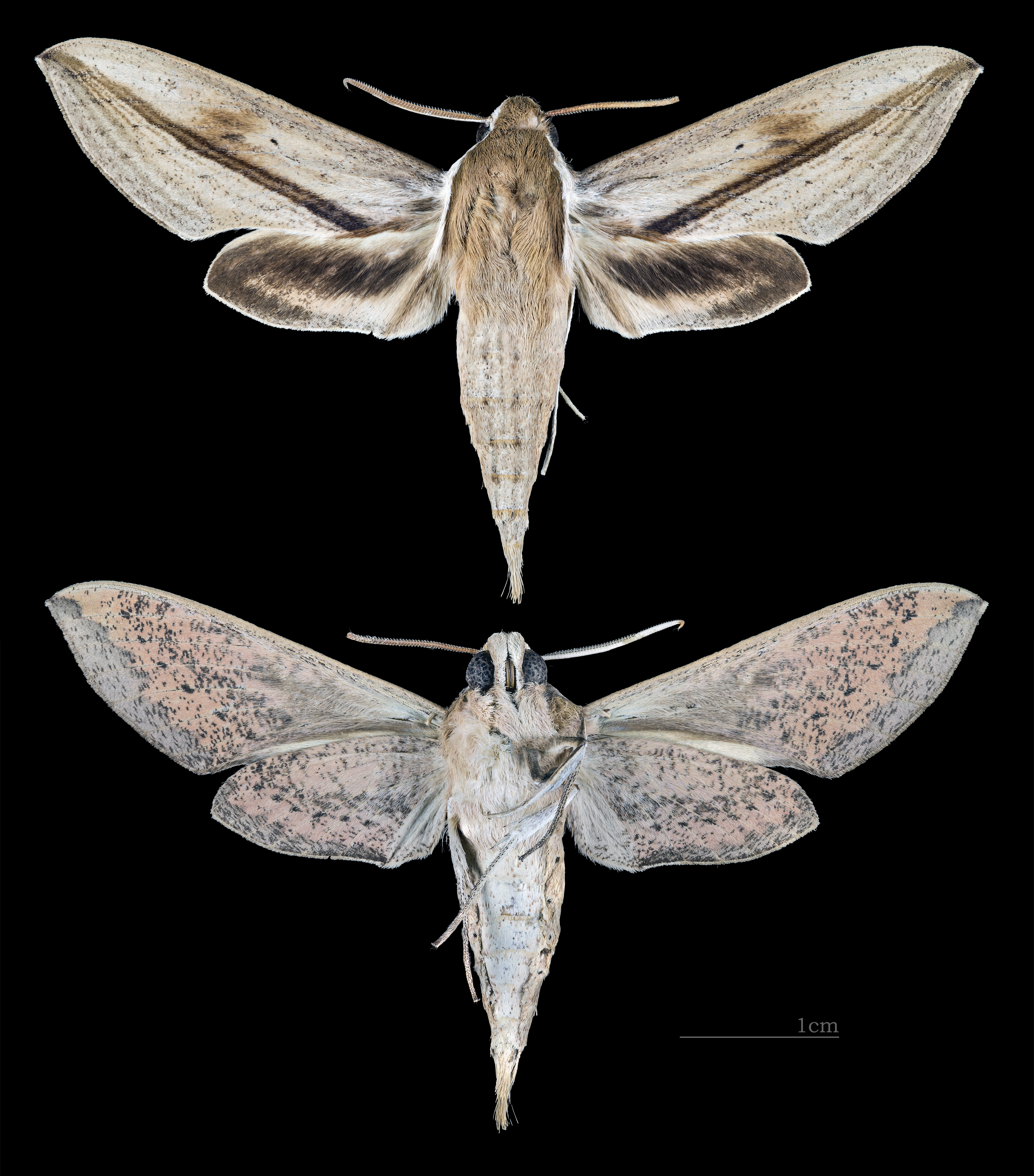
Xylophanes turbata
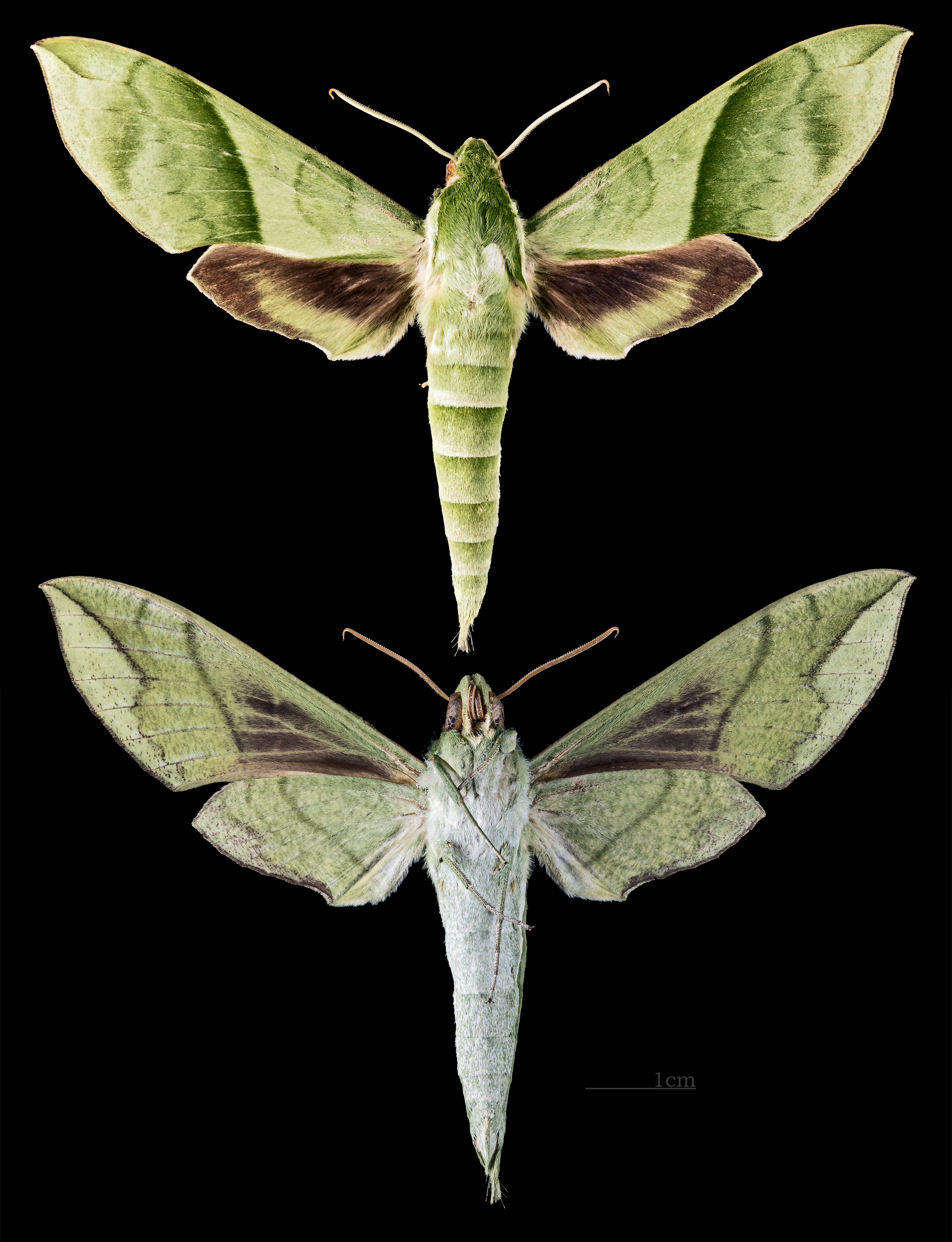
Xylophanes tyndarus
Xylophanes undata
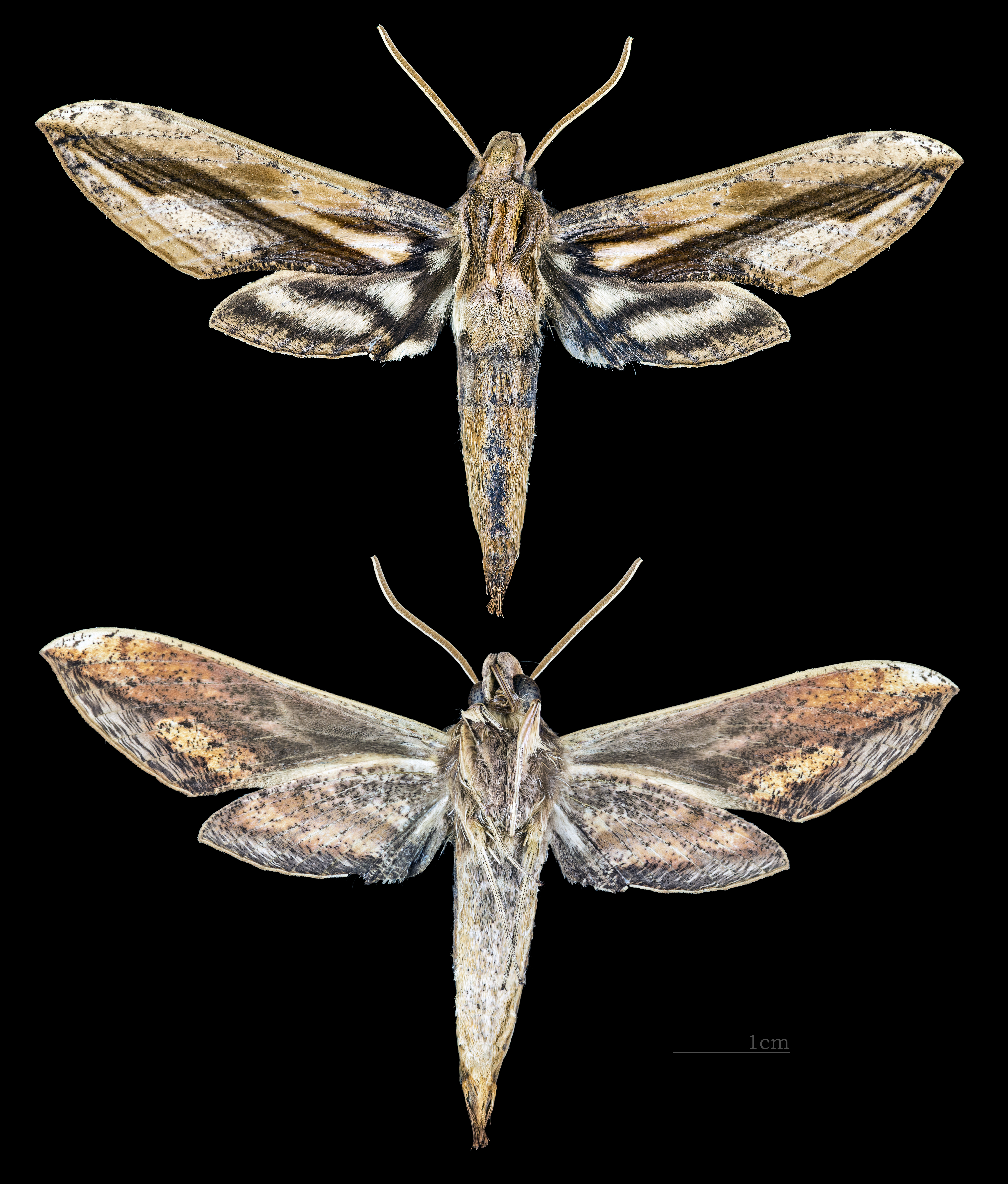
Xylophanes xylobotes
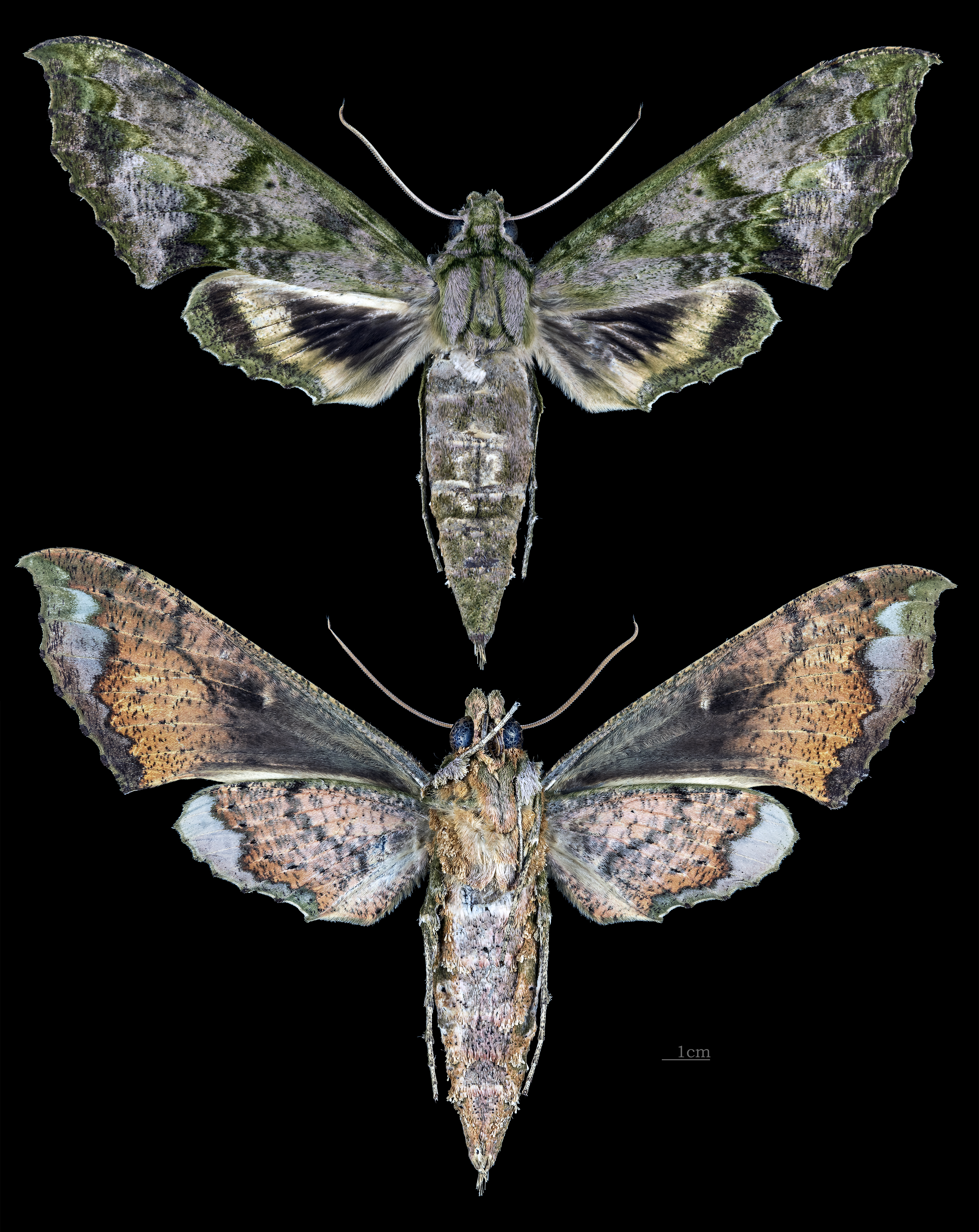
Xylophanes zurcheri

## Belege